# Geologie des Départements Dordogne
Die Geologie des Départements Dordogne umfasst die Zeitspanne Ediacarium bis Rezent und somit gut 600 Millionen Jahre Erdgeschichte.

## Einführung

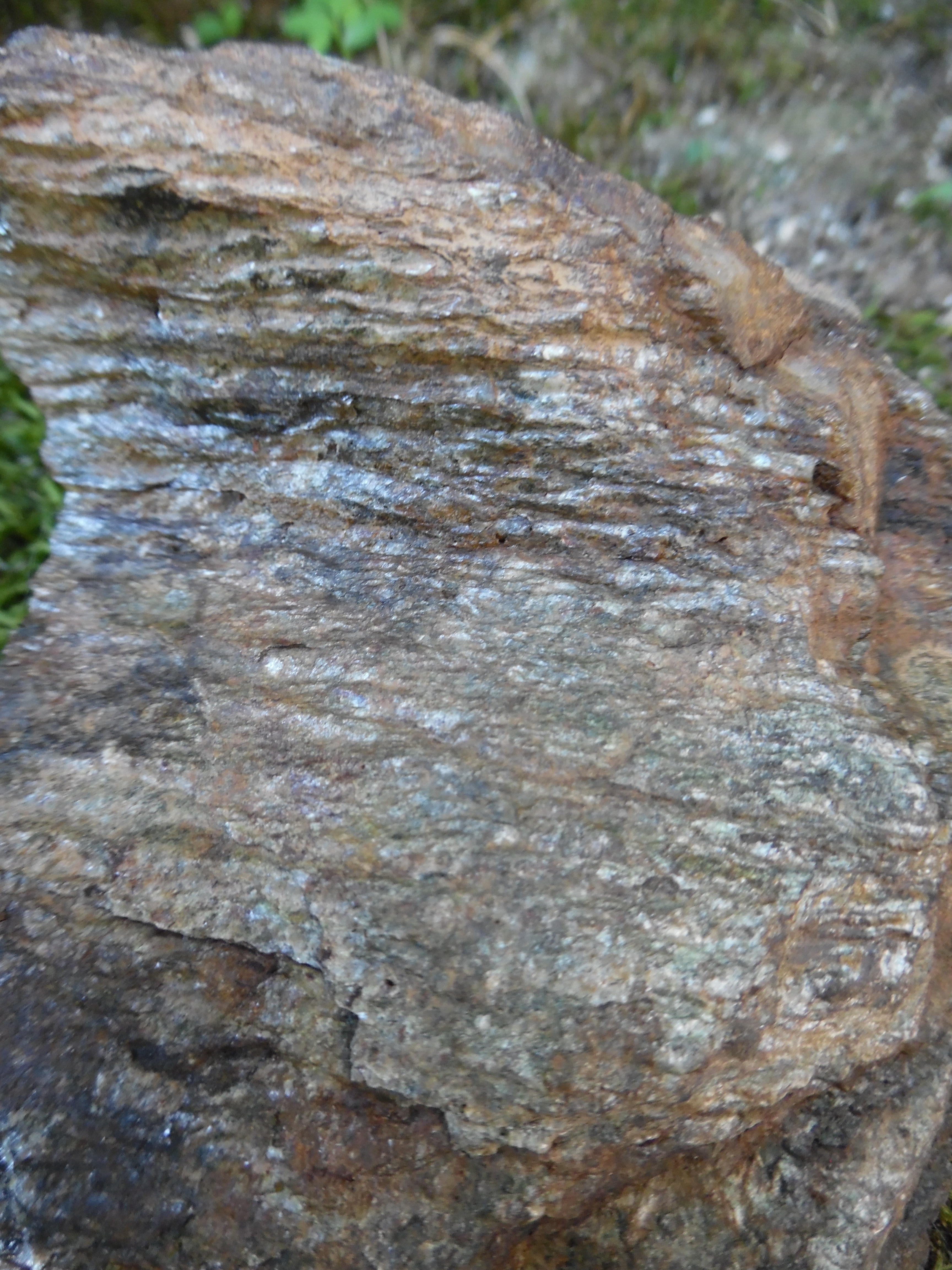
Glimmerschiefer aus der Parautochthonen Glimmerschiefereinheit bei Saint-Pardoux-la-Rivière, eine der ältesten Formationen im Département Dordogne

Die Geologie des Départements Dordogne kann in zwei sehr unterschiedlich geartete Abschnitte unterteilt werden. Der erste betrifft das zum Variszikum gehörende metamorphe Grundgebirge des westlichen Massif Central. Es nimmt nur ein Sechstel der Fläche im Département in Anspruch. Der zweite, flächenmäßig weitaus größere Abschnitt, gehört zum Aquitanischen Becken und wird von Sedimenten bedeckt. Das Grundgebirge bildet nur einen schmalen, 64 Kilometer langen und maximal 24 Kilometer breiten Streifen entlang der Nordostgrenze des Départements, wohingegen die Sedimente des Aquitanischen Beckens den gesamten Rest einnehmen. Die zeitliche Entwicklung der beiden Abschnitte ist jedoch mit jeweils 300 Millionen Jahren ausgewogen. Das Grundgebirge taucht am Nordostrand des Départements unter die Sedimente des nordöstlichen Aquitanischen Beckens in Südwest-Richtung ab, deren Mächtigkeit bei La Tour-Blanche 1085 Meter (Bohrung La Tour-Blanche 1) und bei Montpon-Ménestérol im Südwesten bereits 2079 Meter erreicht (bestätigt durch die Tiefbohrung Saint-Géry (Saint-Géry 1), die oberkarbonische Schiefer des Namuriums antraf).
Diesem nach Südwesten einfallenden Gradienten folgt in etwa auch die allgemeine Topographie, die ihre höchsten Erhebungen im Grundgebirge des Nordostrandes und ihre tiefsten Stellen in den Flussniederungen des Südwestens aufweist. Der höchste Punkt befindet sich mit 491 m im Forêt de Vieillecour an der Grenze zum Département Haute-Vienne, der tiefste Punkt liegt auf einer Höhe von 8 m flussabwärts von Bergerac an der Grenze zum Département Gironde.

## Grundgebirge

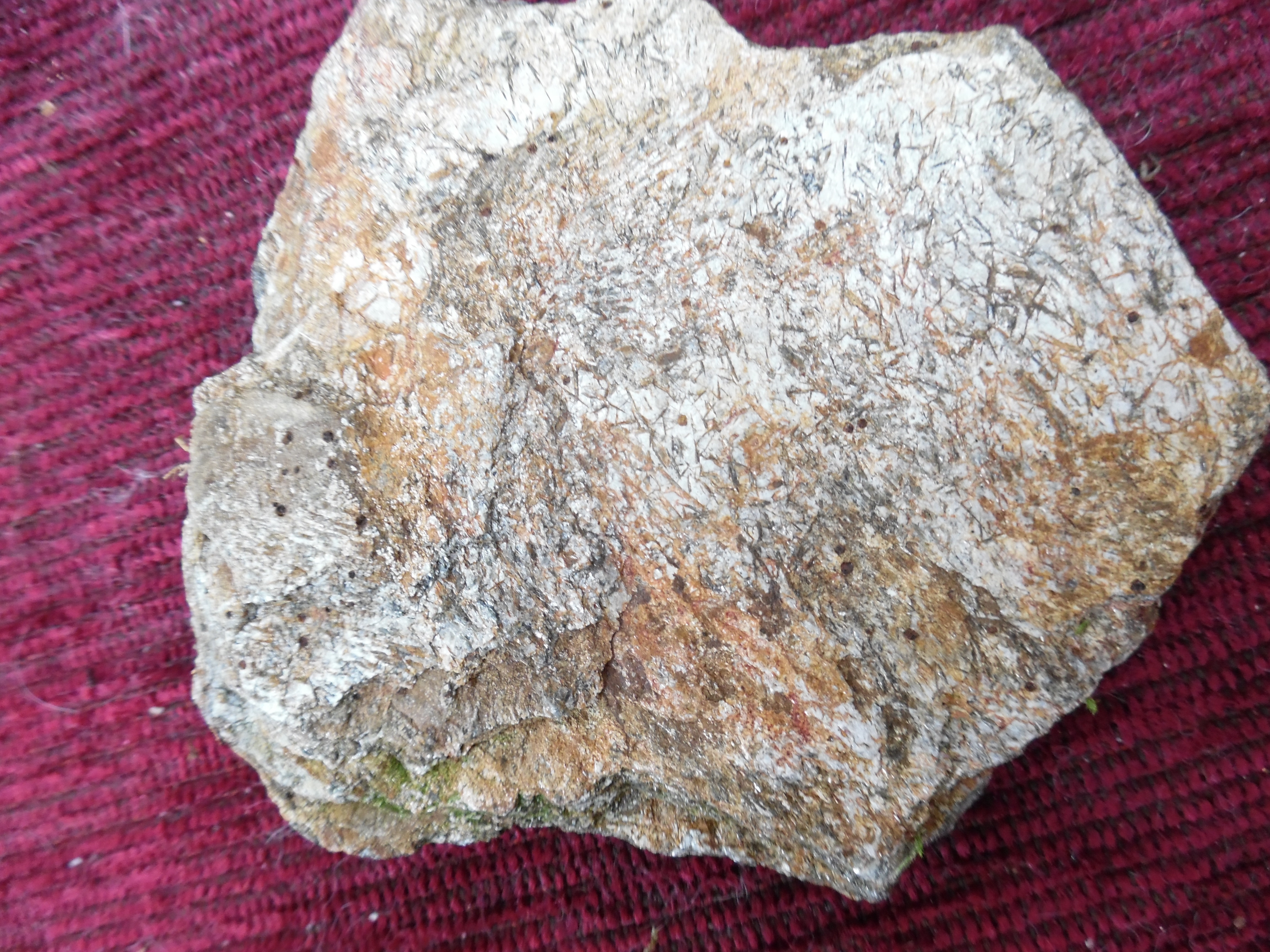
Parautochthoner Glimmerschiefer bei Pensol – seidig-glänzende Fazies

Das Grundgebirge kann ebenfalls in zwei sehr unterschiedliche Abschnitte untergliedert werden. Im äußersten Norden des Départements bildet es Teil des Saint-Mathieu-Doms, einer parautochthonen Aufwölbung im Grundgebirge. Hierauf folgt nach Durchqueren einer strukturell komplexen Mittlerzone bei Saint-Jean-de-Côle in Ostsüdost-Richtung die Thiviers-Payzac-Einheit mit der ihr auflagernden Génis-Einheit. Beide Einheiten verschwinden gen Südost unter den Sedimenten des Briver Beckens. Die Thiviers-Payzac-Einheit weist als strukturelle Besonderheit den Horst von Châtres auf, welcher nordwestlich von Terrasson-Lavilledieu als vollkommen isolierter Block inmitten von Sedimenten auftritt.

### Saint-Mathieu-Dom
Der Saint-Mathieu-Dom beginnt im Nordwesten bei Montbron im Département Charente und erreicht bei Soudat, Bussière-Badil und Busserolles das Département Dordogne. Die Domstruktur erstreckt sich auf rund 30 Kilometer bis nach Saint-Jory-de-Chalais und Saint-Martin-de-Fressengeas weiter gen Südosten. Sie enthält folgende Gesteine: auf ihrer Westseite Paragneise, jedoch im Osten Glimmerschiefer der Parautochthonen Glimmerschiefereinheit. Dazwischen sind auf der Westseite der Piégut-Pluviers-Granodiorit und auf der Ostseite der Saint-Mathieu-Leukogranit intrudiert.
Die amphibolitfaziellen Paragneise unterteilen sich in mehrere Lokalfazies, wie beispielsweise den Nontron-Paragneis mit seiner Varietät Le Puy, den Leptynite enthaltenden Savignac-de-Nontron-Paragneis nördlich von Saint-Pardoux-la-Rivière und den migmatitischen Paragneis von Bussière-Badil (Bussière-Badil-Paragneis). Ihr Alter ist bisher noch nicht untersucht worden. Die parautochthonen Glimmerschiefer erscheinen nordöstlich von Milhac-de-Nontron und westlich von Mialet, ziehen aber dann weiter nach Norden in Richtung Saint-Mathieu im Département Haute-Vienne. Auch ihr Alter ist bisher unbekannt, kann aber aufgrund ihrer Äquivalenz mit Glimmerschiefern des Millevaches-Doms eingegrenzt werden. Letztere ergaben Alter des frühen Ediacariums von 631 ± 18 und 604 ± 16 Millionen Jahren.
Sowohl der Piégut-Pluviers-Granodiorit als auch der Saint-Mathieu-Leukogranit drangen im Oberkarbon in die Metasedimente des Saint-Mathieu-Doms ein, wobei der Granodiorit etwas älter sein dürfte als der Leukogranit. Der Granodiorit wird als Endstadium des Typus Guéret-Granit angesehen, wohingegen der geochemisch sehr unterschiedliche Saint-Mathieu-Leukogranit als typischer Vertreter der spätorogenen Leukogranite des Limousins aufgefasst werden darf.

### Gneisdecken

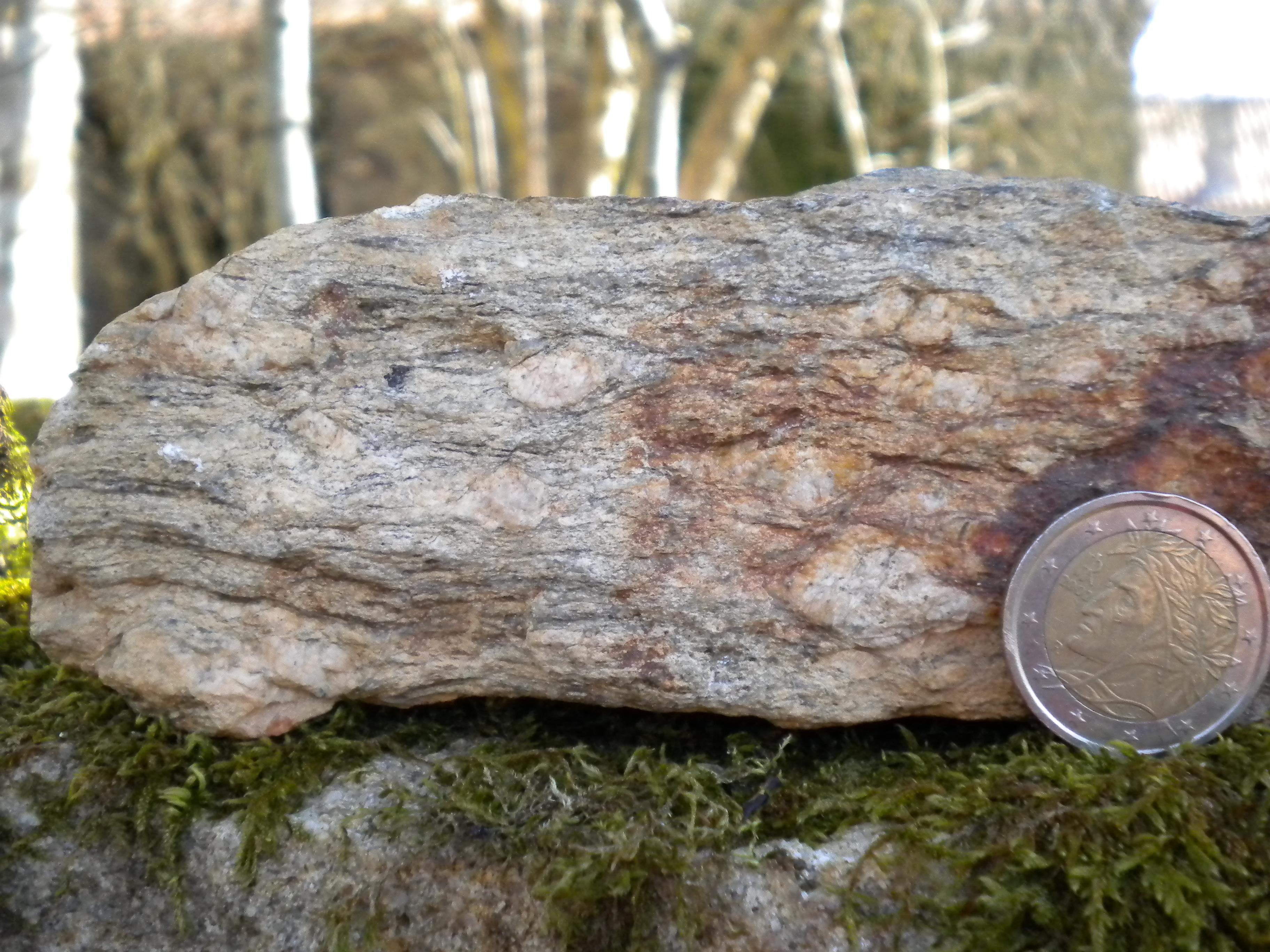
Augengneis der Unteren Gneisdecke bei Mialet

Der Saint-Mathieu-Dom wird auf seiner Ost- und Südostseite von der Unteren Gneisdecke des Limousins überfahren, welche hier zusammen mit der Oberen Gneisdecke eine komplexe Übergangszone bildet und auch Reste von dunklen Erdmantelgesteinen führt.
Die Untere Gneisdecke setzt um Mialet an ihrer Basis mit Augengneisen ein, gefolgt von Plagioklas-reichen Paragneisen und Leptynitgneisen. Sie wird nördlich von Saint-Pierre-de-Frugie vom kalkalkalischen Saint-Nicolas-Courbefy-Granit intrudiert, der sie kontaktmetamorph verändert hat. Die in die Untere Gneisdecke eingeschuppten Mafite werden zu den Merlis-Serpentiniten gestellt. Beispiele sind der metamorphosierte Harzburgit von La Rebière nördlich von Saint-Jean-de-Côle, kleine serpentinitisierte Peridotitkörper südlich von Saint-Jory-de-Chalais, bei La Coquille und bei Saint-Pierre-de-Frugie (teils eingeschlossen im Granit). Ferner zu erwähnen sind die Nordost-streichenden Amphibolit- und Eklogitzüge von Pierrefiche (Gemeinde Thiviers), die gleichfalls Nordost-orientierten Ultrabasite von La Valade südwestlich von Saint-Paul-la-Roche und das ultrabasische Massif nördlich von Sarrazac.
Die Obere Gneisdecke kann im Département Dordogne von Saint-Paul-la-Roche aus über Sarrazac und Angoisse weiter nach Südosten bis Ségur-le-Château (bereits im Département Corrèze) verfolgt werden. Sie besteht hier vorwiegend aus Paragneisen.

### Thiviers-Payzac-Einheit

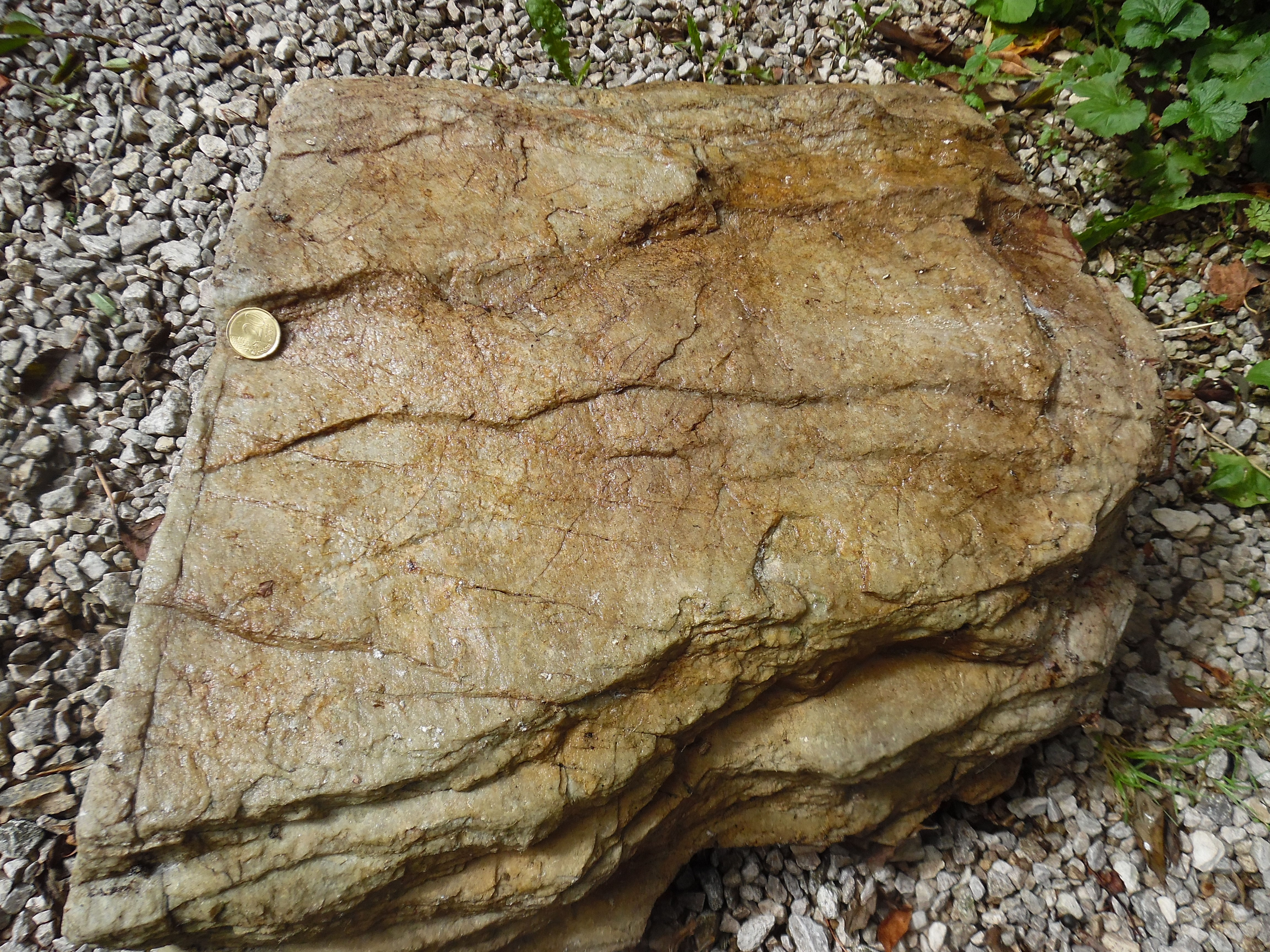
Der Puy-des-Âges-Quarzit bei Payzac

Etwas nordwestlich von Thiviers erscheint erstmals die Thiviers-Payzac-Einheit. Sie lässt sich über 35 Kilometer bis Saint-Cyr-les-Champagnes und Saint-Mesmin am Nordostrand des Départements verfolgen, setzt sich aber weiter nach Ostsüdosten ins Département Corrèze fort. Die gesamte Einheit wurde entlang der linksverschiebenden Estivaux-Störung über die Gneisdecken in Nordwest-Richtung aufgeschoben.
Die Thiviers-Payzac-Einheit zeigt folgenden stratigraphischen Aufbau (vom Hangenden zum Liegenden):
- Puy-des-Âges-Quarzit
- Engastine-Mafit
- Donzenac-Schiefer
- Thiviers-Sandstein

Die Einheit wird überdies nördlich von Corgnac-sur-l’Isle vom Corgnac-Granit, einem ordovizischen Granitoiden, intrudiert.
Die Thiviers-Payzac-Einheit ist wesentlich schwächer metamorph überprägt (mittlerer Metamorphosegrad) als die Gesteine des Saint-Mathieu-Doms und die Gesteine der Gneisdecken. Auch strukturell gehört sie dem höheren Stockwerk eines typischen Schiefergürtels an und zeigt steil stehende Schieferung mit aufrechtem Faltenbau – wohingegen in den hochmetamorphen Gesteinen im Nordwesten flach liegende Foliation mit teils isoklinalem Faltenbau die Regel ist.
Die Thiviers-Payzac-Einheit konnte von Melleton und Kollegen mit 564 ± 9 Millionen Jahren (ausgehendes Ediacarium) datiert werden.

### Génis-Einheit

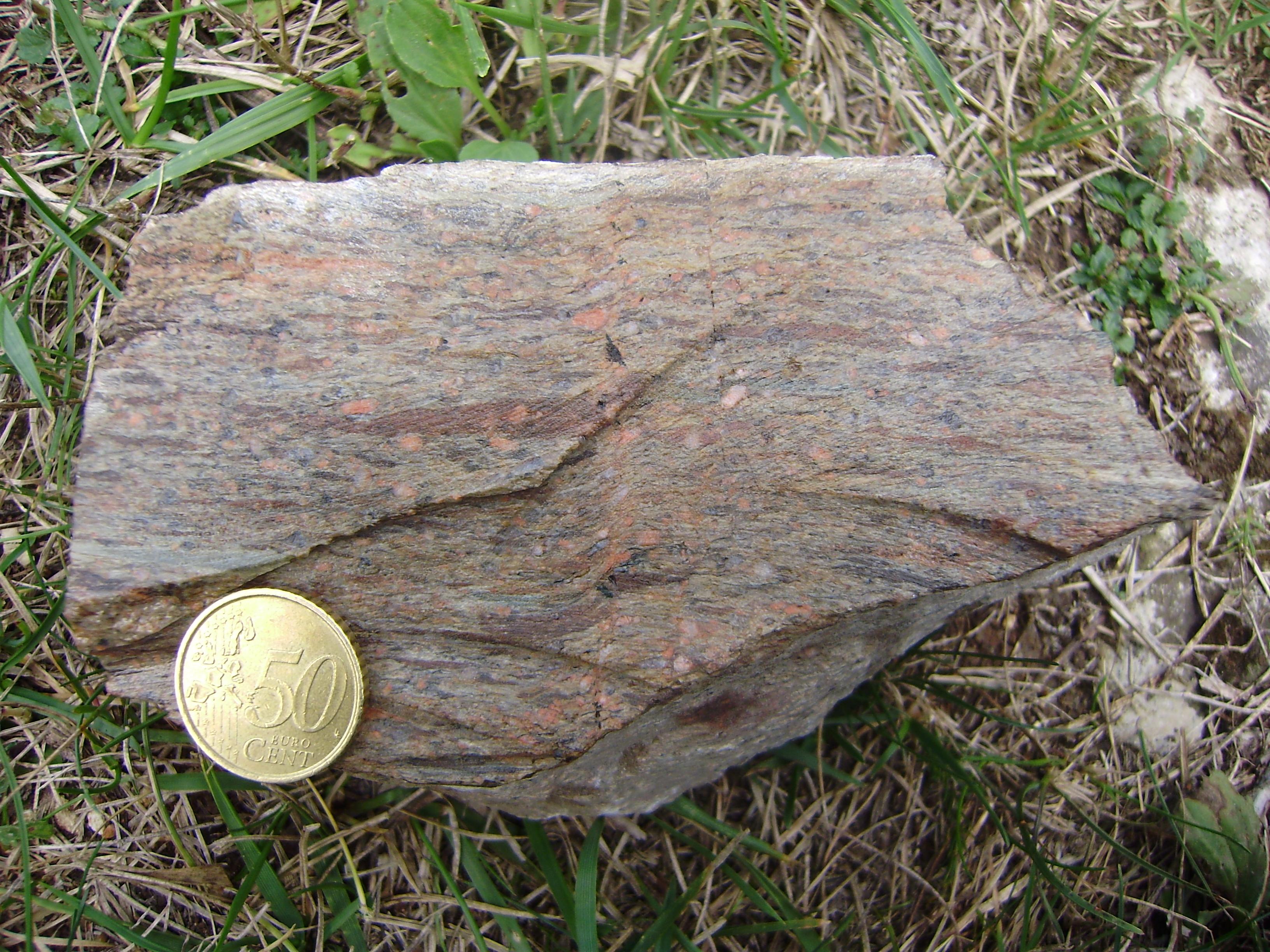
Angesägtes Handstück des Génis-Porphyroids

Die Génis-Einheit ist entlang der rechtsverschiebenden Südlimousin-Störung auf die Thiviers-Payzac-Einheit aufgeschoben worden. Es handelt sich hierbei um die am niedrigsten metamorphe, grünschieferfazielle Einheit des Grundgebirges. Ihr Alter reicht von rund 490 bis 400 Millionen Jahren, sie überdeckt somit Ordovizium bis Oberdevon. Absolut datiert ist bisher nur der Clair-Vivre-Metarhyolith – ein wahrscheinliches Äquivalent der Génis-Porphyroide – mit 475 ± 6 Millionen Jahren, d. h. mittleres Ordovizium.
Ihre stratigraphische Abfolge vom Hangenden zum Liegenden lautet wie folgt:
- Génis-Grünschiefer
- Génis-Serizitschiefer
- Puy-de-Cornut-Arkose
- Génis-Porphyroide

Aufgeschlossen ist die Einheit entlang dem Tal des Auvézère um das namensverleihende Génis.

## Briver Becken
Das Briver Becken stellt ein Einbruchsbecken dar, das seit dem späten Oberkarbon (vor rund 300 Millionen Jahren) den kontinentalen Abtragungsschutt des Massif Central aufnahm. Es kann daher streng genommen nicht dem Aquitanischen Becken zugeordnet werden, dessen marine Entwicklung erst mit der Transgression des Hettangiums zu Beginn des Juras einsetzte. Dennoch übernimmt es eine Mittlerrolle, da sich die Sedimentation im Briver Raum allmählich an das restliche Aquitanische Becken anglich bzw. Teil desselben wurde.

### Karbon
Die einzigen Vorkommen von Stefanium im Département Dordogne finden sich am Südostende des Horsts von Châtres bei Peyrignac, Le Lardin-Saint-Lazare, Terrasson-Lavilledieu und Cublac. Die Sedimente der Formation h5b konnten anhand von Florenresten datiert werden. Es handelt sich um Schiefer, graue Sandsteine und Konglomerate, die nur geringmächtige Kohleflöze führen. Diese wurden bei Le Lardin im letzten Jahrhundert abgebaut.

### Perm

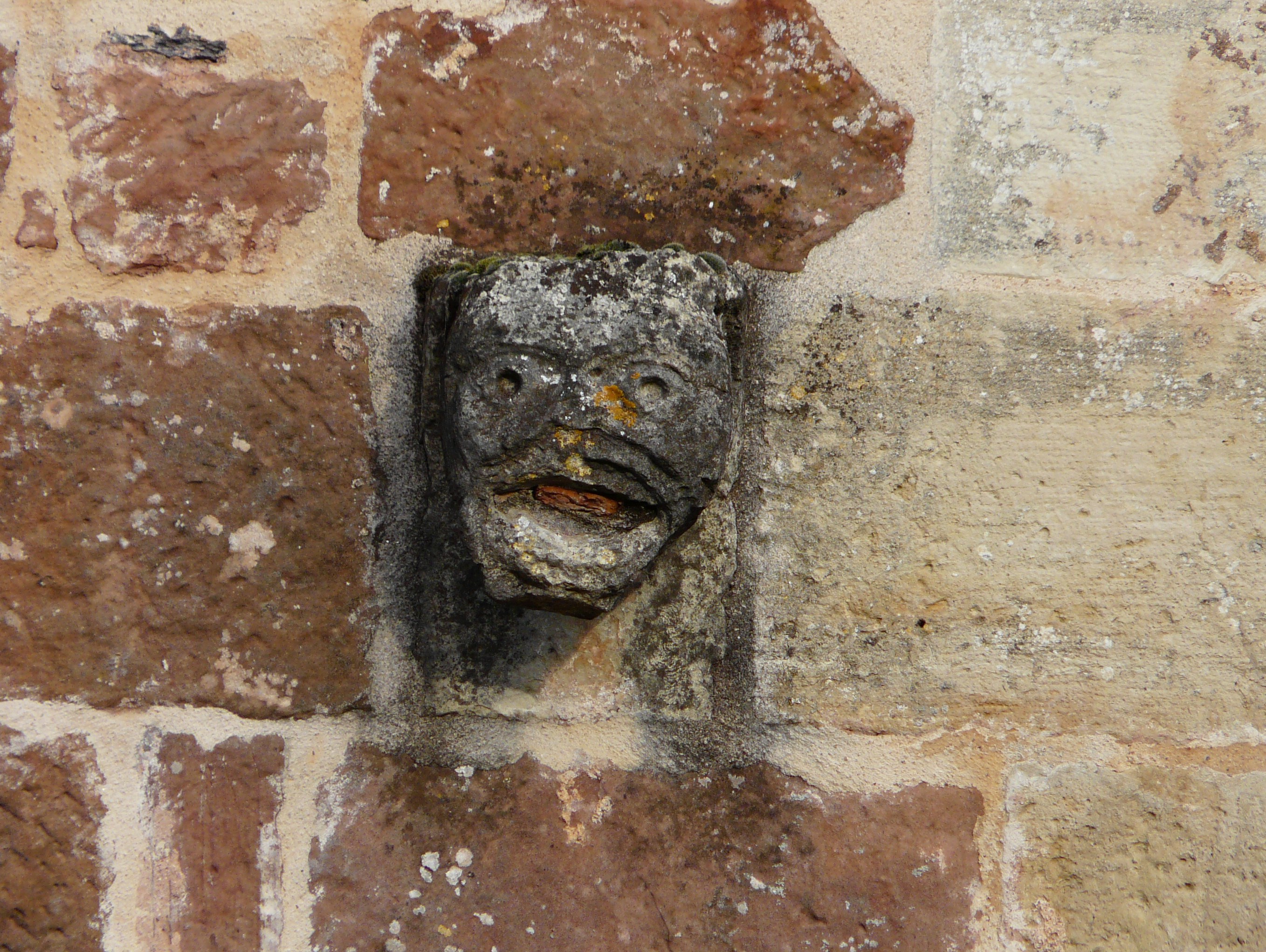
Detailansicht der aus rotem Unterperm erbauten Kirche von Boisseuilh. Rechts des Kopfes wurde helle Trias des Briver Beckens verarbeitet.

Die Génis-Einheit taucht bei Salagnac und Cubas unter permische Sedimente des Briver Beckens ab bzw. wird von diesen verhüllt. So erscheint Rotliegendes mit der Formation r1 erstmals bei Cherveix-Cubas, Boisseuilh, Sainte-Trie und Hautefort. Diese undifferenzierte Formation ist im Nordwesten konglomeratisch ausgebildet, besteht aber sonst aus roten, bunten, manchmal auch weißlichen Sandsteinen mit Konglomerateinschaltungen. Ihr Alter wird mit Autunium angegeben. Am Südende des Horsts von Châtres kann das Unterperm als Grés rouges inférieurs angesprochen werden – rote Sandsteine der Formation r1a. Darüber legt sich Saxonium mit dem Grés de Louignac (Formation r2-3) – ein regelmäßig geschichteter, tafelförmiger, kompakter, fester, roter Sandstein, der sich von den Grés rouges inférieurs durch die praktische Abwesenheit von tonigen und konglomeratischen Zwischenlagen unterscheidet. Er ist bei Teillots, Coubjours, Badefols-d’Ans und Nailhac anstehend.
Das Perm folgt im Briver Becken ohne Unterbrechung auf das Stefanium und dürfte eine Gesamtmächtigkeit von 600 bis 1000 Meter erreichen. Es ist aus zahlreichen alluvialen Sedimentationslinsen aufgebaut, welche seitwärts sehr rasche Übergänge aufweisen können. Es bestehen daher und auch wegen der generellen Fossilarmut Korrelationsschwierigkeiten unterhalb der einzelnen Sedimentationskörper und letztlich auch Schwierigkeiten in der Festlegung einer eindeutigen Stratigraphie – was sich in sehr unterschiedlichen Formationsbezeichnungen der einzelnen Autoren widerspiegelt.

### Trias
Während der Trias setzte sich die Abtragung des Massif Central weiter fort. Gegen Ende des Systems war der Erosionsprozess so weit fortgeschritten, dass das einstige variszische Hochgebirge jetzt vollkommen zu einer flachen, nur schwach undulierenden Erosionsfläche eingeebnet war. Diese Rumpffläche kann auf sehr eingehende Weise im Bas-Limousin beobachtet werden.
Auch die Triasvorkommen bleiben auf das südliche Umfeld des Horsts von Châtres beschränkt: Saint-Rabier, Peyrignac, Beauregard-de-Terrasson, Le Lardin-Saint-Lazare, Terrasson-Lavilledieu, Pazayac, La Feuillade und südöstlich von Villac. Die Formation t bzw. Grès inférieurs de Brive liegt entweder direkt auf Grundgebirge, Stephanium oder Rotliegendem.
Das Triasmeer hatte im Briver Becken seine Nordgrenze (dies gilt jedoch nur für die westliche Atlantikseite des Massif Central, im Osten erreichte das Meer durchaus das Pariser Becken). Die Triastransgression war von Süd oder Südost aus dem Tethysbereich über die damals noch nicht vorhandenen Pyrenäen hinweg erfolgt. Die Sedimente sprechen generell für ein restriktives marines Ablagerungsmilieu und Flachwasserbereich, Bussière-Badil Abgelagert wurden sehr grobe, helle bis bunte Sandsteine mit Quarzitgeröllen, die 20 bis 50 Zentimeter Durchmesser erreichen können. Insbesondere die sandig-tonige, kaolinreiche Matrix lässt als Ablagerungsmilieu auf einen am Rand der triassischen Lagune gelegenen riesigen kontinentalen Schwemmfächer schließen. Die Gesamtmächtigkeit der Triassedimente beträgt bei Brive im Osten 80 Meter, bei Terrasson-Lavilledieu nur noch 30 Meter und reduziert sich überdies weiter in Richtung Westen bis auf Null.
Der Kontakt zum unterlagernden Perm kann nördlich von Terrasson-Lavilledieu an mehreren Stellen beobachtet werden. Gewöhnlich ist er konkordant bis nur mäßig diskordant, kann aber weiter im Osten (beispielsweise bei Cosnac im Département Corrèze) in eine Winkeldiskordanz von 10 bis 15° übergehen – was auf leichte tektonische Verstellungen des unterlagernden Perms hindeutet.

### Jura
Die Liastransgression des Hettangiums über Rotliegendes des Briver Beckens findet sich beim Schloss Hautefort, bei Cherveix-Cubas, Coubjours und Badefols-d'Ans.
Das Untere Hettangium (Formation I1) mit 6 bis 7 Meter Mächtigkeit bei Terrasson-Lavilledieu beginnt mit glimmerreichen Psammiten an der Basis, über die sich Tone und feinkörnige Sandsteine in Wechsellagerung legen. Den Abschluss bilden rotfarbene Dolomite oder dolomitreiche Kalke. In Coubjours beispielsweise folgen auf 3 bis 4 Meter mächtige schräggeschichtete Sandsteine 2 bis 3 Meter an sandigen Tonlagen. Bei Badefols-d'Ans besteht das Unterhettangium fast nur noch aus Tonen und dolomitischen Mergeln, Sandeinschaltungen sind selten. Als Flora ergaben sich bei Pazayac sehr reichhaltige Sporen von Classopolis, Styxisporites reissingeri sowie einige Angehörige der Benettiteae und Pinaceae.
Das folgende, 15 bis 20 Meter mächtige Oberhettangium (Formation I2) besteht weitestgehend aus dolomitischen Kalken. Es besitzt bereits eindeutig marinen Charakter mit wesentlich reichhaltigerer Palynologie als im Unterhettangium. Auch treten jetzt marine Organismen erstmals in Erscheinung. Die Ursache hierfür ist in einer Ausweitung des marinen Ablagerungsmilieus und wahrscheinlich auch in einer klimatischen Veränderung zu suchen. Den Abschluss des Oberhettangiums bilden Zellenkalke (Französisch Cargneules).

## Aquitanisches Becken

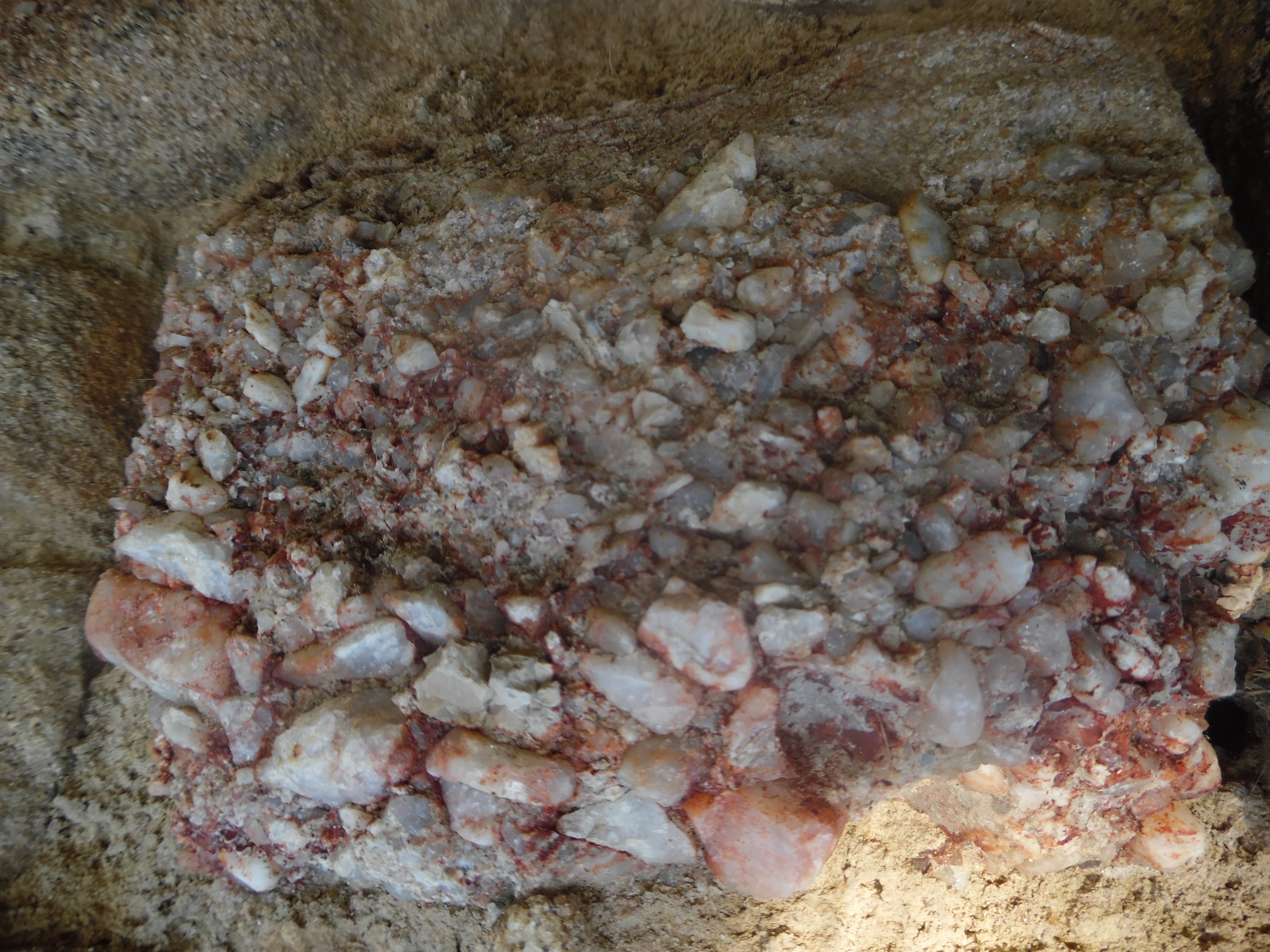
Basiskonglomerat der hettangisch-sinemurischen Sequenz bei Azat südlich von Nontron. Die Transgression erfolgte hier über den Nontron-Paragneis.

Die zum eigentlichen Aquitanischen Becken gehörenden Ablagerungen nehmen im Département Dordogne flächenmäßig den größten Anteil in Anspruch. Sie umfassen Jura, Oberkreide, Tertiär und Quartär, die Unterkreide fehlt. Perm und Trias sind erbohrt worden. Strukturell lagern diese Sedimente dem Aquitanischen Plateau auf, das einen typischen Kontinentalschelf darstellt – mit stark reduzierter Sedimentation und mehreren Auftauchphasen (während der gesamten Unterkreide, phasenweise in der Oberkreide und erneut im Känozoikum). Das Grundgebirge liegt nur im äußersten Südwesten tiefer als 2000 Meter. Der Jura kann eine Mächtigkeit von über 1000 Meter erreichen, die Oberkreide jedoch nur einige hundert Meter. Das Paläogen ist im Norden des Départements, wenn vorhanden, nur sehr dünn, gewinnt aber nach Süden an Mächtigkeit und wird dort seinerseits von dünnem Neogen überlagert. Das Aquitanische Plateau ist durch unkomplizierte tektonische Strukturen (regionale Einmuldungen und Hochgebiete, langwellige Faltenzüge, Verwerfungen) gekennzeichnet, die herzynischen, armorikanischen und variszischen Streichrichtungen folgen.

### Paläozoisches Grundgebirge
Das paläozoische Grundgebirge wurde, wie bereits angesprochen, vermittels der Bohrung Saint-Géry 1 auf einer Teufe von 2079 Meter angetroffen. Die Bohrung durchfuhr 79 Meter an graublauen bis schwarzen, leicht silthaltigen Schiefern mit grauschwarzen Quarziteinschüben. Die Schiefer sind intensiv mit geringer Amplitude gefältelt. Pflanzenreste von Archeocalamites und Lepidodendron erlauben ihre Stellung ins Namurium. Die Bohrung Sauveterre 1 im Südosten des Départements (bei Sauveterre-la-Lémance) erreichte das Grundgebirge in Gestalt von roten und grünen Kalkschiefern und deren tonigen Umwandlungsprodukten bereits auf 1258 Meter Teufe. Die Erdölerkundungsbohrung Campagnac-lès-Quercy hatte auf ihrer Endteufe von 2037 Meter das Grundgebirge jedoch noch nicht angefahren, sondern endete in roten Sandsteinen des oberen Perms.

### Perm
Im Raum Mussidan wurden (vermittels der Bohrung Saint-Géry 1) 25 Meter Perm angetroffen. Hierbei handelt es sich um sehr feinkörnige, rötliche, seidig glänzende Schiefer mit Einschaltungen von grauen Schiefern. Die Permotrias hat in der Bohrung Sauveterre 1a 151 Meter Mächtigkeit. Grüne chlorithaltige Sandsteine und weiße quarzithaltige Sandsteine wechsellagern mit bunten sandigen Dolomiten und Tonsteinen beladen mit massiven Anhydritknollen. Das 25 Meter mächtige Liegende bildet ein beiger bis beige-rosafarbener, kieseliger Dolomit mit hellbeigen kieseligen Zement. In Campagnac-lès-Quercy überlagern 550 Meter bunte, glimmrige Tonsteine mit konglomeratischen Lagen und Knollendolomite feinkörnige, rotviolette, kompakte Sandsteine. Die Bohrung Caubon 101 bei Caubon-Saint-Sauveur ergab 210 Meter Tonsteine und graue Sandsteine.

### Trias
Oberhalb des Perms erscheint in der Bohrung Saint-Géry 1 eine recht ansehnliche Trias von 231 Meter Mächtigkeit. Die liegenden 196 Meter bestehen aus glimmerhaltigen, roten Sandsteinen, die mit sandigen, grau-grünlichen Dolomitbänken und rotbraunen bis grünen, leicht glimmrigen Tonsteinen wechsellagern. Die Sandsteine enthalten rosafarbene und grünliche Quarzkiesel. Hierüber legen sich 35 Meter an sich abwechselnden grau-beigen, feinkörnigen Dolomiten und graugrünen Tonsteinen des Rhaetiums. Die Tonsteine sind sehr feinkörnig und können Lignitreste enthalten. Karbonathaltige Lagen zeigen Reste von Mollusken und Ostrakoden und in den Dolomiten befinden sich Reste kleiner Gasteropoden sowie Phosphatfragmente.
Auch die Bohrung La Tour-Blanche 1 lieferte noch 75 Meter triassische Sedimente. Über 69 Meter Keuper (graugrüne Sandsteine und rote Tonsteine) wurden hier 6 Meter Rhätium (graue, mehr oder weniger dolomitische/sandige Kalke) angetroffen.

### Unterjura
Insgesamt bilden die oberflächlich aufgeschlossenen Unterjurasedimente ein sehr schmales und meist auch diskontinuierliches Band, das sich im Südwesten des Grundgebirges und am Westrand des Briver Beckens anschließt. Die maximale Breite dieses Bandes beträgt meist nicht mehr als 5 Kilometer. Die Sedimente transgredieren nur unwesentlich auf das Grundgebirge, allein in der Umgebung von Thiviers werden etwas mehr als 5 Kilometer an Transgressionsweite erzielt. Die Transgression selbst ist meistens nur schlecht aufgeschlossen, jedoch anhand von Lesesteinen gut zu erkennen.
Die aufgeschlossene Mächtigkeit ist variabel und schwankt zwischen 20 und 70 Meter. Sie wächst aber im Untergrund in Richtung Beckeninneres an, so trifft die Bohrung La Tour-Blanche 1 für die beiden ersten Unterjurasequenzen auf 130 Meter, Saint-Géry 1 auf 226 Meter und die Bohrung Saint-Felix 1 bei Barbezieux-Saint-Hilaire bereits auf 271 Meter.
Unter- und Mitteljura werden in der Bohrung Campagnac über 1000 Meter mächtig. Vereinfachend besteht die Abfolge im Liegenden aus anhydritischen Fazies gefolgt von einem massiven, leicht tonigen Dolomit mit grünen Flecken, der löchrig und brekziiert sein kann. Im Hangenden erscheinen sodann sublithographische Bänderkalke und dolomitische Sandsteine.
Der mit der Transgression des Hettangiums einsetzende Unterjura kann sequenzstratigraphisch in drei Sequenzen zweiter Ordnung unterteilt werden:
- Hettangisch-sinemurische Sequenz (Hettangium-Unteres Sinemurium)
- Lotharingisch-carixisch-domerische Sequenz (Oberes Sinemurium-Unteres und Oberes Pliensbachium)
- Toarcisch-aalenische Sequenz (Toarcium-Aalenium).

#### Hettangisch-sinemurische Sequenz

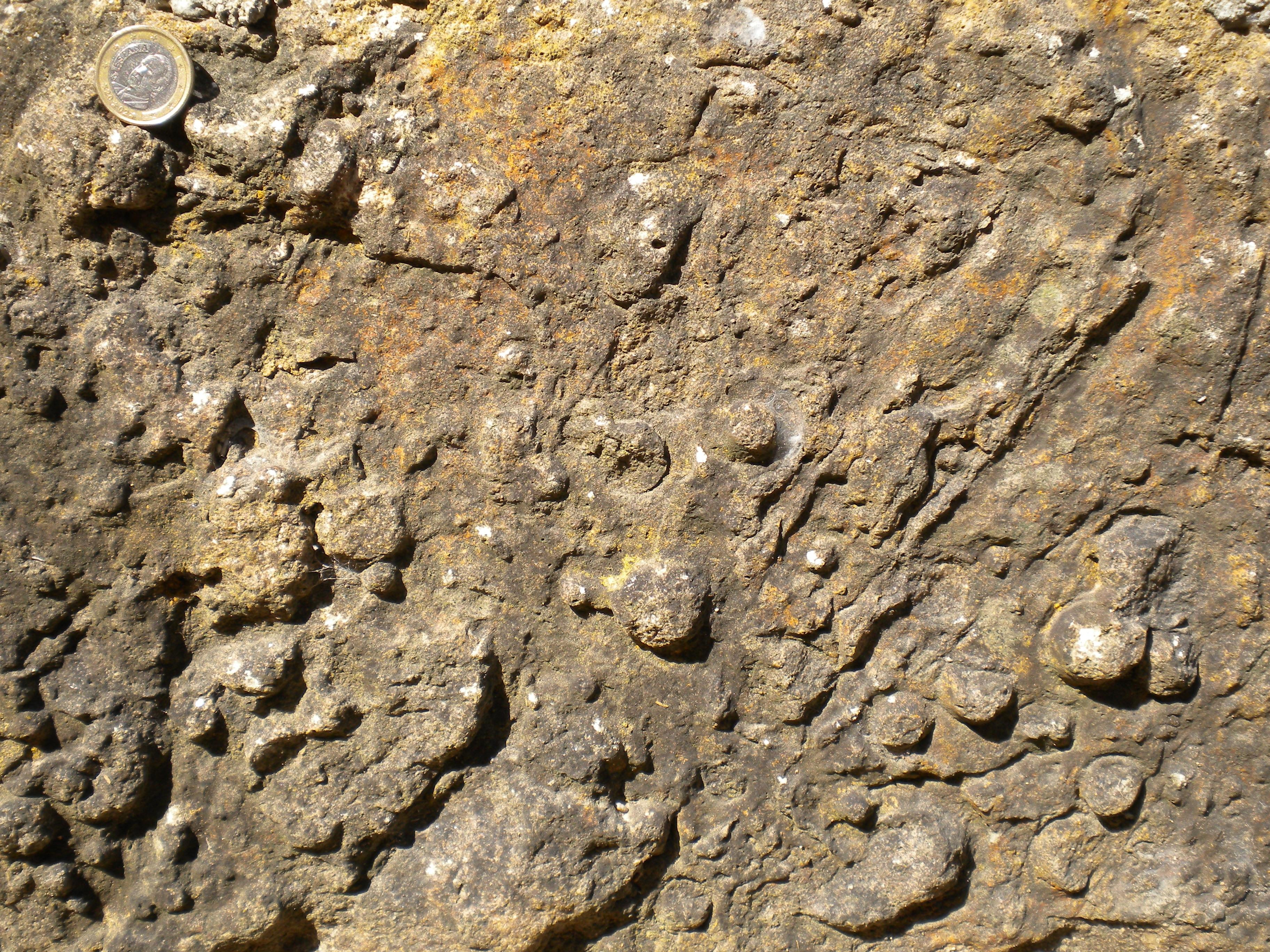
Warzenartige Belastungsmarken im Hettangium bei Nontron

Die basale hettangisch-sinemurische Sequenz besitzt transgressiven Charakter und zum ersten Mal treten jetzt voll marine, aber relativ fossilarme Sedimente auf. Ihre relativ geringe Mächtigkeit ist überdies starken Schwankungen ausgesetzt – von nur 7 bis 45 Meter. Die Transgression greift ab dem Sinemurium schrittweise auf Aquitanien über, um dann gegen Ende des Unterjuras trotz kleinerer Regressionen im Pliensbachium das Grundgebirge des westlichen Zentralmassivs zum Teil mehr als 30 Kilometer zu überlappen. Bis zur Linie La Rochelle – Angoulême – Périgueux – Figeac baut sich im Nordabschnitt ein innerer Schelf auf. Hier bestehen die detritischen Transgressionssedimente des Unteren Hettangiums (Formation I1) in der Regel aus einem Basiskonglomerat, aus groben Arkosen sowie aus an pflanzlichem Material reichen, relativ dickbankigen, groben Sand- und selteneren Tonsteinen. Es folgen im restlichen Oberen Hettangium (Formation I2) restriktiv-marine Sedimente einer lagunär-lakustrischen Fazies (grüne Tonsteine, bunte Mergel, dolomitische Kalke und Plattenkalke reich an Zwergfaunen und evaporitischen Lagen), aber bereits auch Oolithkalke.
Die sedimentäre Entwicklung verläuft somit insgesamt von einem siliziklastischen zu einem dolomitischen Pol (mit Dolomiten, kryptokristallinen Dolomiten, dolomitischen Mergeln) – die sogenannte gelbliche Nankinfazies.
Die Sedimente des Sinemuriums (Formation I3-4) – gekennzeichnet durch kalkig-dolomitische, teils oolithische Sedimentation – besitzen marinen Charakter (weiche Bänderkalke und harte lithographische Kalke) und enthalten eine pelagische Fauna. Am Ende des Sinemuriums erfolgt eine jähe Regression unter Ausbildung von kondensierten Hartgründen.
An Fossilien finden sich in der ersten Sequenz vor allem Muscheln (Avicula cuneata, Cardinia, Cardium philippianum, Cypricardia, Gervilia, Lima, Nerinea, Pecten priscus und Pseudomelania), Austern (Ostrea sublammellosa) und selten Belemniten (Belemnites paxillosus).
Im Raum Mussidan im Südwesten des Départements zeichnet sich der überwiegende Teil der im Untergrund verborgenen Unterjurasequenz durch evaporitische, aus Anhydrit bestehende Sedimente aus (Formation à anhydrite), welche dünne Zwischenlagen von grauen Dolomiten und schwarzen Tonsteinen aufweisen. Ihre Mächtigkeit reduziert sich gen Norden von 160 Meter auf Blatt Bergerac auf 126 Meter bei Saint-Géry 1 und auf 76 Meter bei La Tour-Blanche 1. Im Raum Le Bugue werden für das Liegende des Hettangiums 68 Meter angegeben – bestehend ebenfalls aus mikrokristallinem Anhydrit wechsellagernd mit feinkörnigen, silthaltigen, glimmrigen Tonsteinen und grauen Dolomiten mit Lignitresten. Das 57 Meter mächtige Hangende des Hettangiums baut sich aus massivem Anhydrit auf, in welchen sich einzelne beige und hellgraue Dolomite einschalten. Das untere Sinemurium bilden hier 4 Meter an grauen, sublithographischen Kalken. Insgesamt erreicht die Unterjurasequenz um Le Bugue 129 Meter.

#### Lotharingisch-carixisch-domerische Sequenz
Die zweite Unterjurasequenz besitzt ebenfalls marin-transgressiven Charakter und setzt im Lotharingium/Unteren Carixium ein – gut datiert durch eine reiche Ammonitenfauna (Arietites, Oxynoticeras, Deroceras und Uptonia jamesoni). Die Sedimente sind kalkig, reich an Quarzkörnern und an Geröllen wiederaufgearbeiteten Sinemuriums. Das Obere Carixium besteht aus sehr fossilreichen (Aegoceras capricornu) Mergelkalkbänken mit zwischengeschalteten grauen Mergellagen. Es folgen ammoniten- (Amaltheus margaritatus) und austernführende (Gryphaea cymbium) Mergel, die einen zum Atlantischen Ozean offenen Schelf erkennen lassen. Im Unteren Domerium besteht zum ersten Mal über den Seuil du Poitou eine Meeresverbindung zum Pariser Becken und über die Détroit de Rodez und die Détroit de Carcassonne zum Jurameer Südostfrankreichs. Im Verlauf des Oberen Domeriums kommt es zu einer erneuten Regression mit sandigen Kalken des Litorals, die sehr fossilreich (Pleuroceras spinatum, Pecten aequivalvis) sind und in Randzonen als eisenreiche Oolithe auftreten können. Am Ende der Sequenz bilden sich erneut Hartgründe.
Anmerkung: Diese allgemein gehaltene Beschreibung gilt generell für das Aquitanische Becken. Da aber der aufgeschlossene Unterjura im Département Dordogne am Beckenrand abgelagert wurde, treten hier Fossilarmut (insbesondere an Ammoniten), lokalfazielle Abweichungen und Omissionen auf.
Die Mächtigkeit der zweiten Sequenz ist recht gering und schwankt zwischen 2 und 10 Meter, manchmal auch etwas mehr. Sie baut sich vorwiegend aus groben Sandsteinen und aus dolomitischen Sandsteinen auf, kann aber ebenfalls graue sandige Kalke mit dolomitischen und Chert-Zwischenlagen vorweisen. Auch graue Mergel und Tonsteine treten auf. Als Fossilien sind Muscheln (Gryphäen und Pecteniden mit Pseudopecten aequivalvis) sowie einige Belemniten anzuführen.
Das Obere Sinemurium wird bei Le Bugue 67 Meter mächtig und kann grau-beige bis aschgraue, leicht tonige, kalkige Dolomite vorweisen. Diese feinkörnigen Sedimente zeigen wechselnd oolithische und dolomitische Kalke, die Dasycladaceen, Ostrakoden und Valvulinen sowie Echinodermen- und Gasteropodenreste enthalten.
Das Pliensbachium (Carixium und Domerium – Formation I5-6), bestehend aus sandigen Kalken mit Crinoidenschutt, wird gewöhnlich mit 2 bis 4 bzw. 5 Meter veranschlagt. In der Bohrung Saint-Géry 1 wurden 28 Meter an dunkelgrauen dolomitischen Kalken mit sandigen und mikrokonglomeratischen Zwischenlagen angetroffen. An Fossilien enthalten sie kleine Foraminiferen (Lagenidae und Valvulinidae) sowie Belemniten, Lamellibranchier und Echinodermenschutt.
Im Raum Mussidan folgen auf die basalen Anhydrite graue bis beige, dolomitische Kalke mit ebenfalls Anhydrit im Liegenden sowie einzelnen Bänken von Kalkoolith und sandigen Crinoidenkalken im Hangenden. Darüber legt sich Pliensbachium. Die zweite Sequenz erreicht 100 Meter in Saint-Géry 1 und reduziert sich auf 54 Meter in La Tour-Blanche 1.
Die beiden Sequenzen zusammen genommen erreichen immerhin in den Bohrungen Saint-Géry 1 226 Meter, La Clotte 223 Meter, Saint-Martin-du-Bois (Département Gironde) 197 Meter und La Tour-Blanche 1 130 Meter.

#### Toarcisch-aalenische Sequenz

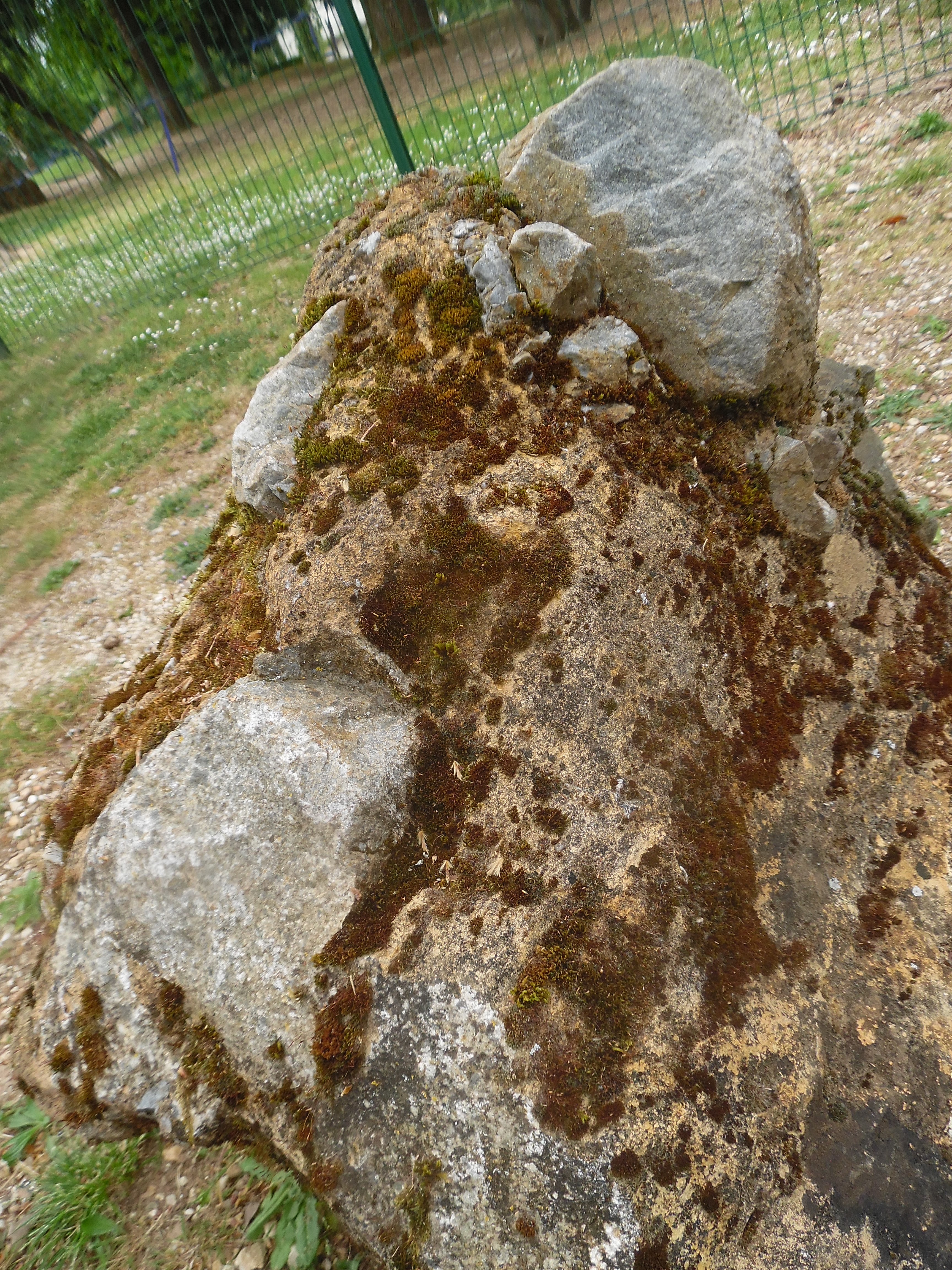
Verwerfungsbrekzie der toarcisch-aalenischen Sequenz in Nontron

Die dritte und letzte Sequenz des Unterjuras (Formation I7-9) geht im Unteren Toarcium ohne detritische Ablagerungen nach gelben bis gelblich-braunen Mergelkalken an der Basis sofort zu schwarzen, schwarzgrauen bis bläulichen, ammonitenführenden (Dactylioceras semicelatum, Harpoceras falciferum und Hildoceras bifrons) Mergeln über. Gegen Ende des Toarciums/Anfang Aalenium nehmen die Sedimente mit sandigen Kalken regressiven Charakter an. Ab dem Beginn des Aaleniums kommt es daher zu einer deutlichen Diversifizierung der paläogeographischen Ablagerungsräume. Die Kalke im Hangenden enthalten neben Gryphäen (Gryphaea beaumonti) Austernbänke, Eisenoolith- und Gipslagen und enden meist mit einer Erosionsdiskordanz. Als Ammoniten enthalten sie Pleydellia aalensis, Leioceras opalinum und Tmetoceras scissum.
Die charakteristische und prädominante Mergelsedimentation wird von grauen, blättrig-schiefrigen Tonsteinen begleitet und kann auch dolomitisch und pyritisch ausgebildet sein. Sie wirkt wasserstauend, erkennbar an Hangrutschungen. Neben Muscheln enthält die Sequenz Reste von Crustaceen, Echinodermen, Einzelkorallen, Schwämmen und auch Fischen. Generell kann für die schwarzen, glimmerhaltigen, teils sandigen Mergel und hellgrauen Sandsteine des Toarciums eine Mächtigkeit von 30 Meter angesetzt werden.
Eine Besonderheit stellt eine tektonisch bedingte und synsedimentär erfolgte Brekzienausbildung (Verwerfungsbrekzie) dar, zu sehen beispielsweise an einer den Granodiorit abschneidenden Verwerfung in Nontron.
In den Bohrungen Campagnac und Sauveterre 1a wird das Toarcium durch graue dolomitische und sandige Mergel mit schiefrigen Zwischenlagen repräsentiert. Das Hangende enthält detritische und oolithische Kalke, gefolgt von grauen Kalken und lignithaltigen grauen Mergeln. Sauveterre 1a ist generell reicher an kohlenstoffhaltiger Materie.
Die Mächtigkeit der dritten Sequenz ist relativ gering und variiert generell zwischen 3 und 20 Meter, 30 Meter in der Bohrung Saint-Géry 1, bei Thenon werden aber immerhin 36 Meter erreicht (mit erbohrten 26 Meter Toarcium bei Beauzens – Gemeinde Ajat – und ebenfalls erbohrten 10 Metern Aalenium bei Ajat). Die Bohrung bei Saint-Martin-du-Bois ergab 8 bis 10 Meter dunkelgraue kristalline Kalke mit limonithaltigen Oolithen. Bemerkbar ist eine deutliche Mächtigkeitszunahme ins östliche Briver Becken mit bis zu 85 Meter Toarcium und bis zu 16 Meter Aalenium. Im Raum des Blattes Le Bugue erreicht die dritte Sequenz immerhin 57 Meter mit 37 Meter Toarcium und 20 Meter Aalenium. Das Toarcium besteht hier aus dunkelgrauen, blättrig-glimmerigen Tonsteinen, das Aalenium jedoch aus dolomitischen Kalken mit phantomartigen Pisolithen und groben Molluskenschill.

### Mitteljura
An der Oberfläche folgen die Aufschlüsse des Mitteljuras (Doggers) südwestlich des Unterjuras. Sie bilden ein 5 Kilometer breites Band, das beginnend bei Varaignes im Nordwesten mit kleineren Unterbrechungen bis nach Thiviers zu verfolgen ist. Südöstlich von Thiviers verbreitert sich dieses Band auf ein rhombisch-ovales Becken von 20 Kilometer Breite (Causse Cubjac) mit Savignac-les-Églises als geographischem Zentrum. Im Süden wird dieses Becken durch die Südost-streichende Le-Change-Störung gegenüber Oberkreidesedimenten jäh abgeschnitten. Südlich von Terrasson-Lavilledieu folgt der Mitteljura erneut einem 5 Kilometer breiten Band, das im Norden gegenüber dem Horst von Châtres durch die Condat-Störung begrenzt wird und im Süden von einer sekundären Verlängerung der Le-Change-Störung. Bei Nadaillac endet der Mitteljurastreifen im Département Dordogne, öffnet sich hier aber erneut zu einem breiteren, im Département Corrèze und im Département Lot liegenden Becken (nordöstlich von Souillac), das gerade noch die Randgemeinden südlich von Nadaillac bis Pechs-de-l’Espérance berührt.
Der im Vergleich zum Unterjara rein karbonatische Mitteljura baut sich aus zwei Sequenzen auf:
- Bajocisch-unterbathonische Sequenz
- Mittelbathonisch-callovische Sequenz.

Er erreicht entlang einer Nord-Süd-verlaufenden Linie Angoulême – Tarbes seine maximale Mächtigkeit von 300 Metern, liegt aber gewöhnlich bei etwas mehr als 170 Meter. Entlang dieser Linie bauen sich Riffkomplexe auf, die das Aquitanische Becken zweiteilen. Die Riffe (östlich von Angoulême und nordwestlich von Périgueux bis La Tour-Blanche) sind mit Kalkoolithen vergesellschaftet, die einen hochenergetischen Bereich anzeigen. Auf dem östlich der Riffe gelegenen flachen Schelf kommen neritische Kalke zur Ablagerung. Im zum Atlantik hin geöffneten, mehr extern marinen Bereich scheiden sich ammonitenführende, pelagische, beige bis graue Kalkmergel mit Mergelzwischenlagen aus, die sehr reich an mikrofossilen Fädchenbildnern (Bryozoen) sind. Im Raum Mussidan sowie auf Blatt Bergerac wurde die feinkörnige Externsedimentation durch Diagenese zu einer Serie aus graublauen bis braunroten, makrokristallinen Dolomiten mit gelegentlichen Lagen rekristallisierter Klastenkalke umgewandelt. Ihre Mächtigkeit beläuft sich in der Bohrung Saint-Géry 1 auf 326 Meter.

#### Bajocisch-unterbathonische Sequenz
Die erste Mitteljurasequenz beginnt östlich der Riff-/Oolithbarre im Bajocium dolomitisch transgressiv, das Milieu ist restriktiver Natur. Stellenweise wird Aalenium wiederaufgearbeitet. Das Bathonium ist im Nordosten kalkig, im Südosten dolomitisch. Gegen Ende des Zyklus im Unteren Bathonium tritt eine regressive Tendenz auf.

##### Unterbajocium

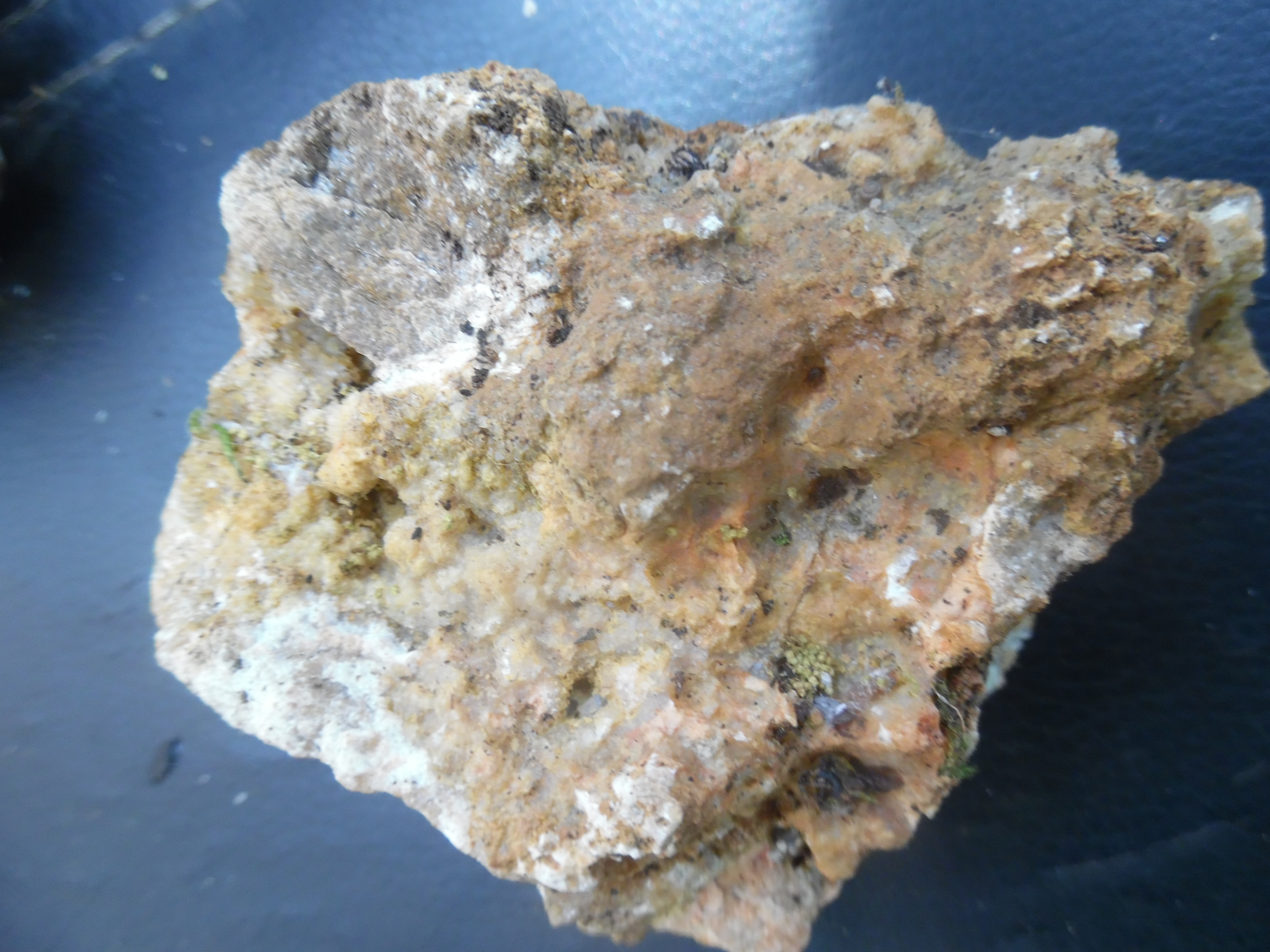
Bräunlich-rötliches Unterbajocium von Ribeyrolles, Saint-Martin-le-Pin. Das dolomitische Gestein ist rekristallisiert und leicht verkarstet.

Das Unterbajocium (Formation j1a, Formation de Lastours j1-2La im Raum Thenon) wird bei Nontron 15 bis 20 Meter mächtig und baut sich dort aus feinkörnigen, braunfarbenen, bioklastischen Kalken auf. Diese krypto-, mikro bis grobkristallin zementierten Kalke führen rötliche eisenhaltige Oolithen, Onkolithen, gelegentlich Stromatolithen und vor allem Echinodermenschutt sowie abgerollte Schalenreste von Schnecken (Pseudomelania), nektobenthischen Muscheln (Chlamys, Ctenostreon, Pecten, Trichiites) und Bryozoen. Die Oolithen sind gut sortiert und berühren einander in enger Packung und werden von einem Sparit zementiert. Sparit und leichte Schrägschichtungen deuten auf bewegte Hydrodynamik. Bei Terrasson-Lavilledieu finden sich im Nukleus der Ooide kleine Textulariida, die von einem Mikrit ummantelt werden. Zwischen den Ooiden können hier auch andere benthische Foraminiferen (Planiinvoluta carinata, Spiraloconulus perconigi, Timidonella sarda und Limognella dufaurei) frei auftreten. Tonlagen sind selten und werden zu 90 Prozent von Illit gestellt. Alles deutet darauf hin, dass die eigentliche trennende Oolithbarre nur unweit weiter westlich lag.
Bei Montbron spaltet sich das Unterbajocium in eine rhythmisch wiederholte Zweierabfolge:
- ein beiger bioklastischer Kalk (mit feinkörnigen Pelletoiden und Stromatolithen)
- ein grauer isotroper Kalk (mit feinkörnigen Pelletoiden und Algenlaminiten).

Diese Zweierfolge sieht bei Excideuil folgendermaßen aus:
- ein beiger bioklastischer Kalk (mit Oolithen und Klasten)
- ein beiger bioklastischer Kalk (mit Onkolithen und Klasten).

Das Liegende und Hangende zeigen Bankung im Meter-, ansonst herrscht Bankung im Dezimeterbereich vor. Schrägschichtung und Auskeilen sind recht häufig zu beobachten. Die Mächtigkeit der Formation erhöht sich in Richtung Excideuil auf bis zu 30 Meter und schwillt generell in Richtung Beckeninneres etwas an. Unter- und Mittelbajocium werden im Raum Thenon zusammen 100 Meter mächtig.
Die Formation kann an ihrer Basis sehr stark verkieselt und auch dolomitisch vorliegen.
Sequenzstratigraphisch ordnen Cubaynes und Kollegen (1989) für den Raum des Quercy das Unterbajocium der ersten und zweiten Sequenz (dritter Ordnung) des Mitteljuras zu (Do1und Do2).

##### Mittelbajocium

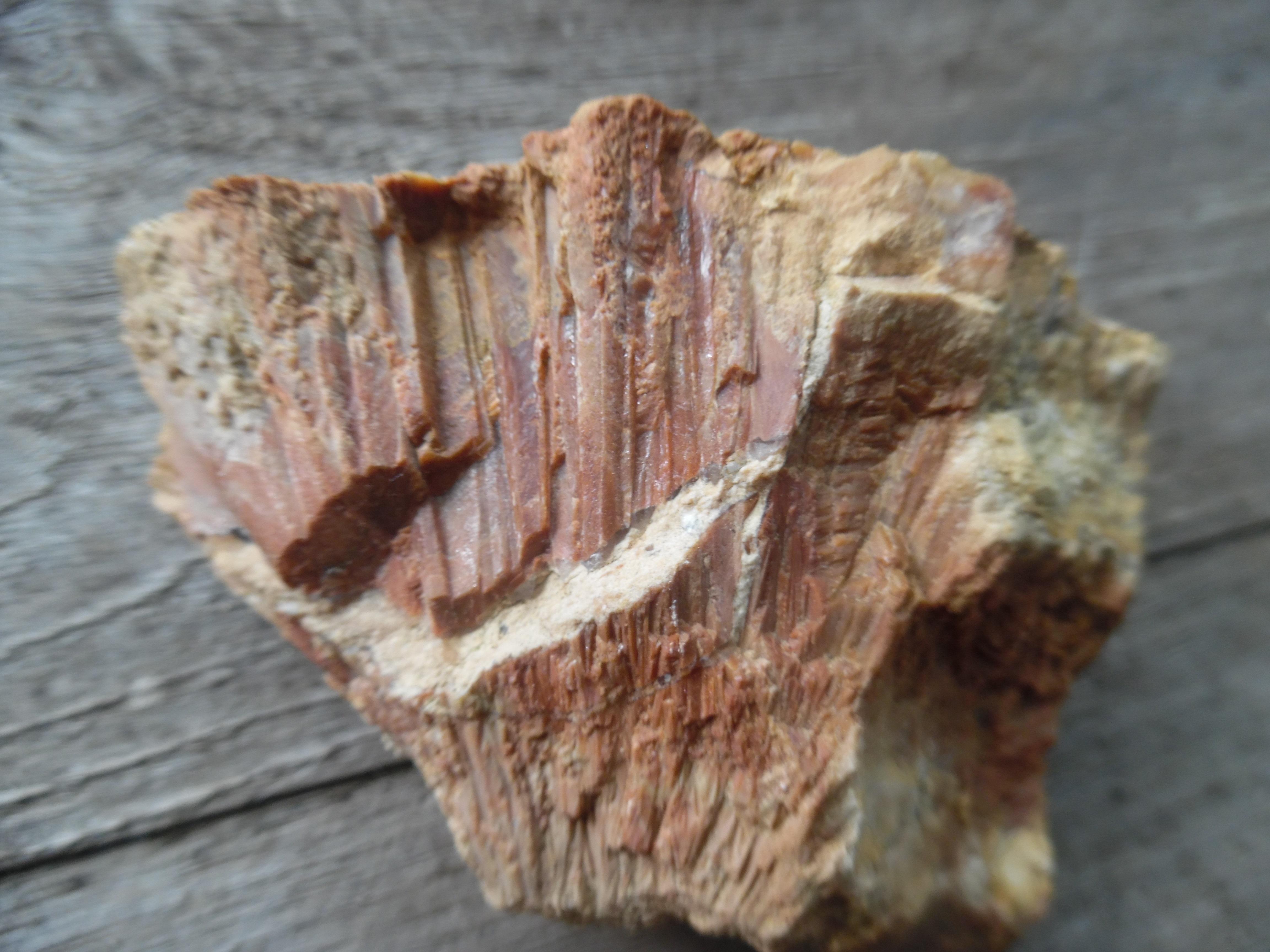
Rekristallisiertes Mittelbajocium von Saint-Martial-de-Valette

Das Mittelbajocium (Formation j1b) ist gewöhnlich als grauer oder brauner, krypto- bis mikrokristallin zementierter Oolithkalk (Grainstone mit braunen Oolithen) von 20 bis 60 Meter Mächtigkeit ausgebildet. Es kann aber auch als weißer, schwach kreidiger, stellenweise schräggeschichteter Kalk auftreten und Oolithen, Muschel-, Schnecken- und Korallenreste enthalten. In der Übergangszone dieser beiden Fazies reduziert sich die Korngröße der Oolithen und Korallenreste gewinnen an Bedeutung. Im Hangenden erscheinen oft isotrope bioklastische Kalke mit Muschelresten.
Das Mittelbajocium kann ebenfalls – insbesondere in Störungsnähe – von deutlicher Rekristallisation und Dolomitisierung betroffen werden. Diese Umwandlungen können die gesamte Formation in Anspruch nehmen und zeichnen sich durch fibroradiäre Kalzitknollen aus.

##### Oberbajocium

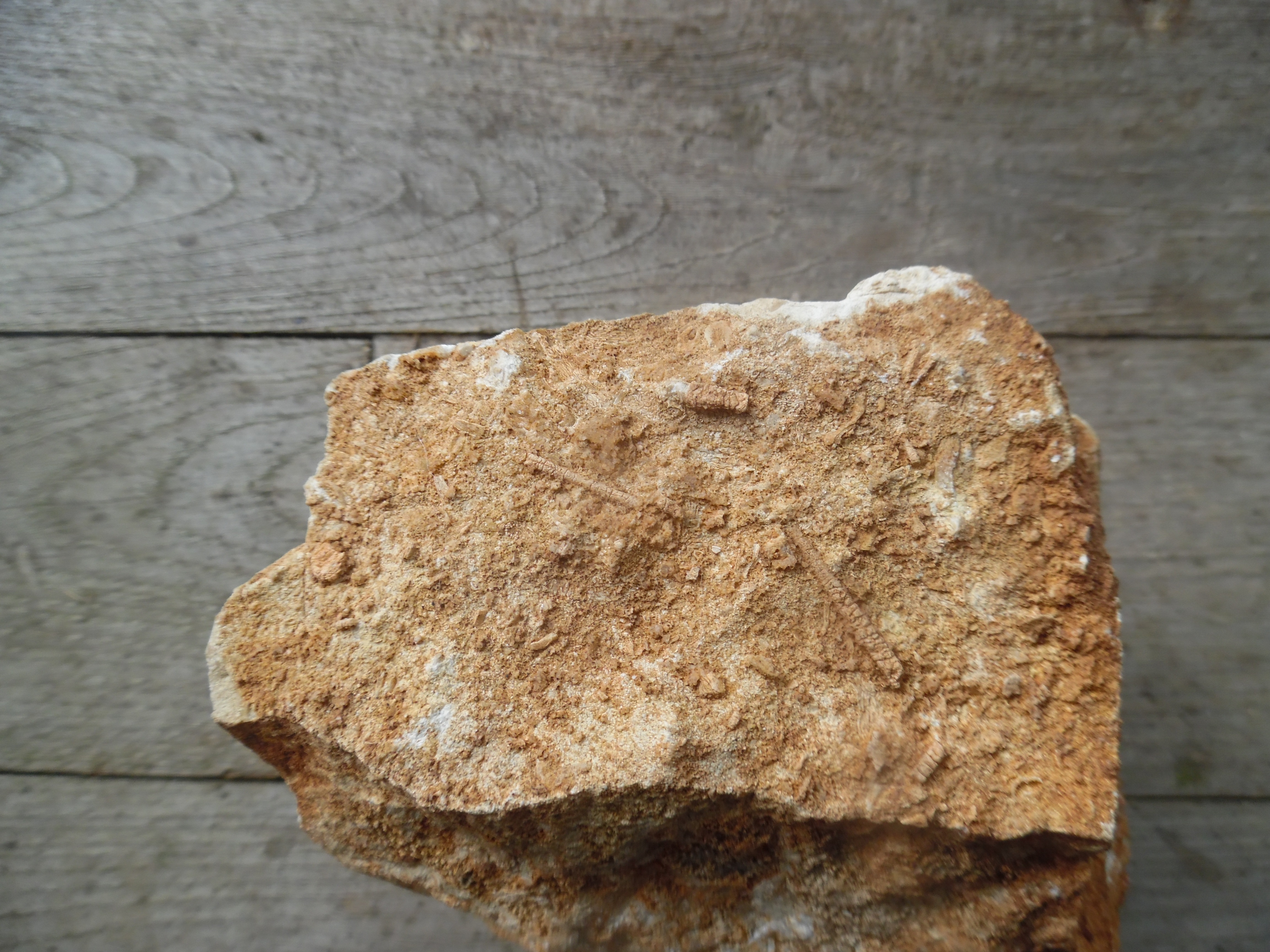
Weißer oberbajocischer bioklastischer Kalk vom Sabouret-Steinbruch in Saint-Martial-de-Valette

Das Oberbajocium (Formation j1c, Formation de Beauzens j2Bz in den Causses Cubjac) besteht aus weißen Oolithkalken mit zwei Ooidpopulationen und aus beigen Pelletoidkalken, die krypto- bis mikrokristallin zementiert sind. Es lassen sich drei Folgen unterscheiden (vom Hangenden zum Liegenden):
- weiße kreidige Oolithkalke
- eine Binärsequenz aus weißen bioklastischen Kalken und beigen, isotropen Detrituskalken
- weiße bioklastische Kalke.

In den Causses Cubjac werden zwei Member ausgeschieden (vom Hangenden zum Liegenden):
- Mikrit mit bis zu 5 Zentimeter großen Onkolithen (Seytier-Member)
- Mikrit mit Stromatolithen und Onkolithen (Beauzens-Member)

Zwischen die beiden Member ist ein Oolthniveau eingeschaltet. Im Seytier-Member sind Schrägschichtungspakete von Gezeitenrippeln anzutreffen.
Das Hangende des Oberbajociums geht gewöhnlich sehr progressiv ins Unterbathonium über, kann aber auch dolomitisch werden (mit verkarsteten Zellkalken) und bei Terrasson-Lavilledieu in einem Hardground mit anschließendem 50 Zentimeter starken Brekzienhorizont enden.
Die Bankstärke des Oberbajociums bewegt sich im Zentimeter- bis Dezimeterbereich. Planare Absonderunsflächen sind in den kryptokristallin zementierten Fazies häufig. Die verbreiteten bioklastischen Lagen enthalten Muscheln, Schnecken und Algen (Cayeuxia, Pycnoporidium, Thaumatoporella parvovesiculifera). Weitere im Oberbajocium vorhandene Fossilien sind benthische Foraminiferen wie z. B. Limognella dufaurei, Seeigelradiolen von Acrosalenia und vor allem Stromatolithen.
Vorherrschendes Tonmineral ist Illit in tonigen Zwischenlagen.
Ablagerungsmilieu des Oberbajociums war wahrscheinlich eine Lagune. Die Stromatolithen sprechen generell für nur wenig bewegte subtidale Verhältnisse, die Onkolithen hingegen energetisch auf ein etwas höheres intertidales Niveau. Die Stromatolithen sind aber sowohl fladenartig als auch domförmig ausgebildet, wobei letzterer Typus durchaus auf etwas bewegtere hydrodynamische Bedingungen hinweist.
Die Formation erlangt eine Mächtigkeit von 45 Meter bei Jayac, 60 Meter bei Thenon. Sie wird der dritten Sequenz dritter Ordnung (Do3) zugerechnet.
Ab dem von Oolithkalken dominierten Intervall Oberbajocium bis Unterbathonium (Formation j1b-2a) wird der Mitteljura des Beckennordrandes sequenzstratigraphisch anstatt formationell auch sequenzstratigraphisch unterteilt, wobei sich folgende Dreierabfolge rhythmisch wiederholt (vom Hangenden zum Liegenden):
- beiger körniger Oolith- und Onkolithkalk
- weißer Oolithkalk (mit kleinen, gut sortierten Ooiden von 0,1 Millimeter Durchmesser)
- beiger kryptokristalliner (lithographischer) Kalk. Plattige Absonderung im Zentimeter- bis Dezimeterbereich. Kann auch Bioklasten enthalten (Einzelkorallen, Muscheln, Schnecken).

Anstelle der Dreier- kann auch eine Zweierabfolge treten (Formation j1c-2a):
- weißer körniger Kreidekalk
- beiger feinkörniger Kalk.

Beide Abfolgentypen erreichen eine Mächtigkeit von 45 bis 60 Meter.
Im Raum Le Bugue liegen 48 Meter an Bajocium vor – 28 Meter dolomitischer Kalke mit gelegentlichem Echinodermenschutt und 20 Meter Wechselfolge an grauen dolomitischen Kalken und tief graublauen, harten und kompakten Kalken.

##### Unterbathonium

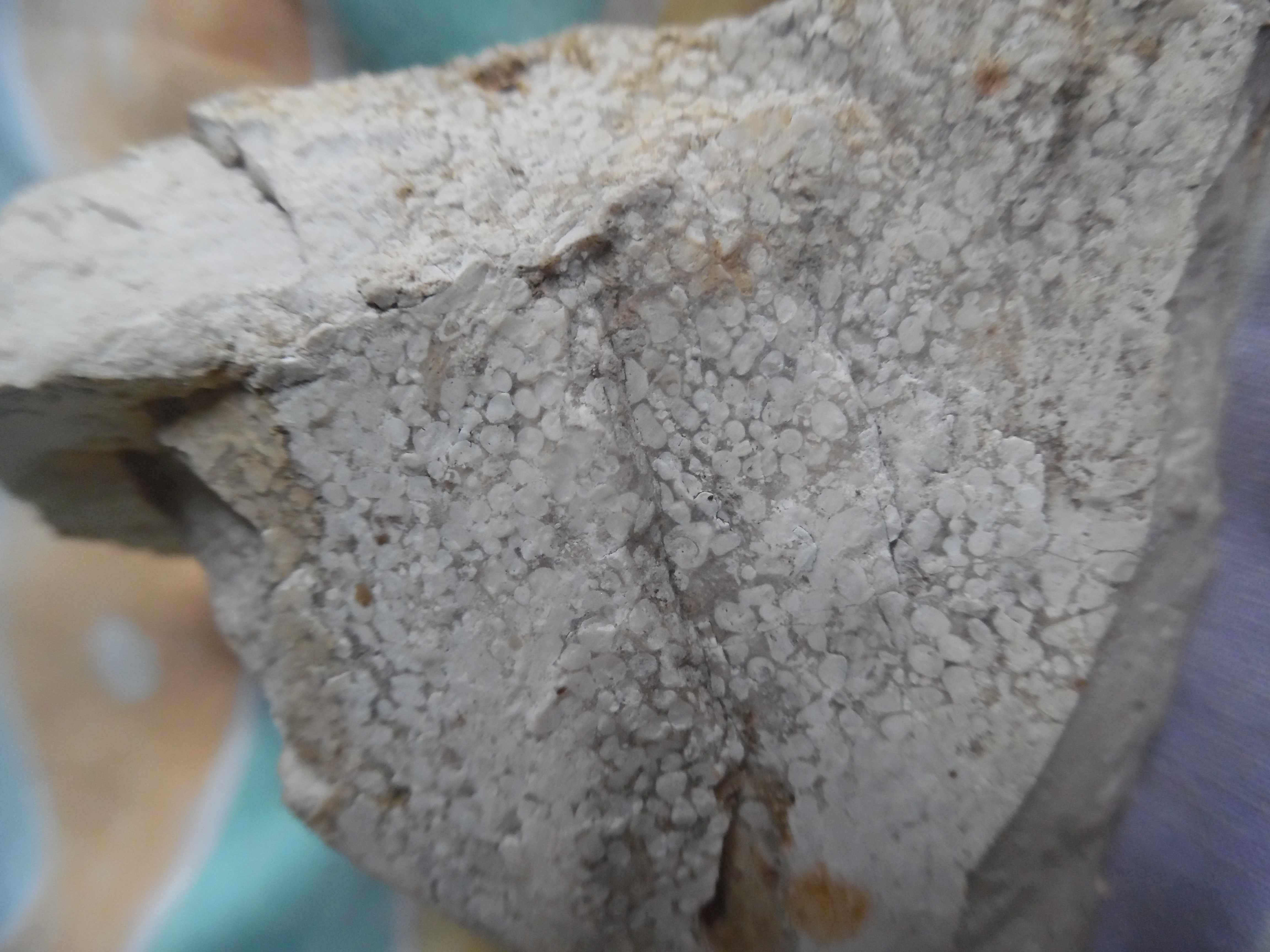
Weißer unterbathonischer Oolith von Saint-Martial-de-Valette

Das Unterbathonium (Formation j2a, im Raum Thenon Formation d'Ajat j3Aj) besteht vorwiegend aus braunen, lithoklastenreichen Kalken, die krypto- bis mikrokristallin zementiert sind und lignithaltige Tonlagen aufweisen. Es hebt sich von den vorangegangenen Formationen des Bajociums durch seine intensivere, dunklere Farbgebung ab. Folgende lithologische Einheiten wechseln innerhalb der Formation miteinander ab:
- graue Tonschichten in Zentimeterstärke
- graubraune krypto- bis mikrokristalline Kalke mit Muschelklasten
- plangeschichtete braune Kalke, die sehr reich an Lithoklasten sind und Pelletoiden enthalten
- braune, isotrope, pelletoidenreiche Kalke
- braune isotrope Kalke, reich an braunen Oolithen und mit Pelletoiden und Onkolithen beladen.

Die Einzelkörner können eine charakteristische schwarze bis rotbraune Färbung aufweisen.
Im Causse Cubjac liegt das Unterbathonium als Wechselfolge von schwarzen Mergeln und sich darüber liegenden grauen Kalkmikriten vor, welche als Mudstone/Wackestone ausgebildet sind und in eindeutigen Diskontinuitätsflächen enden. Die Mergellagen werden zum Hangenden hin seltener und dünner. Schrägschichtungen finden sich im Liegenden und zum Abschluss der Formation treten Schrumpfungsrisse und Gipspseudomorphosen auf – Anzeichen für vorübergehendes supratidales Trockenfallen. Bei Terrasson-Lavilledieu handelt es sich um sublithographische Kalke, Laminite und schwarze lignithaltige Tonsteine.
Neben Illit erscheint erstmals Kaolinit (bis zu 50 Prozent) – ein Indiz der Litoralnähe.
Die Kalkmikrite führen kleindimensionierten Schill, der meist nur aus einem Taxon besteht – darunter Austern, Muscheln (Cyprina, Lucina, Tancredia) und Schnecken (Nerinea, Pseudomelania). In den Mergellagen finden sich zahlreiche Ostrakoden (Fabanella bathonica, Fastigatocythere, Pneumatocythere juglandiformis, Praeschuleridea). Foraminiferen sind relativ selten. Im Liegenden zeigt die Terebratel (Brachiopode) Arceythyris veziani Unterbathonium an. Als Ichnofossilien sind Wurmbauten erwähnenswert, darunter das U-förmige Rhizocorallium jenense und die horizontalen Gänge von Spongelimorpha suevica.
Das Unterbathonium kann in den Causses Cubjac der 4. Sequenz dritter Ordnung (Do4) zugeordnet werden.
Die Mächtigkeit der Formation beträgt gewöhnlich 20 Meter, bei Ajat werden sogar 55 Meter erreicht.

#### Mittelbathonisch-callovische Sequenz
Die zweite Mitteljurasequenz beginnt im Mittleren Bathonium stellenweise mit lakustrischen Kalken und brekzienhaltigen Geröllen. Es folgen anschließend hauptsächlich im ruhigen Flachwasser abgesetzte neritische Kalke (im Süden weiterhin Dolomite). Den Abschluss im Callovium bilden litorale Randfazies.

##### Mittelbathonium
Das Mittelbathonium (Formation j2b) ist eine Wechselfolge harter, kryptokristalliner, bioklastischer, plattig absondernder, lithographischer Kalke mit Tonschichten bzw. dunklen Mergeln. Es wiederholen sich folgende vier Fazies:
- grauer körniger Onkolithenkalk mit bioklastischem Detritus
- lithoklastischer Foraminiferenkalk
- grauer, kryptokristalliner Bioklastit mit Bioturbationen
- grauer oder schwarzer, teils Lignit enthaltender, mergeliger Schieferton.

Die Bankung bewegt sich im Dezimeter- bis Meterbereich. Sedimentstrukturen sind planare Laminite, Schrägschichtungen, Algenstrukturen (Stromatolithe) sowie verhärtete als auch durchbohrte Schichtflächen. Die Formation kann im Hangenden kreidig ausgebildet sein.
Bei Terrasson-Lavilledieu ist das Mittelbathonium als weißer, relativ weicher, kreidiger Oolith mit körnigen, pelmikritischen Lagen ausgebildet. Die Mikrofauna besteht hier aus kleinen benthischen Foraminiferen (Lituolacea und Nautiloculinidae).
An Makrofossilien sind zu erwähnen die Muschel Pholadomya und der Brachiopode Zeilleria.
Zusammen mit dem Unterbathonium erreicht das Mittelbathonium eine Mächtigkeit bis zu 80 Meter, für sich genommen 40 Meter bei Terrasson-Lavilledieu.

##### Oberbathonium
Das Oberbathonium besteht vorwiegend aus einem weißen kreidigen Kalk und aus weißen, gelegentlich mikritischen Kalken. Der kreidige, kryptokristallin zementierte Kalk enthält feinkörnige Pelletoide und Intraklasten. Die Formation kann in drei Abschnitte gegliedert werden (vom Hangenden zum Liegenden):
- weißer isotroper kreidiger Kalk mit zentri- bis dezimetrischer Bankung
- eine repetitive, mikrokristallin zementierte, binäre Abfolge aus einem weißen kompakten Kalk mit großen Onkolithen und einem weißen, teils schräggeschichteten Foraminiferenkalk (Textulariidae)
- weißer kreidiger Kalk mit Oolithen und großen Onkolithen mit zentrimetrischer Bankung.

Die Formation endet in einem regional bedeutsamen Hartgrund, der von einem an Trocholinen (Foraminiferen) reichen Oolithkalk bedeckt wird.
Intraklasten und zahlreiche Diskontinuitäten werden von Muschel- und vor allem Rhynchonellidenschill (Burmirhynchia proteiformis) dominiert, auch Einzelkorallen können gegenwärtig sein. Manche der Lithoklasten können immerhin 10 Zentimeter an Durchmesser erlangen. Unter den recht kleinen Foraminiferen sind zu nennen: Alzonella cuvillieri und Orbitammina elliptica. Weitere Fossilien sind Schnecken, große Dasycladaceae (Grünalgen) und Solenoporaceae (Rotalgen mit zahlreichen großen Klasten von Pycnoporidium).
Insgesamt deuten die sedimentologischen und faunistischen Gegebenheiten für das Liegende auf schwach bewegtes Subtidal mit Pelletoiden einer ruhigen Lagune sowie auf Beachrock des Intertidals. Das Hangende korrespondiert mit einem supratidal beeinflussten, restriktiven Ablagerungsmilieu mit Stromatolithenteppichen, Ostrakoden und Characeen. Das Supratidal wird durch Schrumpfungsrisse und Gipspseudomorphosen angezeigt.
Die Formation erreicht eine Mächtigkeit bis zu 35 Meter bei Javerlhac-et-la-Chapelle-Saint-Robert und 40 Meter bei Terrasson-Lavilledieu.
Das gesamte Bathonium erzielt im Raum Le Bugue eine Mächtigkeit von 120 Meter. Hierbei entfallen 47 Meter auf das Liegende mit mikrogranularen, Vakuolen enthaltenden Dolomiten, in die sich dünne Zwischenlagen aus ton- und pyrithaltigen Dolomiten mit Lignitpartikel und Ostrakodenresten einschalten. Es folgen 33 Meter an rotbraunen, körnig-löchrigen Dolomiten mit seltenen Zwischenlagen weißer, pulvriger, toniger Lituolideenkalke. Darüber erscheinen 35 Meter kristalliner, vakuolenhaltiger Dolomite mit Gasteropoden- und Schwammresten sowie sandigen Einlagerungen. Das 5 Meter mächtige Hangende weist klastische Oolithkalke mit Resten von Einzelkorallen auf.

##### Callovium
Das Callovium (Formation j3) wird im Raum Thenon (Formation de Leyze j4-5Lz) aus roten Oolith- und Onkolithkalken aufgebaut. Das Einsetzen der Formation kann durch das massive Auftreten von Trocholinen festgelegt werden. Im Raum Nontron und Thiviers ist eine binäre Wechselfolge aus beigen Ooolithkalken mit zahlreichen Foraminiferen (sehr seltene Meyendorffinen, Textularien und häufige Trocholinen) und weißen, leicht kreidigen Kalken mit feinkörnigen Oolithen, Onkolithen und Pelletoiden ausgeprägt (mit möglichen Pseudomorphosen von Evaporitkristallen), zu der sich beige, kryptokristalline Kalke mit Gasteropoden und Lamellibranchiern gesellen können. Bei Sarlat-le-Canéda beginnt das Callovium mit einem dünngebankten, cremefarbenen, lithoklastenreichen Kalk, der in einen feinkörnigen Oolithkalk mit Trocholinen übergeht. Unter zunehmender Bankstärke (Dezimeter-Bereich) folgt ein harter, grauer, mikritischer Kalk mit ebenfalls Trocholinen. Aufgrund von Rekristallisationen kann dieser Mikrit extrem hart werden.
Als Fossilführung treten Schwämme (Cladocoropsis mirabilis), Einzelkorallen (Polypen) und Trocholinen (Trocholina gigantea, Trocholina palestiniensis) auf. Weitere Foraminiferen sind Chablaisia chablaisensis, Conicospirillina basiliensis, Haurania, Kurnubia palestiniensis und Valvulina lugeoni. An Algen sind zugegen Pycnoporidium, Solenopora jurassica und Thaumatoporella parvovesiculifera.
Sämtliche Indizien sprechen für ein bewegtes, nicht allzu tiefes Ablagerungsmilieu, das sich wahrscheinlich in der Nähe einer oolithischen Barre befand.
Die Formation ist sehr wahrscheinlich der sechsten oder siebten Sequenz (dritter Ordnung) des Mitteljuras zuzuordnen – Do6 oder Do7.
Die Formation kann ins Untere Oxfordium reichen und bei Thenon eine Mächtigkeit von mindestens 25 Meter erzielen. In Richtung Rocamadour weiter im Süden schwillt diese auf 60 Meter (überwiegend Mikrite), bei Sarlat-le-Canéda gar auf 80 Meter an. In der Tiefbohrung bei Saint-Géry 1 erreicht das Callovium immerhin eine Gesamtmächtigkeit von 137 Meter. Das 49 Meter mächtige Liegende besteht aus kristallinen Dolomiten, bioklastischen Kalkzwischenlagen (mit Schwämmen, Mollusken, Trocholinen und Nautiloculinen) und Kalkmergeln, die von Stylolithen durchzogen werden und Pyritkörner führen. Das 88 Meter mächtige Hangende ist von braunroten löchrigen Dolomiten mit dünnen, leicht tonigen Kalkeinschaltungen geprägt. Zugegen sind phantomartige Oolithen, Klasten und Polypenreste.

### Oberjura
Der Oberjura folgt als Oberflächenvorkommen südwestlich bzw. westlich des Mitteljurabandes, zeigt aber auch tektonisch bedingte Aufbrüche inmitten der Oberkreide. Er beginnt im Nordwesten bei Javerlhac-et-la-Chapelle-Saint-Robert und Hautefaye mit einem 6,5 Kilometer breiten Band, das sich aber zusehends nach Südosten in Richtung Nontron verschmälert und noch vor Saint-Pardoux-la-Rivière ganz verschwindet. Erst östlich von Négrondes erscheint dann wieder Oberjura und zieht von hier nach Süden an die Le-Change-Störung, von der er aber gegen Oberkreide abgeschnitten wird. Nach seinem Wiedererscheinen bei La Cassagne und Jayat weiter südostwärts setzt er sich auch im östlichen Sarladais fort (so bei Salignac-Eyvigues und Pechs-de-l’Espérance), um schließlich bei Carlux an der Dordogne zu enden. Die Einzelvorkommen liegen in der Mareuil-Antiklinale (bei Sainte-Croix-de-Mareuil), in der La-Tour-Blanche-Antiklinale (bei Chapdeuil und Cercles) und in der Saint-Cyprien-Antiklinale (südlich von Saint-Cyprien).
Der Oberjura baut sich ebenfalls aus zwei Sequenzen auf:
- Oxfordisch-sequanische Sequenz (Oxfordium-Unteres Kimmeridgium)
- Kimmeridgisch-portlandische Sequenz (Oberes Kimmeridgium-Tithonium).

#### Oxfordisch-sequanische Sequenz
Die erste Oberjurasequenz scheint ohne Unterbrechung im Unteren Oxfordium auf das Callovium zu folgen. Zellkalke und Brekzien deuten jedoch auf Sedimentumlagerung (im Malm der Grands Causses ist dies gesichert). Im Mittleren und im Oberen Oxfordium werden Kalke unter offen marinen Bedingungen sedimentiert, unter die sich einige Riffe einlagern. Das Untere Kimmeridgium ist wieder strandnah, angezeigt durch Austern, Seeigel und Rippelmarken.
Generell gewinnen die Sedimente des Oberjuras enorm an Mächtigkeit und vereinheitlichen sich. So erreicht die oxfordisch-sequanische Sequenz in der Bohrung Saint-Géry 1 bereits eine Mächtigkeit von 521 Meter, 541 Meter im Raum Bergerac und sogar 630 Meter im Raum La Tour-Blanche.

##### Oxfordium
Das Oxfordium (Formation j4-6) ist im Raum Sarlat-le-Canéda generell ein weißer, plattiger, Klasten führender Kalk. Das Liegende besteht aus weißgrauen Mikriten, die etwas Quarz enthalten, zugegen sind ferner Oolithen und Wurmspuren. Die Frostverwitterung lässt sie plattig zerfallen. Die Mikrite hellen sich sodann sehr auf und verlieren an Oolithgehalt. Darüber folgt im Hangenden ein weißer, manchmal auch hellgelblicher, feinschichtiger, harter, mikritischer Kalk. Seine plattige Bankungstärke bewegt sich zwischen 2 und 10 Zentimeter. Zwischengeschaltete Internbrekzien enthalten dunkle Intraklasten sowie sehr feinkörnige Klasten und zeigen ferner durch Schrumpfung entstandene Birdseye-Poren. Manche Bänke werden in ihrem oberen Abschnitt von einer Thanatozönose aus Lamellibranchiern bedeckt und enden leicht sandig und glimmerhaltig.
Im Raum Le Bugue folgen auf 18 Meter feinkörnige Kalke mit kleinen Dolomitrhomboedern und seltenen Lageniden des Unteren Oxfordiums 234 Meter Oberes Oxfordium. Letzteres beginnt mit 24 Meter tonreichen, teils körnigen Kalken mit Kalkröhrenwürmern, Ostrakoden, Echinodermenschill und Foraminiferen (Lageniden und Lituoliden). Es folgen 27 Meter graue Kalke mit Echinodermenschutt und dolomitisierte Kalke mit Algen, Echinodermenschutt, Mollusken und Foraminiferen (Valvuliniden). Sodann 27 Meter dunkelbeige löchrige Dolomite mit Foraminiferen (Lituoliden, Valvuliniden und Verneuiliniden), Echinodermen- und Algenschutt (Codiaceen, Solenoporaceen und Polygonella). Auf eine 2 Meter dünne Zwischenlage klastischer, nur spärlich Oolithen führender Kalke (mit Schutt von Algen, Brachiopoden, Echinodermen und Foraminiferen) legt sich ein dunkelbeiger, kristalliner, Vakuolen enthaltender Dolomit mit Zwischenlagen schwach toniger, klastenreicher Miliolenkalke (30 Meter). Der dunkelbeige Dolomit setzt sich über 40 Meter fort, jetzt aber mit dünnen Toneinschaltungen. Das Hangende schließlich bilden 90 Meter hellbeige, rekristallisierte, Klasten enthaltende Kalke sowie am Aufbau eines Algenriffs beteiligte Oolith- und Foraminiferenkalke.
Die Mächtigkeit des gesamten Oxfordiums erreicht bei Sarlat-le-Canéda 80 Meter. Im Raum Le Bugue wird das Oxfordium sehr mächtig, es wurden insgesamt 252 Meter erbohrt, wobei allein 234 Meter auf das Obere Oxfordium entfallen. In der Bohrung Saint-Géry 1 erlangen dunkelbeige Dolomite mit rekristallisierten Kalkeinschüben des Unteren Ofordiums 172 Meter, jedoch gut 220 Meter in La Tour-Blanche. Das Obere Oxfordium wird in Saint-Géry 1 160 Meter mächtig und besteht aus dunkelbeigen, mikro- bis makrokristallinen, löchrigen Dolomiten mit großen Kalzitkristallen und dünnen Zwischenlagen von weißen kreidigen Kalken mit Pseudo-Oolithen. Hierüber legen sich nach zwischengeschalteten weißlich-beigen Mergelkalken hellbeige, rekristallisierte Kalke mit Pseudo-Oolithen in Kalzitzement. Für das Blatt Bergerac werden 220 Meter angegeben.
In der Bohrung Campagnac erreicht das Oxfordium erstaunliche 700 Meter. Es handelt sich hier vorwiegend um kreidige Kalke, die Oolithen enthalten können. In Zwischenlagen aus grauen lakustrischen Mergeln befindet sich organische Materie.

##### Kimmeridgium

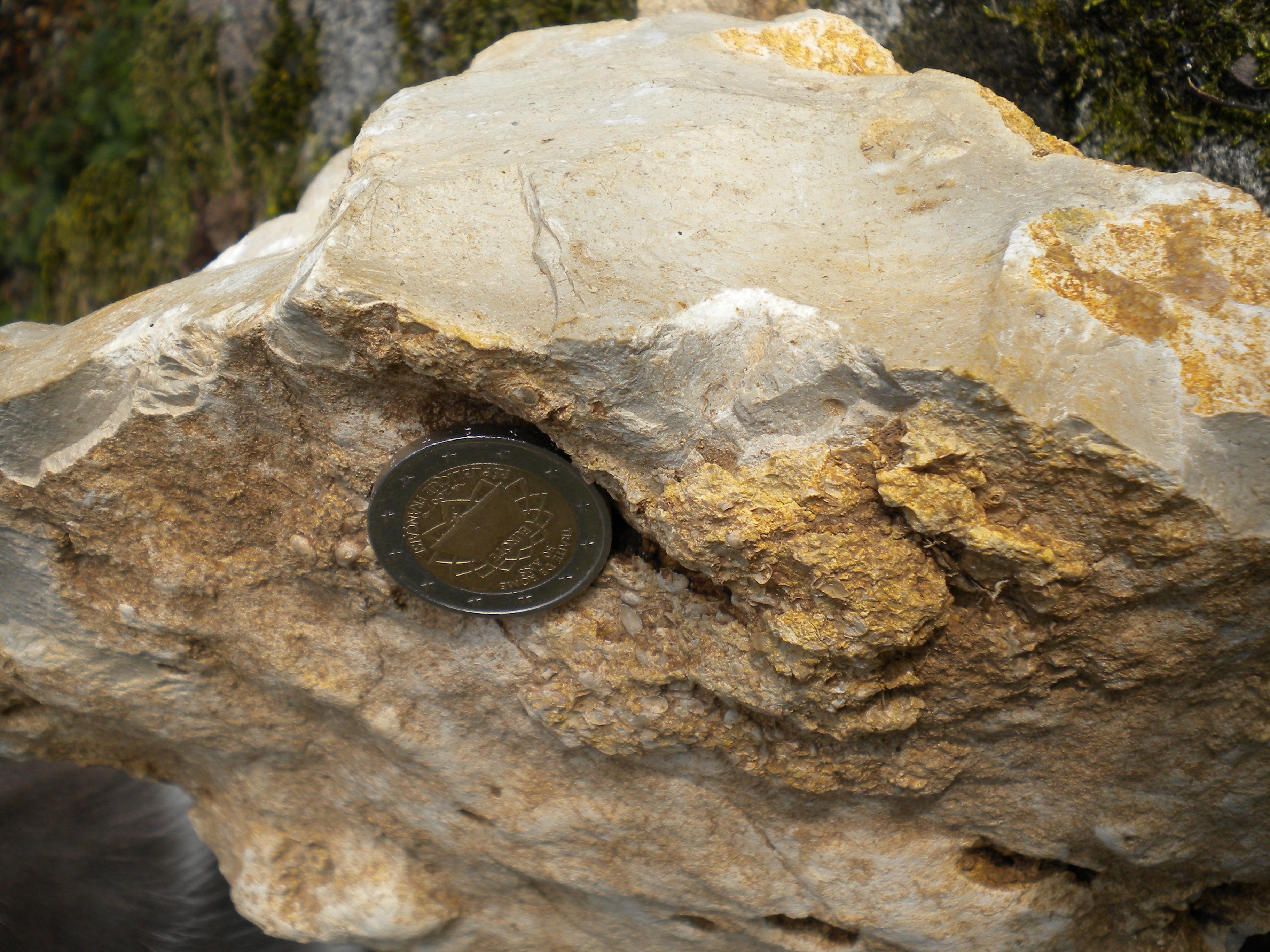
Grauer Mikrit des Kimmeridgiums aus der Mareuil-Antiklinale von Sainte-Croix-de-Mareuil

Das Kimmeridgium (Formation j7-8) zeichnet sich durch enorme Mächtigkeitsschwankungen aus – verursacht durch Subsidenz im Zusammenhang nit dem Rifting im Golfe de Gascogne. So wird eine maximale Mächtigkeit von 575 Meter im Westen des Blattes Ribérac erzielt. Abgelagert wurde hier eine distale Plattformabfolge aus dünnbankigen, grauen Mudstone-Kalken (mit den Foraminiferen Alveosepta jaccardi, Everticyclammina virguliana und Nanogyra virgula) und wechsellagernden Mergeln. Weiter im Osten an der La-Tour-Blanche-Antikinale akkumulierten immerhin noch 520 Meter an Oolithkalken und Mergelkalen im Hangenden.
In der Mareuil-Antiklinale weiter gen Nordosten ist das Kimmeridgium als feinkörnige, graue, dünngebankte Kalke ausgebildet. Die Kalke sind mikritisch und von beige-rosa bis graublauer Farbgebung. Sie wechsellagern mit Mergellagen, Schillhorizonten von Exogyra virgula und rosafarbenen Oolithkalken. Hier werden nur noch 115 Meter an Mächtigkeit erzielt, wovon nur 20 Meter an der Oberfläche beobachtbar sind. In der Makrofauna tritt sehr selten Aspidoceras auf. Die Mikrofauna wird von Pseudocyclammina virguliana vertreten.
Vor Erreichen der Nizonne bei Champeaux-et-la-Chapelle-Pommier greift erodierendes Cenomanium in das Kimmeridgium hinein, so dass sich die Formation unweit im Nordosten auf Null reduziert und im Untergrund auskeilt.
Im Sarladais erreicht das Kimmeridgium eine Gesamtmächtigkeit von gut 120 Meter. Es handelt sich hierbei vorwiegend um mikritische Kalke, die im Liegenden brekziös auftreten. Kennzeichnend für diese Kalke ist ihr massiges Erscheinungsbild und ihre große Härte. Im Liegenden und im Hangenden treten leichte, eisenreiche Oxidationserscheinungen auf. Der Rest der Abfolge besteht aus miteinander abwechselnden feinkörnigen Mikriten und mergeligen Kalken, die zum Teil Brüche aufweisen und schwach langwellig gefaltet sein können (mit einer Wellenlänge im Hektometerbereich). Die ersten 5 Meter sind brekziös und von lakustrischer Fazies (mit leicht abgerundeten Fragmenten und noch weichen Klasten, die von einer 0,5 Zentimeter dicken Kalzithaut eingehüllt werden). Diese Brekzien können von diskontinuierlichen Kalzitadern durchsetzt werden und enthalten gelegentlich graue, organische Mergeltaschen. Oft tritt auch eine harte rostfarbene Kalkbank an ihre Stelle. Die nächsten 10 Meter werden von einem harten, oolithishen, klastischen Mikrit gebildet, dessen Klasten zusehends feiner werden. Darüber folgen dann Wechsellagen aus grauen, feinkörnigen Mikriten mit muscheligem Bruch und graue, teils gebankte Mergelkalke. Das Hangende besteht aus Bruchstücken und Schill von Echiniden, Exogyren und Lituolideen.
Im Untergrund des Blattes Eymet ist das Kimmeridgium karbonatisch ausgebildet. Im Liegenden treten mergelige und manchmal auch lakustrische Passagen auf, gefolgt von grauen Kalken mit intraformationeller Brekzie und schließlich von einheitlich gebankten, dolomitisierten mikritischen Oolithkalken mit Mergelzwischenlagen.
Die Sedimentation erfolgte während des Kimmeridgiums nach wie vor im Inneren der Kontinentalplattform, wobei jedoch die einzelnen Ablagerungsbereiche strikt der variszischen Streichrichtung (N 140) folgten.

###### Unteres Kimmeridgium
In Bohrungen wird ein bis zu 153 Meter mächtiges Unteres Kimmeridgium ausgeschieden, welches seinerseits in zwei Member weiter unterteilt wird. Die 80 Meter mächtige Rasenia-Zone im Liegenden ist eine Wechselfolge aus feinkörnigen beigen Kalken und Oolithkalken, die Überreste von Algen, Austern, Brachiopoden, Echinodermen, Einzelkorallen, Miliolen und zahlreiche Ostrakoden (Cytherella suprajurassica, Galliaecytheridea postrotunda, Macrodentina gallica, Macrodentina ornata, Macrodentina pulchra, Schuleridea triebeli) enthalten. Die 73 Meter mächtige Ataxioceras-Zone im Hangenden wird von grobkörnigen bioklastischen Kalken gebildet, deren Fossilführung aus Brachiopoden, Gasteropoden, Kalkalgen, Lamellibranchiern, Miliolen, Serpeln und Trocholinen besteht. Oolithkalke mit Algen und Ostrakoden bilden Zwischeneinschaltungen.
Das Untere Kimmeridgium wird im Norden von Mussidan sogar 184 Meter mächtig. Es zeigt in der Bohrung Saint-Géry 1 144 Meter an hellbeigen, rekristallisierten Kalken mit gut sortierten Pseudo-Oolithen im Liegenden, sodann abwechselnd graue, feinkörnige detritische Kalke und tiefgraue Mergel und im Hangenden schließlich leicht tonige, sublithographische Kalke mit Exogyrenresten und dünnen sandigen Lagen. Der Mächtigkeitsverlust ist erosiver Natur, zu erkennen auch bei Vergt mit nur noch 117 Meter. Mergelreiches Unteres Kimmeridgium wurde auch bei Chaulnes und in der Périgueux-Antiklinale bei Toulon angefahren.

#### Kimmeridgisch-portlandische Sequenz
Die zweite Oberjurasequenz beginnt im Oberen Kimmeridgium zwar nur vereinzelt regressiv, dennoch verändert sich der sedimentäre Charakter. Es entstehen brekziöse Fazies, synsedimentäre Wiederaufarbeitungen und rhythmische Wechselfolgen von Kalken und Tonen mit Lignithorizonten. An datierbaren Fossilien treten die Ammoniten Aulacostephanus und Aspidoceras orthocera auf. Diese sehr unruhige Sedimentation mit einem Nebeneinander von offen marinen Fazies und reduzierender Schlicksedimentation unter restriktiven Bedingungen scheint mit einer erstmaligen sedimentären Individualisierung des Pyrenäenraums zu korrespondieren. Diese Phase trägt nach der Auster Exogyra virgula auch den Namen Virgulien. Die Beckeneinengung wird im Tithonium noch deutlicher, um letztendlich noch vor Beginn der Kreide in einen nahezu vollständigen Meeresrückzug überzugehen (ausgenommen hiervon bleibt der südliche Bereich des Aquitanischen Beckens). So bilden sich im Tithonium eisenhaltige Kalkoolithe mit Mergellagen, Dolomite und randfazielle Sedimente, datiert mittels Gravesia portlandicum.
Die Kimmeridgisch-portlandische Sequenz kann bereits vollständig erosiv entfernt sein, wie beispielsweise im Gebiet des Blattes Mussidan.

##### Oberes Kimmeridgium
Das Obere Kimmeridgium erscheint als Formation d'Allas (Formation j6Al) in der Saint-Cyprien-Antiklinale. Hierbei handelt es sich um abwechselnd graue, beige oder schwarze Kalke, die sowohl fein- als auch grobkörnig ausgebildet sind und Pelletoide, Oolithen und Bioklasten enthalten. Sie lösen sich mit feinschichtigen Mergeln/Kalkmergeln und Austernschilllagen ab. Charakteristisch für die Formation ist jedoch eine graue Mikritfazies mit rosafarbenen Exogyrenresten, die selten 50 Zentimeter an Bankungsstärke übersteigt.
Die Abfolge beginnt mit 30 Meter Kalken der Mudstone/Wackestone-Fazies, oft reich an Bioklasten und Pelletoiden und mit Einschaltungen blättriger Mergel versehen. Die reichhaltige Fauna setzt sich aus mit Serpeln besetzten Austernklasten, Bohrmuscheln, Crinoidenschutt und Exogyren zusammen. Zum Hangenden nimmt der Tongehalt zu und so dominieren feinkörnige Fazies die nächsten 30 Meter – blättrige Mergel sowie Kalke in Mudstone-Fazies mit Austern, Filamenten und Pelletoiden. Zwischengeschaltet sind Bänke mit pelletoidenhaltigen Micropackstones, pelletoidhaltigen Wackestones, bioklastische Wackestones mit Austernschill, weiße Wackestones mit rosafarbenen Austern und Lamellibranchiern und austernreiche Packstones in einer verhärteten und ferruginisierten Hartgrundlage. In den 45 Metern des Hangenden erscheinen erneut zunehmend Kalke. Der Übergang zum Tithonium wird von einer durchbohrten, verhärteten und ferruginisierten Diskontinuitätsfläche markiert.
Die Fossilien werden von Exogyren, Muschelklasten und Crinoidenresten im Hangenden beherrscht. Ammoniten sind selten, bisher wurde in der Mareuil-Antiklinale das Taxon Aspidoceras aufgefunden.
Die Gesamtmächtigkeit der Formation beträgt 105 Meter.
Die Bohrung Saint-Géry 1 hat sogar 125 Meter Oberes Kimmeridgium angefahren und die Ammonitenzone Aulacostephanus pseudomutabilis angetroffen. Im Liegenden erscheinen 33 Meter einer Wechselfolge aus grauen, leicht detritischen Kalken mit dunkelgrauen Mergeln mit Exogyren, Lenticulinen und Lituoliden. Darüber legen sich 92 Meter an sublithographischen Kalken mit Tonzwischenlagen und als Fauna Exogyren, Lituoliden, Ostrakoden und Seeigel.
Im Bereich der La-Tour-Blanche-Antiklinale beginnt das Obere Kimmeridgium mit 10 bis 15 Metern an glaukonithaltigen Sanden, Sandsteinen und Oolithkalken. Diese detritische Episode wird an der Auzance (Bohrung Auzance 6) sogar über 50 Meter mächtig.

##### Tithonium
Bereits ab dem Unteren Tithonium machte sich die endjurassische Regression im Norden des Aquitanischen Beckens spürbar. Es entstanden verschiedenartige Ablagerungen einer mehr oder weniger eingeengten proximalen Plattform. Diese erreichen südwestlich der La-Tour-Blanche-Antiklinale eine Mächtigkeit von rund 100 Meter, verlieren aber in Richtung Nordost zusehends an Mächtigkeit und verschwinden vollkommen nordöstlich von Léguillac-de-Cercles, wo sie im Verlauf der Unterkreide durch Erosion entfernt worden waren.
Das Tithonium (bzw. Portlandium – Formation j9) erlangt als Formation de Berbiguières (Formation j7Bb) im Raum Le Bugue eine Gesamtmächtigkeit von 45 Meter. Es handelt sich hierbei um eine Wechselfolge fein- bis grobkörniger, bioklastischer oder auch oolithischer Kalke mit dünnen, schwarzen, tonig-mergeligen Zwischenlagen. Sie entwickelt sich faziell von sehr feinkörnigen und gut sortierten Mudstones/Wackestones mit Sturmrückensedimentation des Offshore-Bereichs hin zu Packstones/Grainstones mit Schrägschichtung des unteren Strandbereichs (Shoreface). Die Bankung ist tektonisch beansprucht und zeigt Verwerfungen unterschiedlichen Versatzes und auch Belastungsfaltung.
Im Sarladais werden nur 10 bis 30 Meter registriert. Die Formation tritt hier als plattiger Kalkmikrit auf. Im Liegenden entwickeln sich beige, manchmal auch rosafarbene, feinkörnige Kalkmikrite mit Knollen aus Algen. Die zerrüttete Bankung zeigt eine Stärke von 30 bis 50 Zentimeter. Ein Sedimentationsstop markiert den Übergang zum Hangenden, bestehend aus graugelben, grau verwitternden, (mikro)klastischen Kalken. Ihre Bankstärke nimmt nach oben sukzessive ab. Neben Mikrorücken lassen sich auch Birdseye-Strukturen beobachten. An der Hangendgrenze wird die Formation dolomitisch und lithifiziert im Dezimeterbereich. Zu beobachten sind vereinzelt Oolithen und gelegentliche Wurmbauten. Die Ablagerung verlief offensichtlich bei nur geringer Wassertiefe in einem schlammigen Becken, das in Richtung Nordwesten in eine mehr evaporitische Randfazies überging.
Bei Saint-Germain-de-Belvès sind die Kalkmikrite gelbfarben, grau-gelb oder grau-weiß und rekristallisiert. Die feinkörnigen Gesteine bilden plattige Absonderungen im Zentimeterbereich und zeigen im Liegenden rosa Farbtöne. Zwischenlagen von dolomitischen Mergeln sind gelegentlich vorhanden.
In der La-Tour-Blanche-Antiklinale besitzt das Tithonium eine Mächtigkeit von mehr als 35 Meter. Vorhanden ist nur Untertithonium (Formation j9a), das sich jedoch in zwei Serien aufspalten lässt – in die Série de Cercles und in die Série de la Marteille. Die beiden Fazies wurden als Internablagerungen eines Riffkomplexes interpretiert.
Generell besteht das Untertithonium aus dünnbankigen kryptokristallinen Kalken mit mergeliger Kluftbildung sowie aus dolomitischen Kalken. Diese Kalk-Mergel-Sedimente dürften die Ablagerungen einer Lagune des Internbereichs repräsentieren. Die Mikrite sind grau bis weiß, gelblich oder rosafarben, ihre recht regelmäßige Bankung bewegt sich zwischen 10 und 20 Zentimeter. Die Bänke werden von millimeter- bis zentimeterdicken grünen oder grauen Mergel- oder Tonlagen voneinander getrennt. Der Tongehalt schwankt zwischen 15 und 20 Prozent. Stylolithen können stellenweise gehäuft auftreten.
Die beiden litoralfaziellen Serien unterscheiden sich in ihrer überwiegend kalkig-mergeligen Ausbildung nicht allzu sehr voneinander. Die Série de Cercles mit Schillkalken im Liegenden und anschließender gelblicher, löchriger Massivfazies reicht jedoch höher hinauf, wird im Hangenden dolomitisch und schließt mit feinkörnigen, gelblichen Kalklaminiten, die bereits die endjurassische Regression andeuten. Die Série de la Marteille enthält in ihrem Mittelabschnitt eine Klastenfazies, die sich mit den Kalkmergeln verzahnt. Hierbei handelt es sich um klastenreiche, rosafarbene, teils oolithische Kalke mit mikrokristallinem Zement. Ihre grobe Korngröße erweckt den Eindruck einer Brekzie mit Austern-, Echiniden- und Einzelkorallenschutt. Überdies ist bis zu 10 Prozent an Quarzdetritus eingestreut.
Beide Serien werden vom Cenomanium diskordant transgrediert.
Bei Saint-Félix (Bohrung Saint-Félix 1) wurden 84 Meter sehr feinkörnige, tonige Zwischenlagen enthaltende Kalke des Untertithoniums erbohrt und die Bohrung Auzance 6 ergab rund 100 Meter an gipshaltigen Bänderkalken und grauen lignithaltigen Mergeln.
An Fossilien sind vor allem Lamellibranchier und deren Schill zu erwähnen: Arca, Cardium, Corbula inflexa, Cyrena rugosa, Mytilus, Nanogyra bruntrutana (Auster), Pholadomya und Trigonia. Ferner erscheinen Bryozoen, Einzelkorallen (Polypen) und Gasteropoden (Nerineen). Im Liegenden wurden auch seltene Ammoniten angetroffen, wie beispielsweise Aspidoceras caletanum, Gravesia gravesiana, Gravesia gigas und Peltoceratideen, die eindeutig Untertithonium bestätigen.
Die angetroffene, recht seltene Foraminiferen-Mikrofauna mit Alveosepta jaccardi, Anchispirocyclina, Everticyclammina virguliana, Feurtillia frequens, Haplophragnium suprajurassicum, Neotrocholina und Trocholina gestattet keine eindeutige stratigraphische Zuordnung.
Die Litoral-Mikroflora ist insbesondere in Tonlagen sehr reichhaltig und besteht im Wesentlichen aus Gymnospermae-Pollen mit den Taxa Alisporites thomasii, Aplanopsis dampieri, Aplanopsis trilobatus, Classopollis classoides, Exesipollenites tumulus, Perinopollenites elatioides, Podocarpidites und Spheripollenites scabratus. Ferner zugegen sind Sporen von Pteridophyta wie Cyathidites minor und Gleicheniidites senonicus und als Mikroplankton die Taxa Cassiculosphaeridia, Dingodinium und Sentusidinium. Diese Vergesellschaftung ähnelt derer auf Oléron.

### Unterkreide
Die Unterkreide fehlt im Département Dordogne, da sich das Meer vollständig aus dem nördlichen Aquitanischen Becken zurückgezogen hatte. Sie wurde nur im Adour- und im Parentis-Becken abgelagert, das restliche Aquitanische Becken unterliegt in diesem Zeitraum starker Erosion.

### Oberkreide
Nach dem Trockenfallen der nordaquitanischen Plattform während der gesamten Unterkreide wird der Périgord zu Beginn der Oberkreide erneut vom Atlantik zurückerobert. Die zurückgelassenen Sedimente lassen sich in zwei Megasequenzen einteilen (Transgressions-Regressions-Zyklen zweiter Ordnung): die erste überdeckt das Cenomanium und Turonium, die zweite den Zeitabschnitt Coniacium bis Maastrichtium. Beide Megasequenzen werden durch eine bedeutende Diskordanz voneinander getrennt, welche einem örtlichen Auftauchen der Plattform entspricht – erkennbar an Erosionshorizonten, die in Bohrungen zwischen Mussidan und Rouffignac eindeutig nachgewiesen werden konnten.
Die Oberkreidesedimente transgredieren gewöhnlich über Oberjura, kömmen aber auch auf Mitteljura herabgreifen. Sie können aber auch durch Verwerfungen wie beispielsweise an der Le-Change-Störung vom Jura abgesetzt werden.
Die Oberkreide stellt im Département Dordogne flächenmäßig die bedeutendste geologische Einheit dar. Sie streicht als breites Band von der Nordwestgrenze des Départements in südöstlicher Richtung bis an die Grenze des Départements Lot. Die durchschnittliche Breite dieses Bandes beträgt etwa 50 Kilometer, sie kann sich aber bei Périgueux auf 40 Kilometer verschmälern.
Die im Süden bereits im ausgehenden Albium beginnende Transgression breitet sich im Cenomanium als Cenomantransgression sehr rasch gen Norden aus. Der Sedimentationsraum nimmt in nördlicher Richtung letztendlich in etwa dieselben Ausmaße an wie zuvor im Jura. In östlicher Richtung dringt das Meer jedoch nur bis kurz vor Brive, Cahors, Agen, Muret und Carcassonne vor.

#### Cenomanium
Nach dem Trockenfallen während der gesamten Unterkreide wurde die Region mit Beginn des Cenomaniums erstmals wieder vollständig vom Meer bedeckt. Die Sedimente zeigen Litoral oder Strandnähe an und sind sehr abwechslungsreich, da sie in den nicht unwesentlichen paläotopographischen Depressionen der transgredierten Jurakalke zur Ablagerung kamen. Am Nordrand des Aquitanischen Beckens treten daher auf Grund der küstennahen Lage recht differenzierte Fazies einer proximalen Plattform auf. Überdies kennzeichnet sich das Cenomanium (Formation c1-2, im Raum Le Bugue Formation du Danthou c1Dt) im Norden durch drei Sedimentationszyklen:
- Oberer Zyklus – detritisch
- Mittlerer Zyklus – karbonatisch
- Unterer Zyklus – detritisch.

Den Unteren Zyklus bestimmen Flachwasserfazies mit Rudistenriffen im Nordwesten, im Nordosten herrscht jedoch kontinentaler Einfluss mit Ligniten vor. Im Mittleren Zyklus, der bis in den Quercy übergreift, sind generell tiefermarine Mergel tonangebend (ausgenommen vereinzelte Paleoreliefs im Périgord mit Litoralfazies und Ligniten). Im Oberen Zyklus erfolgt eine leichte Regression mit sandigen Rudistenkalken und Austernmergeln im Nordwesten und sehr flachmarinen, gipsführenden Mergeln und Sanden im Nordosten.
Im Nordwesten des Départements wird das gesamte Cenomanium nur zwischen 8 und 20 Meter mächtig. Das 5 bis 8 Meter mächtige Untere Cenomanium ist detritischer Natur und baut sich aus grünen austernreichen Tonsteinen, sowie aus grauen glaukonithaltigen Sanden und Sandsteinen mit Alveolinen (wie beispielsweise Prealveolina simplex) auf. Im Südosten treten neben bläulichen Mergeln außerdem schwarze Tonsteine mit Pyritknollen auf (bzw. fibroradiärem Markasit). Die in ihnen enthaltenen Lignitlagen haben eine reiche Pollenflora geliefert. Das Mittlere Cenomanium ist karbonatisch und wird 5 bis 8 Meter mächtig. Es handelt sich um gelbe bis graue, mehr oder weniger sandige oder mergelige, gelegentlich glaukonithaltige Kalke. Faunenelemente sind Rudisten (beispielsweise Ichtyosarcolithes triangularis) und Austern, außerdem können sie sehr reich an der Foraminifere Prealveolina cretacea sein. Das 5 bis 10 Meter mächtige Obere Cenomanium ist erneut detritisch ausgebildet und besteht prinzipiell aus graugrünen, siltigen, recht plastischen Tonsteinen, die lignitische Zwischenlagen und Gipskristalle enthalten können. Die Tonsteine sind reich an Austern wie Exogyra columba minor, Exogyra flabellata und Pycnodonte biauriculata.
Weitere Fossilien des Cenomaniums im Département Dordogne sind Alectryonia, Anomia, Ceratostreon flabellatum, Cytherella, Flabellaminacompressa, Lithuoliden, Ostrea lignitarum, Rhynchostreon suborbiculatum minor und Simplalveolina simplex.
Die kontinentalen Pollen in den Ligniten des Unteren Cenomaniums umfassen vor allem Koniferen der Taxa Abietinaepollenites microlatus, Classopollis classoides, Eucommudites stuartii, Exesipollenites scrabratus, Inaperturopollenites hiatus und Inaperturopollenites limbatus, aber auch Angiospermen wie z. B. Retitricolpites, sowie die Sporen Appendicisporites stylosus, Appendicisporites tricornitatus, Costatoperporosporites, Cyathidites australis, Cyathidites minor, Klukisporites variegatus, Osmudacites welmannii und Vadaszisporites urkuticus. Ihre Ablagerung war in einem warmfeuchten Klima in Lagunennähe erfolgt.
In der Bohrung Saint-Félix 1 im Westen werden immerhin 85 bis 90 Meter dreigliedriges Cenomanium angetroffen. Die 30 Meter mächtige detritische Basis besteht aus Sanden, Sandsteinen und Tonsteinen mit Lignitresten. Darüber legen sich 50 Meter an Kalklagen, deren Charakter von detritischen über geröllhaltigen zu perirezifalen Kalken (mit Rudisten) wechselt. Das 5 bis 10 Meter mächtige Hangende ist als sandiger Kalk erneut voll detritisch.
Im Raum Ribérac liegen noch 50 bis 54 Meter Cenomanium vor, welche sich in der Bohrung Auzance 6 auf 42 bis 47 Meter und im Raum Périgueux auf maximal 40 Meter reduzieren. In Bohrungen im Südwesten (Raum Montpon-Mussidan) ergeben sich für La Clotte 1 75 Meter, für Saint-Martin-du-Bois 1 55 Meter, für Mussidan 38 Meter und für Bergerac und Saint-Géry 1 32 Meter Cenomanium. Bei Chaulnes sind es dann nur noch 12 Meter. Für den Raum um Le Bugue ergibt sich eine Mächtigkeit von 10 bis 25 Meter.
Weiter gen Osten nimmt die Mächtigkeit des Cenomaniums beträchtlich ab, da der Raum Périgueux-Thenon erst im Oberen Cenomanium vom Meer erreicht wurde. So werden bei Vergt und Périgueux nur 4 bis 6 Meter, bei Rouffignac 6 Meter, bei Saint-Cernin 1 Meter und bei Terrasson-Lavilledieu nur noch wenige Zentimeter registriert.

#### Turonium

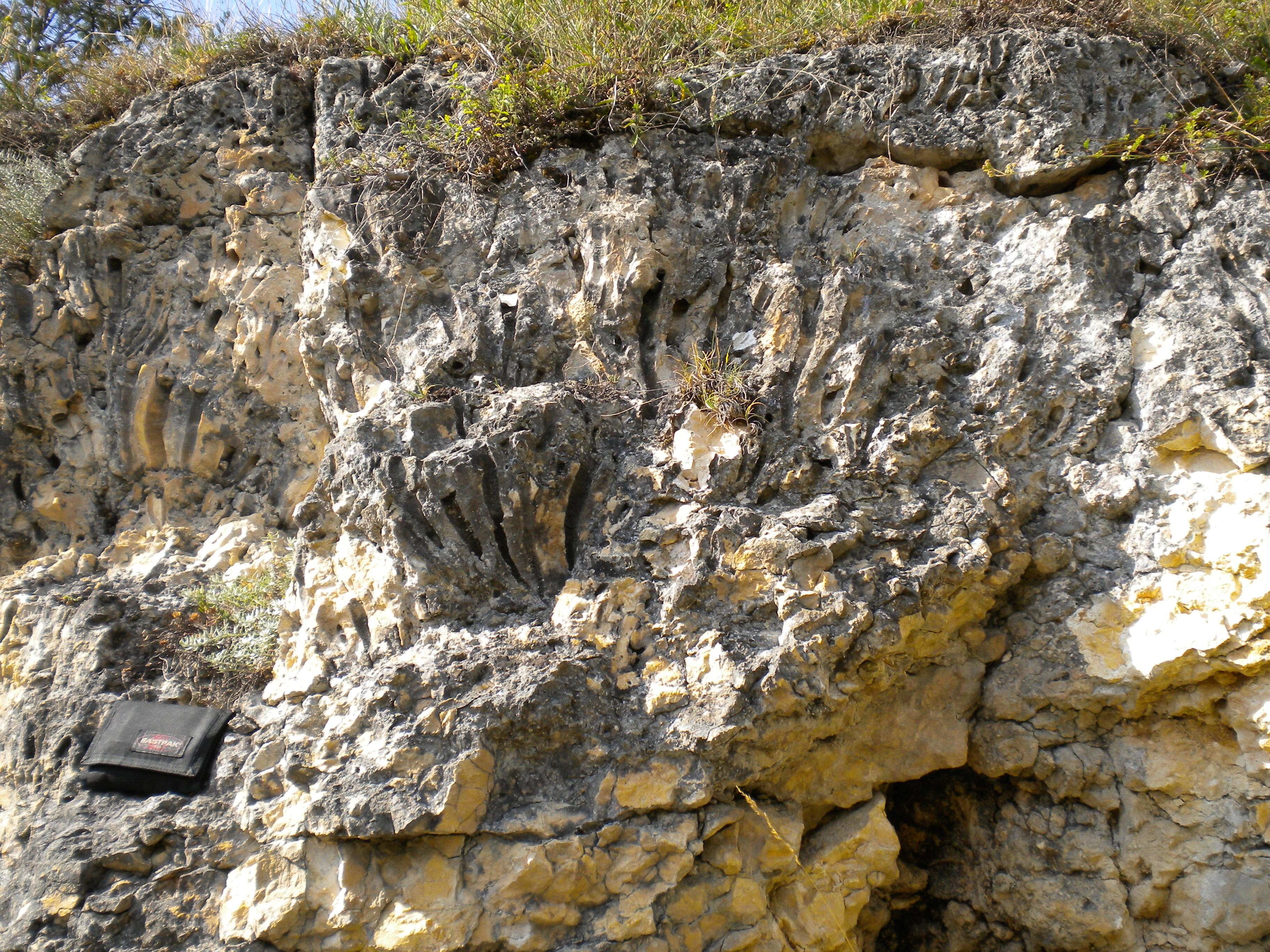
Rudistenriff des Angoumiens bei Beaussac

Das Turonium besitzt marin transgressiven Charakter und breitet sich bis an den Lot aus. Es lässt sich generell zweiteilen – in ein kreidehaftes, mergeliges Ligérien (Formation c3a) an der Basis und darüber in ein aus massiven, brekziösen Rudistenkalken mit nachfolgenden Kalksanden bestehendes Angoumien.
Das Angoumien kann seinerseits in ein Unteres Angoumien (Formation c3b – Mittelturon) und in ein Oberes Angoumien (Formation c3c – Oberturon) unterteilt werden. Das Angoumien bildet teilweise recht markante Geländestufen aus.
Gegen Ende des Turoniums kommt es zu einer Anhebung des Zentralmassivs, welche sich als ausgedehnte Sandschüttungen im Sediment niederschlägt.
Die Gesamtmächtigkeit des Turoniums beläuft sich auf 130 Meter am Westrand des Départements, auf 112 Meter in der Bohrung La Clotte 1 und auf 102 Meter in Saint-Martin-du-Bois 1. Im Raum Ribérac schwankt sie zwischen 90 und 100 Meter, liegt im Raum Montpon und in der Bohrung Saint-Géry 1 um 90 Meter, zeigt 84 Meter in Vergt, 80 Meter in Périgueux, schwankt zwischen 70 und 90 Meter im Raum Thenon, umfasst 70 Meter in Le Bugue, 60 Meter in Chaulnes und an der Nordwestecke bei Montbron, 55 bis 65 Meter im Nontronnais, 50 bis 70 Meter im Raum Belvès, 50 Meter im Raum Eymet, 41 Meter in Mussidan, schwankt zwischen 30 und 45 Meter im Raum Terrasson-Lavilledieu und beträgt nur noch 20 Meter bei La Tour-Blanche und Mareuil. Starke Reduzierungen sind auf ein wegerodiertes Hangendes zurückzuführen, wie dies beispielsweise auf der La Tour-Blanche-Antiklinale und auf der Mareuil-Antiklinale der Fall war.

##### Ligérien

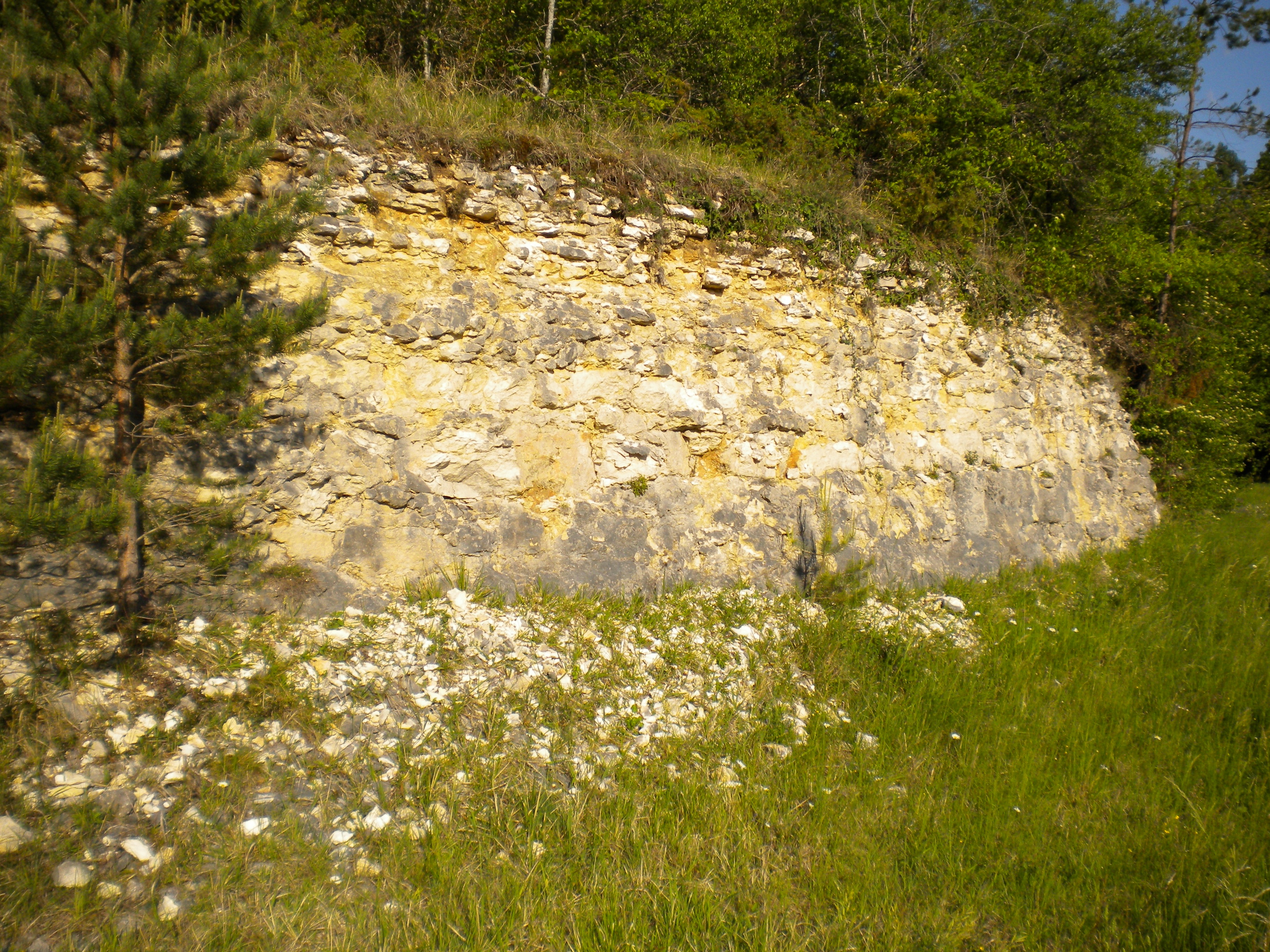
Flachliegendes Ligérien im Nizonne-Tal bei Les Bernardières, Gemeinde Champeaux-et-la-Chapelle-Pommier

An seiner Basis setzt das Ligérien mit einer Wechselfolge (im Meterbereich) von weißen, kreidig-weichen Kalken (Mudstone) und recht dünnen, mehr mergeligen grauen Zwischenlagen ein. Zum Hangenden treten die Mergellagen allmählich zurück und machen dann weißen, massiven, sehr homogenen, kryptokristallinen Kreidekalken Platz (Mächtigkeit 5 bis 10 Meter).
Die Schichtung des Ligériens, wenn zu erkennen, ist typisch knollig bis plattig ausgebildet. Die Kalke zerfallen meist zu kurzen, prismatischen Säulen. Aufgrund ihrer leichten Erodierbarkeit bilden sie den Hangfuß der darüberfolgenden Steilwand des wesentlich kompetenteren Angoumiens.
Sehr feingeriebene bioklastische Reste, pelagische Foraminiferen und gelegentliche Ammonitenfunde lassen auf ein Ablagerungsmilieu schließen, welches den Übergang zum offenen Meer repräsentiert (distale Außenplattform). Der Meeresspiegel war global während des Ligériens am Ansteigen und erreichte gegen Ende der Unterstufe sein transgressives Maximum der ersten Megasequenz – unterstrichen durch die pelagischen Foraminiferen Hedbergella, Heterohelix, Pithonella und vor allem Praeglobotruncana stephani.
Die Mächtigkeit des Ligériens im nördlichen Aquitanischen Becken bewegt sich meist zwischen 15 und 20 Meter, kann in Synklinalbereichen aber auch bis auf 42 Meter anschwellen. Im Raum Terrasson-Lavilledieu gen Südosten werden nur 10 Meter registriert.
Im Süden des Départements wird das Ligérien als Formation de Domme oder Calcaires crayeux de Domme (C2Dm) bezeichnet und erreicht hier eine Mächtigkeit um die 15 bzw. von 17 bis 20 Meter.

##### Angoumien

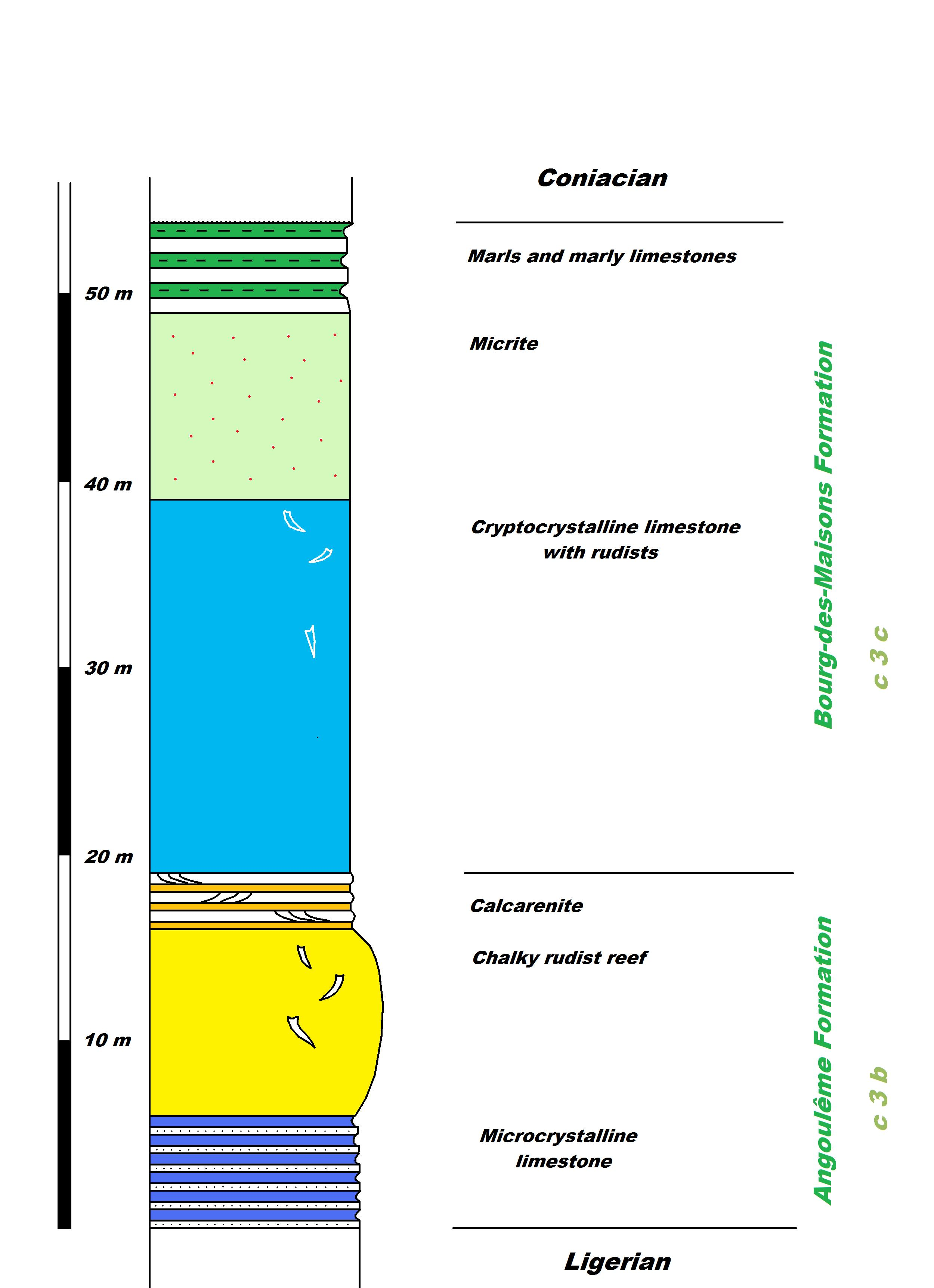
Etwas vereinfachte Stratigraphie des Angoumiens ohne Fazieswechsel

Das Angoumien wird in zwei Formationen unterteilt, in ein Unteres Angoumien oder Angoulême-Formation und ein Oberes Angoumien oder Bourg-des-Maisons-Formation. Manche Autoren rechnen auch noch das Ligérien hinzu und bezeichnen dieses dann als Basales Angoumien. Das Angoumien im engeren Sinne überlagert konkordant das Ligérien und schließt mit einem perforierten Hartgrund (Englisch hardground) gegenüber dem leicht diskordant nachfolgenden Coniacium. Der Hartgrund war von karstischen Lösungserscheinungen sowie einer in situ stattfindenden Brekzienbildung begleitet und dokumentiert somit das Auftauchen der Plattform.
Die Stratigraphie des Angoumiens kann (ohne Fazieswechsel) wie folgt vereinfacht werden: das insgesamt 15 bis 20 Meter mächtige Untere Angoumien beginnt mit einem 5 bis 6 Meter mächtigen, dünnbankigen, mikrokristallinen Kalk von weißer oder cremiger Farbe. Die dünnbankigen Lagen werden anschließend von einer massiven, homogenen, kompakten, meist 8 bis 10 Meter dicken Kalkbarre überlagert. Dieser relativ weiche Kalk von reinweißer Farbe besitzt Kreideeigenschaften und besteht hauptsächlich aus Rudisten und deren Bruchstücken. Die Barre bildet im Gelände oft einen geomorphologischen Härtling (insbesondere im rekristallisierten Zustand) mit teils überhängenden Felswänden. Das Untere Angoumien endet mit nur wenige Meter mächtig werdenden, dünnbankigen, gelblichen mikrokristallinen Kalken, die sehr reich an Bioklasten sind – in der Regel Lamellibranchier und Stachelhäuter. Diese abschließende Lage zeigt Schrägschichtung (zu sehen in Brantôme) und Schichtlücken.
Das bis zu 20 Meter mächtige unterste Schichtglied des Oberen Angoumiens besteht aus grauen bis beigen, rudistenhaltigen, kryptokristallinen Kalken. Gemäß der Gefügeklassifikation nach Dunham (1962) handelt es sich hier um einen Wackestone, der in Mudstone übergehen kann. In den Wackestone sind mikrokristalline Kalke zwischengeschaltet, die sehr reich an Feinschutt und Bioklasten sind. Das unterste Schichtglied verwittert knollig bis prismatisch. Der Fossilinhalt wird erneut von biostrombildenden Rudisten beherrscht. Das zweite Schichtglied zeichnet sich durch starke Mächtigkeitsschwankungen aus (8 bis 12 Meter). Im Gegensatz zum untersten Schichtglied führt es entweder Mikrite mit nur wenig Feinschutt oder mikrokristalline Kalke reich an biogenem Schutt. Ihr Fossilinhalt ist derselbe wie im untersten Schichtglied. Das oberste Schichtglied des Oberen Angoumiens schließt mit 5 Meter mächtigen (und stellenweise bis auf 15 Meter anwachsenden), grauen bis gelben, plattigen mergeligen Kalken und zwischengelagerten Mergeln. Es enthält ebenfalls Rudisten. Am Ende des Oberen Angoumiens etabliert sich der bereits angesprochene Hartgrund.
Die Gesamtmächtigkeit des Angoumiens liegt bei zirka 35 bis 60 Meter, wobei die Südwesthälfte des Ablagerungsraumes (in Richtung Beckenzentrum) eine wesentlich höhere Mächtigkeit aufweist.

#### Coniacium

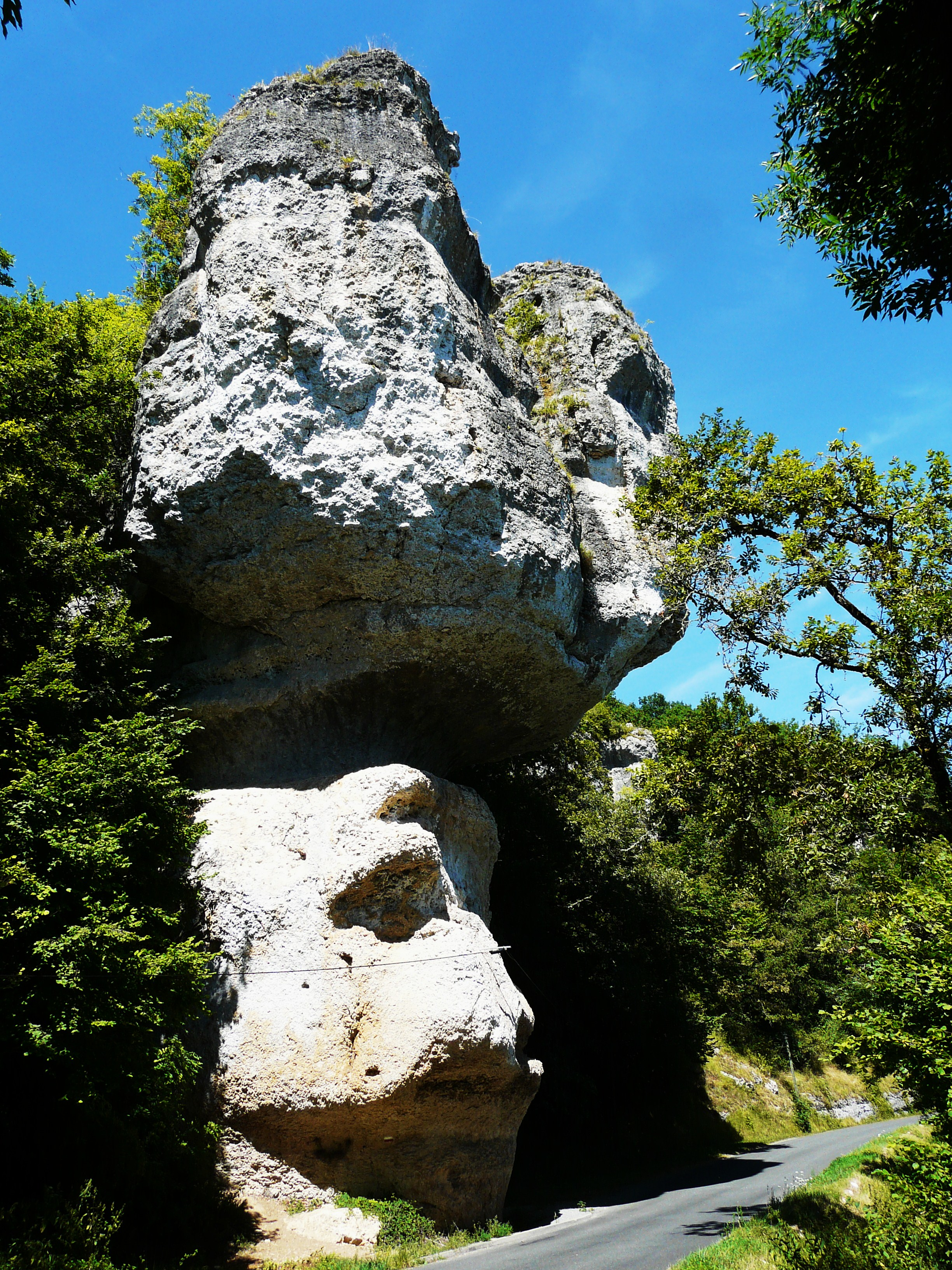
Felsüberhang im Coniacium an der Dronne nördlich von Bourdeilles mit mehreren Auskolkungsniveaus

Ab dem Coniacium kann die zweite Megasequenz der restlichen Oberkreide (vormals als Senonium bezeichnet) in drei sedimentäre Zyklen gegliedert werden.
Der erste Zyklus umfasst sowohl das Coniacium (Formation c4) als auch das Santonium (Formation c5). Er wird im nördlichen Aquitanischen Becken allgemein aus Kalken aufgebaut, die jedoch östlich von Périgueux zusehends sandigen Charakter annehmen.
Das Coniacium lässt sich seinerseits im Périgord blanc in drei Abschnitte unterteilen: ein detritisches Unteres Coniacium, ein Mittleres Coniacium bestehend aus sehr harten, kristallinen Kalken und einem Oberen Coniacium mit Kreidecharakter und Auftreten von Glaukonit.
Das detritische Untere Coniacium besteht aus grauen bis gelblichen, Schutt führenden Kalken mit abgerollten Bioklasten (Bryozoen und Einzelkorallen), Quarzkörnern und spärlichem Glaukonitgehalt. In ihnen tritt häufig Schrägschichtung auf. Mancherorts geht diese detritische Fazies in Kalksande und auch Sandsteine über oder kann gar als grüne, glaukonitische Mergel erscheinen. Das Untere Coniacium ist durch die relativ häufigen Cephalopoden Barroisiceras boisselieri, Barroisiceras haberfellneri, Barroisiceras nicklesi, und Tissotia robini sicher datiert.
Anstatt dieser detritischen Fazies erscheinen im Südosten (Sarladais) geschichtete, graue, manchmal auch grüne oder grau-gelbliche, glaukonitische Kalkmergel mit Wurmbauten und gelegentlichen schwarzen Hornsteinknollen. Bei Terrasson-Lavilledieu handelt es sich um graue bis grünlich-bläuliche, glaukonitische, teils pyritführende Mergel mit grauen bis gelben, siltigen Knollenkalken. Im Süden des Départements trägt das Untere Coniacium die Bezeichnung Formation de la Rouquette (c3Rq) – Mergel, mergelige, glaukonitische Kalke mit Rhynchonellen und feinkörnige Kalke mit schwarzem Hornstein. Im Südwesten sind graue Mergel bis Kalkmergel ausgebildet.
Im anschließenden Mittleren Coniacium – Formation de Périgueux im Raum Périgueux (c3Px), im Süden Formation des Eyzies inférieure (c3Ezm) – herrschen graue bis gelblich-weiße, knollig bis plattig zerfallende, mikrokristalline, bioklastische Kalke (Packstones). Sie sind sehr hart und daher Steilwandbildner. Auch sie sind leicht Schutt führend und werden immer von feinen Quarzkörnern begleitet. Lokal können auch graue Hornsteinlagen auftreten. Im Südosten nimmt das Mittlere Coniacium einen mehr sandig-saccharoiden Charakter mit mikritischem Zement an. Vorherrschend sind gelbliche Farbtöne, aber auch ins Rosa gehende Farben sind vorhanden.
Der detritische Anteil erhöht sich erneut im Oberen Coniacium – Formation de Périgueux und Formation des Eyzies supérieure (c3Ezs). Insbesondere ist ein Anwachsen der Glimmerfraktion und des Glaukonits zu beobachten. Insgesamt nimmt das bioturbate Gestein (Biokalkarenite) einen wesentlich helleren, kreidigeren Charakter an und zerfällt plattig. Manche Lagen werden von Bryozoen dominiert. Gelegentlich sind schwarze Hornsteinknollen vorhanden. In der Formation des Eyzies supérieure tritt jedoch dieser kreidige Aspekt vollkommen zurück, so dass die Formation aus nur mehr rein detritischen Zwischenschaltungen von gelben bis rötlichen, bioturbaten bioklastischen Kalken (Packstones) und rötlichen, sandigen Kalken (Grainstones) besteht.
Eine Besonderheit des Coniaciums (vergleichbar mit dem Oberen Angoumien) sind große, braune, verkieselte und eisenreiche Platten, die aus feinkörnigem, nach-kretazischem Sediment bestehen und wahrscheinlich diagenetisch in Karstfallen entstanden sind.
Fossilien sind im Coniacium sehr reichhaltig, unter anderem sind Lamellibranchien (Janira quadricostata, Mytilus marroti, Pecten espaillaci, Trigonien, aber auch Austern und Rudisten), Echinodermen (Catopygus elongatus, Cidariden, Cyphosoma, Hemiaster, Micraster laxoporus, Pentacrinus, Salenia scutigera usw.), Brachiopoden
(Rhynchonella baugasi, Rhynchonella expansa, Rhynchonella petrocoriensis, Rhynchonella vespertilio), Bryozoen (Cheilostoma und Cyclostoma), Einzelkorallen und Anneliden vorhanden. Austern wie z. B. Exogyra plicifera erscheinen oft massenhaft als Schill am Ende der Stufe. Weitere Cephalopodenfunde sind Nautilus rotundus sowie Cymatoceras elegans, Gauthiericeras margae, Harleites alstadenensis, Mortoniceras bourgeoisi, Paratexanites serrato-marginatus, Peroniceras tridorsatum, Proplacenticeras stantoni und Schloenbachia nanclasi.
Als Mikrofauna sind zu erwähnen die Foraminiferen (vorwiegend agglutinierte Formen) Alveolophragmium arenaceum, Ammobaculites, Cyclammina globulosa, Daviesina, Dictyopsella kiliani, Discorbis, Gaudryina, Gavelinella cristata, Gavelinella laevis-cristata, Gavelinella moniliformis, Goupillaudina daguini, Goupillaudina lecointrei, Haplophragmoides, Marginotruncana linneiana, Marginotruncana sinuosa, Marsonnella oxycona, Nummofalloua apula, Nummofalloua cretacea, Operculinella, Quinqueloculina, Pararotalia, Pseudocyclammina, Rosalina, Rosalina parasupracretacea, Rotalia saxorum, Sirtina, Textularia faugasi, Tritaxia, Vidalina hispanica, sowie Arenaceen, Millioliden, Valvuliniden und Ostrakoden.
Nach dem Stillstand der Sedimentation gegen Ende des Turoniums war das Meer zu Beginn des Coniaciums erneut zurückgekehrt. Die Transgression war nur flach erfolgt, wie häufige Abriebe von Bryozoen und Echinodermen veranschaulichen. Der terrigene Einfluss auf die Sedimentation war deutlich spürbar. Die kreidige Fazies des Oberen Coniaciums weist erstmals auf eine Zunahme der Wassertiefe hin sowie auf eine bedeutendere Öffnung der Plattform in Richtung offenes Meer. Das Maximum der Transgression wurde schließlich am Ende der Stufe erreicht, charakterisiert durch die Austernschilllage von Exogyra plicifera (auch Ceratostreon pliciferum).
Die Gesamtmächtigkeiten des Coniaciums betragen am Nordwestrand bei Montbron 30 is 40 Meter, im Nontronnais bereits 50 bis 65 Meter, nehmen aber weiter gen Südosten (Blatt Thiviers) wieder auf 30 bis 40 Meter ab. 40 Meter sind es auch im Osten von Périgueux, die im Süden der Stadt auf mehr als 60 Meter anwachsen. Westlich von Périgueux stehen 50 bis 80 Meter Coniacium an. Im Raum Terrasson-Lavilledieu werden 65 bis 80 Meter erzielt, bei Le Bugue 55 bis 63 Meter und bei Sarlat sogar 66 bis 95 Meter. Am Westrand des Départements sind es 60 bis 70 Meter, bei Ribérac 65 Meter, 80 Meter im Raum Eymet im Südwesten und in der Bohrung Saint-Géry 1, 83 Meter in der Bohrung Saint-Martin-de-Bois 1, 100 Meter in der Bohrung La Clotte 1 und in den Bohrung Auzance 6 bemerkenswerte 110 Meter.

#### Santonium

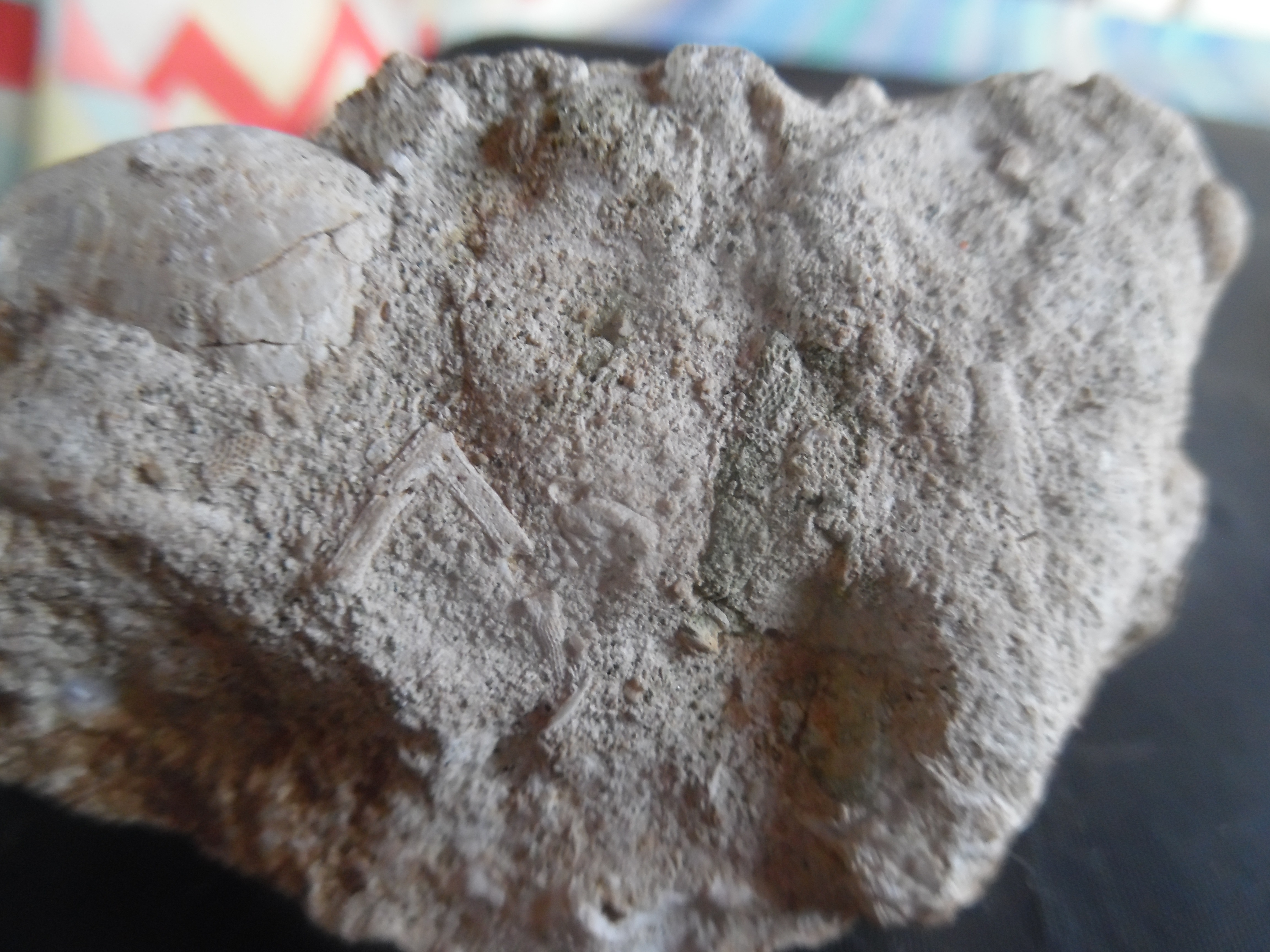
Unteres Santonium von Les Âges bei Saint-Crépin-de-Richemont. Das Kreidesediment ist sehr reich an Bryozoen.

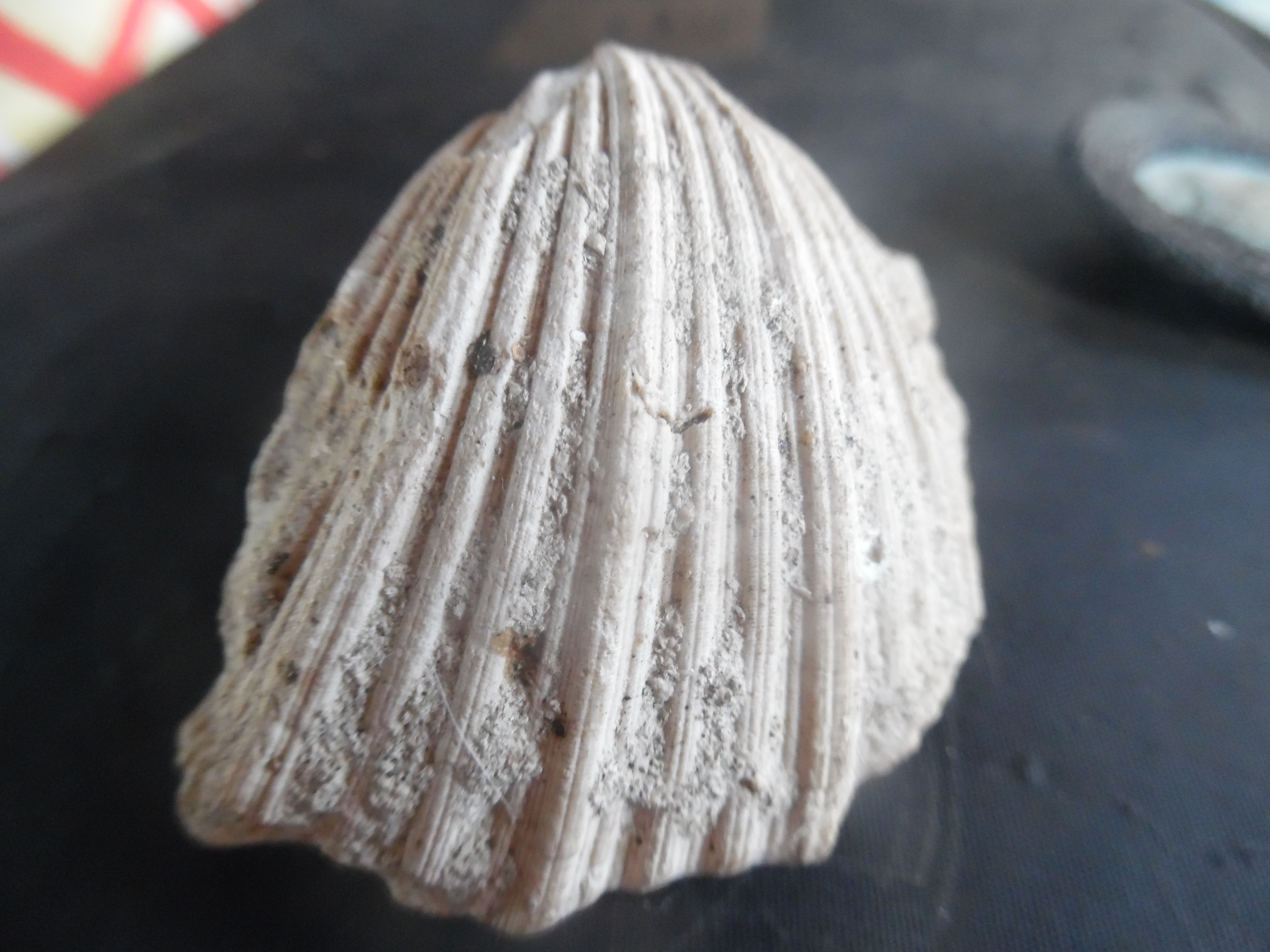
Die Pectinide Neithea aus dem Unteren Santonium von Saint-Crépin-de-Richemont

Trotz weiterer starker, terrigener Sedimenteinträge aus östlicher und nördlicher Richtung waren während des Santoniums die Verbindungen zum offenen Ozean erneut fest etabliert – veranschaulicht durch die Gegenwart von Cephalopoden in der gesamten Stufe. Die sich bereits im Oberen Coniacium abzeichnende Zunahme der Meerestiefe setzte sich weiter fort, verbunden mit einem Überhandnehmen kreidiger und mikritischer Fazies. Zahlreiche benthische Organismen besiedelten den Meeresboden einer epikontinentalen Plattform. Das generelle Ablagerungsmilieu des Santoniums entspricht einer distalen Plattform von mittlerer Wassertiefe, die noch unterhalb der Wellenbasis gelegen war. Das Santonium stellt den Höhepunkt der detritischen Sedimentation in einem warmen, bewegten und relativ flachen Meer dar – eine Entwicklung, die sich bereits seit dem Oberen Turonium abgezeichnet hatte. In den seltenen ruhigeren Abschnitten wurden meist mergelige Sedimente mit Austern zurückgelassen.
Wie das vorangegangene Coniacium kann das Santonium ebenfalls dreigeteilt werden – in ein Unteres, in ein Mittleres und in ein Oberes Santonium. Im Süden des Départements wird das Untere Santonium als Formation de Boussitran (c4Bs) ausgewiesen, das Mittlere Santonium als Formation de Mauzens (c4Mz) und das Obere Santonium als Formation de Savignac (c4Sv). In der Umgebung von Périgueux wird das Untere Santonium als Formation de Boulazac (c4Bz), das Mittlere Santonum als Formation du Peuch (c4Pe) und das Obere Santonium als Formation de Saint-Laurent-sur-Manoire (c4LM) bzw. im Périgord noir als Formation de Saint-Félix-de-Reilhac (c4FR) bezeichnet.
Beim Unteren Santonium (c5a) handelt es sich um recht massive, weiche, weiße, weiß-grünliche bis graue kreidige Kalke (Wackestones), die kleinplattig verwittern. Sie sind siltig bis glimmrig und generell glaukonitführend. Zwischengeschaltet sind verhärtete, feinschutthaltige Kalkbänke mit mikrokristallinem Zement (Packstones). Parallel zur Schichtung können graue bis schwarze, für die Formation charakteristische Hornsteinknollen auftreten. Die dezimetergroßen Knollen werden von einer weißen Rinde umgeben. Im Süden (Formation de Boussitran) erscheinen im Liegenden Austernmergel. Die darüber folgenden Siltkalke enthalten hier Austern- und Seeigelreste, die sandigen Kalke des Hangenden sind rötlich oder auch gelblich und schräggeschichtet.
Sequenzstartigraphisch korrespondiert das Untere Santonium mit der regressiven Phase der zweiten Sequenz dritter Ordnung, welche von den Grès de Boussitran (Boussitran-Sandstein) abgeschlossen wird – einem progradierenden Prisma hohen Niveaus (Megarippel eines proximalen Lobus mit Schrägschichtung und Schüttungsrichtung vorwiegend gen Südost bis Südsüdost, aber auch West bis Nordnordwest).
Ab dem Mittleren Santonium (c5b) machen sich die detritischen terrigenen Einflüsse spürbarer, die Fazies diversifizieren sich und es kommen überwiegend Austernschill führende Mergelkalke zur Ablagerung, welche sodann im Oberen Santonium (c5c) in graugrüne Siltkalke, kreidige Kalke und in Feinsande, schräggeschichtete Sande und Kalksandsteine übergehen. Örtlich begrenzt können kleinere Rudistenansammlungen entlang der Basis des Oberen Santoniums vorkommen. Im Westen (Blatt Ribérac) sind Mittleres und Oberes Santonium als Formation de Saint-Laurent-des-Combes (c4SL) ausgeschieden. Hier ist das Obere Santonium jedoch nicht sandig, sondern als graue, glaukonithaltige, plattige Kreidekalke mit schwarzen Hornsteinen ausgebildet. Sequenzstratigraphisch entspricht das Mittlere und Obere Santonium der dritten Sequenz dritter Ordnung, deren transgressives Maximum mit den Pycnodonten-Mergeln der Formation du Peuch erreicht wird.
Unter den Makrofossilien des Santoniums finden sich neben Ammoniten (wie beispielsweise der für die Stufe charakteristische Placenticeras polyopsis – Placenticeras ribourianus und Stantonoceras guadalupae sind Synonyme – ferner Placenticeras syrtale, Protexanites bourgeoisi, Texanites gallicus und Texanites texanus) und Nautiliden, Brachiopoden (Rhynchonella difformis, Rhynchonella eudesi, Rhynchonella vespertilio, Terebratula coniacensis), cyclostome Bryozoen (wie beispielsweise Meliceritites und Rhagasostonna antiopa), Echinodermen (Cidariden wie Cidaris jouannetti, Cidaris perlata, Cidaris pseudopistillum und Cidaris spiniosissima, aber auch Catopygus elongatus, Clypeolampas ovum, Epiaster laxoporus, Gonyopygus, Hemiaster nasutulus, Micraster brevis, Micraster laxoporus, Micraster turonensis, Nucleolites minimus, Orthopsis miliaris, Parapygus nanclasi, Parapygus toucasi, Phymosoma submidum, Pygurus, Salenia scutigera), Gasteropoden (Pleurotomaria santoniensis und Pleurotomaria secans), Hexakorallen, Lamellibranchien (Austern wie Arcostrea zeilleri, Ceratostreon matheroni, Ceratostreon pliciferum, Ostrea galloprovincialis, Ostrea santoniensis, Pycnodonta proboscidea und Pycnodonta vesicularis, sowie Janira truellei, Lima dujardini, Neithea, Pecten, Spondylus hippuritarum, Trigonia, einige Rudisten wie z. B. Biradiolites coquandi, Biradiolites fissicostatus, Biradiolites siracensis, Hippuritella carezi, Hippuritella maestrei, Hippurites bioculatus, Hippurites dordonicus, Hippurites sarthacensis, Hippurites sublaevis, Hippurites turgidus, Praeradiolites coquandi, Praeradiolites sarladensis, Praeradiolites sinuatus, Robertella arnaudi, Vaccinites dentatus und Vaccinites latus) als auch Schwämme (verkieselte Demospongien wie Chenendopora fungiformis, Chenendopora gratiosa, Jerea clavata, Jerea excavata, Siphonia pyriformis und Tubulospongia dendroides).
Die Mikrofauna ist sehr reichhaltig mit Ostrakoden, pelagischen Foraminiferen (Globotruncanen wie Globotruncana angusticarinata, Globotruncana bulloides, Globotruncana lapparenti, Globotruncana linneiana, Globotruncana semsalensis, Globotruncana tricarinata sowie Hedbergella) und zahllosen benthischen Foraminiferen wie Anomalina crassisepta, Cibicides beaumontianus, Cibicides excavatus, Cuneolina conica, Cyclammina globulosa, Dictyopsella kiliani, Gavelinella costata, Gavelinella cristata, Gavelinella laevis-cristata, Goupillaudina daguini, Goupillaudina lecointrei, Goupillaudina ostrowskyi, Idalina antiqua, Lacazina compressa, Mississipina binkhorsti, Nummofallotia apula, Nummofallotia cretacea, Orbitoides tissoti, Pararotalia tuberculifera, Planorbulina cretae, Praesorites, Pseudocyclammina massiliensis, RosaIina parasupracretacea, Rosita fornicata, Rosita parasupracretacea, Rotalia saxorum, Rotalia trochidiformis, Sirtina, Sirtina orbitoidiformis, Vandenbroeckia munieri und Vidalina hispanica. Planktonische Foraminiferen sind Marginotruncana coronata, Marginotruncana linneiana und Marginotruncana sinusa.
Unter der mit mehr als 50 Taxa sehr reichhaltigen Nannoflora des Santoniums befinden sich Algen (Lithothamnien) sowie Amphizygus minimus, Bipodorhaptus tesselatus, Broinsonia enormis und Eiffelithus eximius. Im Sarladais erscheinen zahlreiche Pollen wie Araucariacites australis, Bohemiapollis nemejci, Extrapollis bohemicus, Extratriporopollenites opimus, Heidelbergipollis tilioides, Magnoporopollis germicrassus, Oculopollis maximus, Oculopollis parvoculus, Papillopollis budejovicemis, Parvisaccites radiatus, Pseudotrudopollis crassiexinus, Roumeinipollenites, Trodopollis endalunens und Trodopollis ortthomecanicus, die Spore Camarozonosporites insignis und Dinoflagellatencysten.
Bemerkenswert ist der Knochenfund eines Dinosauriers der Gattung Aepisaurus bei Lisle.
Die Gesamtmächtigkeit des Santoniums nimmt dem generellen Einfallen der Plattform folgend gegen Süden und Südwesten zu. So werden im Nontronnais 45 bis 60 Meter, östlich von Périgueux 60 Meter, westlich von Périgueux 60 bis 80 Meter, im Raum Mussidan 60 bis 110 Meter, 95 Meter im Blatt Belvès im Süden und 60 bis 115 Meter im Raum Le Bugue registriert. Im Südwesten ist das Santonium bereits recht mächtig ausgebildet mit 80 bis 94 Meter im Raum Bergerac, 85 Meter bei Eymet, 85 Meter in der Bohrung Saint-Géry 1, 102 Meter in der Bohrung La Clotte 1 und 113 Meter in der Bohrung Saint-Martin-de-Bois 1. Im Raum Thenon werden durchschnittlich 100 Meter erzielt, die sogar im Tal der Vézère auf 140 Meter anschwellen. Bei Terrasson-Lavilledieu sind es im Durchschnitt 95 Meter, jedoch mit einem Maximum bis zu 150 Meter.

#### Campanium
Der zweite, mittlere Zyklus betrifft das gesamte Campanium (Formation c6). Im nördlichen Aquitanischen Becken vereinheitlichen sich jetzt die Sedimente und es werden vollmarine, hornsteinführende Kalkmikrite abgelagert.
Im Westen des Départements (Blatt Ribérac) kann das Campanium in 6 Formationen gegliedert werden, deren zwei unterste dem Unteren Campanium und die oberen vier dem Oberen Campanium zugerechnet werden. Unteres und Oberes Campanium werden meist durch eine deutliche Diskordanz voneinander getrennt.
Die Gliederung lautet wie folgt (vom Hangenden zum Liegenden):
- Formation de Maurens (c5Ma) – Campanium 6 – Biozone C IX
- Formation d'Aubeterre (c5Au bzw. c6e) – Campanium 5 – Biozonen C VII und C VIII
- Formation de Barbezieux (c5Ba bzw. c6d) – Campanium 4 – Biozone C VI
- Formation de Biron (c5Bi bzw. c6c) – Campanium 3 – Biozonen C IVa, C IVb und C V
- Formation de Segonzac (c5Sg bzw. c6b) – Campanium 2 – Biozone C III
- Formation de Gimeux (c5Gi bzw. c6a) – Campanium 1 – Biozonen C I und C II

Weiter gen Südosten wird das Campanium im Raum Thenon wie folgt unterteilt (vom Hangenden zum Liegenden):
- Formation de Lalinde (c5Li) – Campanium 5 – Biozonen C VII und C VIII
- Formation de Lamonzie (c5Lm) – Campanium 4 – Biozone C VI
- Formation de Journiac (c5Jo) – Campanium 3 – Biozonen C IVa, C IVb und C V
- Formation de Coursac (c5Cs) – Campanium 3 – Biozonen C IVa, C IVb und C V
- Formation de Marsaguet (c5Mg) – Campanium 2 – Biozone C III
- Formation d'Atur (c5At) – Campanium 1 – Biozonen C I und C II

Im Raum Le Bugue wird das Untere Campanium (Campanium 1 und Campanium 2) als Formation de Trémolat (c5Tr) zusammengefasst. Campanium 4 und Campanium 5 bilden hier die Formation de Couzé (c5Cz). Die Formation de Coursac und die zeitgleiche Formation de Journiac (beide Campanium 3) sind mehr oder weniger äquivalent. Die Formation de Journiac liegt im Blatt Thenon südwärts der Formation de Coursac und besitzt einen mehr feinkörnigen, siliziklastischen Charakter.
Die Gesamtmächtigkeit des Campaniums ist sehr variabel und generell hoch und wächst in Richtung des Plattformrandes nach Süden bzw. Südwesten stark an. So werden nordöstlich von Thenon nur 60 Meter, jedoch im Südwesten bereits 240 Meter erzielt, im Nordosten Ribéracs 140 Meter, jedoch im Südwesten 240 Meter. Im Osten von Mussidan sind es 180 Meter und im Südwesten 250 Meter, die Bohrung Saint-Géry 1 weist sogar über 300 Meter auf. Westlich von Périgueux sind 100 bis 180 Meter aufgeschlossen, welche sich im Osten der Stadt auf 65 Meter verringern.
Der Hochstand der Transgression während des Campaniums wurde mit dem Campanium 3 erreicht. Die Ablagerungsbedingungen waren während des gesamten Unteren Campaniums bis zum Beginn des Oberen Campaniums relativ homogen und es wurden teils Ammoniten und Schwämme auf einer recht tiefen Außenplattform eingebettet, welche den Einflüssen des offenen Meeres ausgesetzt war. Mit dem Campanium 4 begann die Regression, die im Campanium 5 und 6 bestimmend wurde. Auf der jetzt proximalen Plattform siedelten zahlreiche benthische Organismen wie beispielsweise Austern, Rudisten, Großforaminiferen und Einzelkorallen.
Sequenzstratigraphisch bilden das Campanium 1 und das Liegende des Campanium 2 die vierte Sequenz dritter Ordnung. Das Hangende des Campanium 2 ist das Transgressionsintervall der fünften Sequenz dritter Ordnung. Das Campanium 3 repräsentiert die sechste Sequenz dritter Ordnung. Campanium 4 und Campanium 5 stellen die siebte Sequenz dritter Ordnung dar, deren Hochstandsprisma mit bioklastischen und siliziklastischen Fazies im Campanium 5 sehr gut entwickelt ist.

##### Unteres Campanium

###### Formation de Gimeux
Das Untere Campanium (Campanium 1 und Campanium 2) beginnt mit der Formation de Gimeux bzw. der Formation d'Atur (Campanium 1). Hierbei handelt es sich um homogene, sanfte, graue bis weißliche, kreidige Kalkmergel, die graue und schwarze Hornsteine führen. Der Übergang vom vorangegangenen Santonium erfolgt nur sehr progressiv, es lässt sich aber ein zunehmender Kreidecharakter der Sedimente und eine generelle Abnahme der Bryozoen feststellen. Die recht kompakten, massiv gebankten und plattig verwitternden Kreidesedimente sind sehr monoton und mit rund 20 Prozent Tonminerale recht tonarm. Die Tonfraktion wird eindeutig von Smectit beherrscht, gefolgt von Illit. Ihre ersten 15 Meter werden durch Schwämme gekennzeichnet, welche von einer grauen, opaken Rinde ummantelt sind. Aus ihnen gehen graue Hornsteinknollen hervor, deren Kern auch schwarz gefärbt sein kann.
Der Mittelabschnitt der Formation besteht aus grauen, glaukonithaltigen Kreidekalken (Wackestones) mit kleinen, grauen, verkieselten Knollen und aus weißlichen, plattigen Kreidemergeln mit verkieselten Schwammhorizonten, die im Meter-Abstand entweder weich oder verhärtet vorliegen. Das Hangende bilden weiße, mehr oder weniger glaukonitreiche Kreidekalke (ebenfalls Wackestones), die seltene graufarbene Verkieselungen enthalten.
Die Mächtigkeit der Formation de Gimeux ist sehr variabel und schwankt zwischen 50 und 105 Meter im Raum Ribérac und zwischen 80 und 150 Meter im Gebiet des Blattes Mussidan. Die äquivalente Formation d'Atur im Südosten wird nur zwischen 30 und 50 Meter mächtig.
Die Formation de Gimeux entspricht dem unteren Abschnitt der Ammonitenzone des Placenticeras bidorsatum und ist äquivalent zur Ammonitenzone des Menabites delawarensis und dem unteren Abschnitt von Menabites campaniense mit gleichzeitiger Gegenwart mehrerer Pachydiscus wie Pachydiscus dülmensis, Pachydiscus isculensis, Pachydiscus launayi und Pachydiscus levyi.
Makrofossilien sind neben den Ammoniten Placenticeras bidorsatum, Scaphites aquisgranensis, Scaphites hippocrepis und Yokoyamoceras jimboi (extrem selten) der Nautilide Nautilus dekayi, Austern (Pycnodonta vesicularis), Brachiopoden (Rhynchonella contorta und Rhynchonella globata), Bryozoen, Echinodermen (Echinocorys orbis, Epiaster laxoporus, Micraster regularis), Gasteropoden (Pleurotomaria), Muscheln (Plagiostoma maxima), der Rudist Arnaudia arnaudi und Schwämme.
Bei den benthischen Foraminiferen werden ab der Biozone C I Taxa des Oberen Santoniums durch Gavelinella denticulata und ab der Biozone C II durch Gavelinopsis voltzianus ergänzt. Im Périgord noir erscheinen außerdem Anomalina lorneia, Broeckina moureti, Daviesina minuscula, Orbitoides tissoti, Planorbulinella dordoniensis, Praestorrsella roestae und Subalveolina dordonica. Die planktonischen Foraminiferen bilden eine recht konstante Vergesellschaftung von Bolivinoides decoratus und vor allem Globotruncanen, darunter neben Formen des Santoniums Globotruncana arca, Globotruncana conica, Globotruncana sarmientoi und Globotruncana stuartiformis.
Die kalkhaltige Nannoflora wird ab Beginn des Unteren Campaniums gekennzeichnet durch das erstmalige Auftreten von Aspidolithus parcus und durch die reiche Gegenwart von Amphizygus minimus, Praediscophaera cretacea, Watznaueria barnese und anderer.

###### Formation de Segonzac
Die folgende Formation de Segonzac bzw. Formation de Marsaguet (Campanium 2) kann als weiße Kreidekalke oder Kalkmergel mit harten und weichen Wechsellagen gefolgt von glaukonithaltigen Kreidekalken zusammengefasst werden. Sie erzielt im Raum Ribérac und im Raum Mussidan eine Mächtigkeit von 30 bis 45 Meter und bildet die erste Schichtstufe (Cuesta) des Campaniums, welche aber gen Südost langsam verschwindet. Die äquivalente Formation de Marsaguet im Südosten wird 30 bis 40 Meter mächtig.
Im Einzelnen zeigt das 10 bis 15 Meter mächtige Liegende der Formation eine Wechselfolge von Kreidekalkbänken (Wackestones mit einer Bankstärke von 30 bis 100 Zentimeter) und grauweißen Mergeln. Im 15 bis 25 Meter starken Mittelabschnitt folgt ein massiverer, weißgelber Kreidekalk von mittlerer Härte (Wackestone) mit zahlreichen Glaukonitansammlungen und Verkieselungen, darunter große graue Hornsteine mit dunklem Kern. Sehr häufig treten große Bioklastika, Schwammmadeln und Bryozoen auf. Im Hangenden macht sich starke Bioturbation in feinkörnigen bioklastischen Kalken bemerkbar, wobei Glaukonit zwischen die knollenartigen Klasten infiltriert. Hier erscheint auch eine klare, durch Sedimentationsstop verursachte Diskordanz. Die obere Hälfte der Formation wird durch ein Überhandnehmen von kleinen Gasteropoden, Lamellibranchien, Austern und Cycloliten geprägt.
Die Formation de Segonzac/Formation de Marsaguet entspricht dem oberen Abschnitt der Ammonitenzone des Menabites campaniense und dem unteren Abschnitt von Hoplitoplacenticeras marroti – bei gleichzeitiger Anwesenheit von Placenticeras bidorsatum.
Makrofossilien sind die Ammoniten Delawarella delawarensis und Scaphites inflatus, Brachiopoden, Echinodermen und der Inocerame Inoceramus cripsii.
Die Foraminiferenassoziation ist in C III identisch mit den beiden vorhergegangenen Biozonen, enthält aber zusätzlich die Taxa Goupillaudina debourlei, Parella navarroana und Rotalia trochidiformis. Sehr häufig sind Gavelinopsis voltzianus und Pararotalia tuberculifera.

##### Oberes Campanium
Das Obere Campanium (Campanium 3, Campanium 4, Campanium 5 und Campanium 6) setzt diskordant mit der Formation de Biron bzw. der Formation de Coursac/Formation de Journiac ein und bildet die zweite Schichtstufe des Campaniums.
Ab dem Oberen Campanium verflacht sich der Ablagerungsraum und die hydraulische Energie nimmt zu. Der bisher abgesetzte Kalkschlick wird zusehends von detritischen Schüttungen aus Osten zugedeckt. Die Schwämme gehen sehr schnell rapide zurück und an ihre Stelle treten Austern, Einzelkorallen und Rudisten.

###### Formation de Biron
Die Formation de Biron (Campanium 3) ist eine 50 bis 60 Meter mächtige Wechselfolge aus glaukonithaltigen Mergeln mit Wurmbauten und gelb-grünlichen, kreidigen Kalkmergeln. Sie zeichnet sich durch steigenden Tongehalt und dem Erscheinen von benthischen Großforaminiferen aus. Die Formation enthält die Biozonen C IVa, C IVb und C V. Sie überdeckt das Hangende der Ammonitenzone des Hoplitoplacenticeras marroti und das Liegende der Ammonitenzone des Pachydiscus oldhami.
Die angetroffene Fauna ist sehr reichhaltig und vielseitig. Als Makrofossilien fungieren Ammoniten (Baculites, Hoplitoplacenticeras coesfeldiense, Hoplitoplacenticeras marroti, Neancyloceras bipunctatum, Nostoceras polyplocum, Pachydiscus colligatus, Pachydiscus haldemsis, Pachydiscus oldhami, Parapuzosia, Scaphites haugi und Trachyscaphites pulcherrimus), zahlreiche Austern (Ceratostreon matheroni, Costagyra laciniata, Ostrea talmontiana, Pycnodonte vesicularis und Rastellum), Inoceramen (Inoceramus cripsii und Inoceramus impressus), Pectiniden und andere Lamellibranchien (Mytilus dufrenoyi, Neithea quadricostata, Neithea sexangularis und Plagiostoma maxima), Brachiopoden (Rhynchonella globata, Terebratella santoniensis und andere), Bryozoen, Echinodermen (Echinocorys ovalus, Epiaster laxoporus, Offaster pilula und Temnocidaris baylei), seltene Rudisten (Praeradiolites hoeninghausi) und Schwammnadeln.
Kalkhaltige Nannofossilien bilden die folgenden Assoziationen: Biozone Z2 mit Ceratolithoides aculeus gefolgt von Biozone Z3 mit Praediscosphera stoveri und Quadrum gothicum und von Biozone Z4, gekennzeichnet durch das Erscheinen von Lithraphidites praequadratus und das allmähliche Erlöschen von Eiffelithus eximius und anderer.
Die 20 bis 30 Meter mächtige Biozone C IVa setzt oberhalb der Diskordanz mit mehreren Metern an recht glaukonitreichen, grüngelblichen Mergeln ein, welche sehr reich an recht groben Bryozoen- und Echinidenschutt sind. Darüber legt sich eine 15 bis 25 Meter mächtige Folge von abwechselnd harten und weichen, gelben Kreidekalken (Wackestones und Mikrowackestones), die nur spärlich Glaukonit sowie kleine graue Ansammlungen verkieselter Schwämme führen. Die Mikrofauna der Biozone C IVa zeichnet sich durch das erstmalige Auftreten der benthischen Großforaminifere Siderolites praevidali aus – bei gleichzeitigem fast vollkommenen Verschwinden von Gavelinella denticulata und einem bedeutenden Rückgang von Gavelinella costata.
Die folgende Biozone IVb wird 15 bis 20 Meter mächtig und beginnt mit einer vorwiegend mergeligen Serie ohne erkennbare Schichtung. Im Liegenden handelt es sich um einen grau-grünen, glaukonitreichen, massiven Kreidemergel, dessen Tonfraktion 40 Prozent übersteigen kann. Nahezu kreisrunde Wurmbauten sind charakteristisch. Die benthischen Foraminiferen erleben jetzt ein erneutes Aufblühen mit den Taxa Daviesina minuscula, Eponides ornatissimus, Gavelinopsis monterelensis, Siderolites charentensis, Siderolites vidali und Tremastegina roestae. Siderolites praevidali erreichte sein Optimum, wohingegen Rosalina parasupracretacea ihrem Ende entgegenging. In der Formation de Journiac treten hier Abrardia mosae, Larrazetia chartacea und Pseudorbitolina marthae hinzu.
Die abschließende Biozone C V wird 10 bis 15 Meter mächtig und setzt generell die vorangegangene Kalkmergelsedimentation fort. im Liegenden schalten sich jedoch einige harte, resistente, 25 Zentimeter dicke Kalkbänke (Wackestones) ein, welche sehr viel Glaukonit und Austern-Großformen von Pycnodonte vesicularis enthalten. Erstmals tritt neben der Fauna aus C IVb die benthische Großforaminifere Arnaudiella grossouvrei auf. In der Formation de Journiac erscheint neben Larrazetia chartacea und Orbitoides tissoti jetzt Fascispira dordonica, Daviesina minuscula verschwindet jedoch wieder.
Im Großen und Ganzen ähnelt die Formation de Coursac der Formation de Biron, ist jedoch etwas siltiger. Die Formation de Journiac zeigt etwas stärkere Abweichungen, bedingt durch ihre Peloidführung und ein Anwachsen feinkörniger siliziklastischer Fazies, die sich im Gefüge als Packstones/Grainstones bemerkbar machen. Das Hangende der Formation de Journiac bildet im Raum Le Bugue über 20 Meter eine wesentlich detritischere Grainstone-Fazies aus (c5JoG). Sie ist als Pierre de Dordogne bekannt und von weißer, gelblicher bis hin zu rötlicher Farbgebung mit braunen, verkieselten Flecken. Diese Fazies wird als Tempestit gedeutet. Sie schließt mit einer deutlichen, grobkörnigen Transgressionsoberfläche mit Lösungsspuren. Die Fazies enthält zahlreiche pelagische Foraminiferen (Globotruncanen) wie Globotruncana arca arca, Globotruncana fornicata caliciformis, Globotruncana lineiana, Globotruncana saratogaensis und Globigerinelloides aspera.

###### Formation de Barbezieux
Die Formation de Barbezieux (Campanium 4) ist 10 bis 30 Meter mächtig und besteht aus grauen, mergeligen Kreidekalken, aus bioklastischen Kalken mit Orbitoides media und aus Austernschill mit Pycnodonte vesicularis. Zu Beginn, nach dem erstmaligen Auftreten von Orbitoides media, ähnelt sie noch sehr dem unterlagernden Campanium 3, zeigt aber mit 15 bis 20 Prozent einen wesentlich geringeren Tongehalt. Nach einem brüsken Zurückgehen der Schwammnadeln kommt es zu einem rapiden Ansteigen der quarzhaltigen Siltfraktion. Darüber legt sich eine 6 Meter mächtige Wechselfolge aus Kreidekalken (Wackestone/Packstone) und aus grau-weißen, austernreichen Mergelkalken. Weiter im Hangenden wird der das Gestein durchsetzende Glaukonit erneut bestimmend. Die Formation bildet die Biozone C VI und überdeckt das Hangende der Ammonitenzone des Pachydiscus oldhami. Mikrofaziell handelt es sich um sehr weiche, weiße bis gelbe Wackestones und Packstones, die sich zusehends an Intraklasten und bioklastischen Schutt anreichern. Mehrere Kalkbänke an Packstones und bioklastischen Grainstones legen sich dazwischen. Außerdem treten drei bedeutende, 1 bis 2 Meter dicke Austernschillbänke (mit vielen kleinen Pycnodonte vesicularis) hinzu.
Die sehr reichhaltige Fauna weist große Gemeinsamkeiten mit dem Campanium 3 auf, hat aber darüber hinaus Eigenheiten wie die Einzelkoralle Cyclolites elliptica, die Rudisten Biradiolites royanus und Praeradiolites alatus sowie die Seeigel Clypeolampas leskei und Goniopygus royanus.
Die Biozone C VI charakterisiert sich durch das erstmalige Erscheinen von Orbitoides media gefolgt von Bolivinoides draco miliaris, Lepidorbitoides campaniense, Orbitoides megaloformis und Pseudorbitolina marthae. Allmählich verschwinden Fascispira dordonica, Gavelinopsis monterelensis, Larrazetia chartacea, Orbitoides tissoti und Siderolites praevidali. Ostrakoden sind sehr zahlreich (Gattung Bairdia), wohingegen die planktonischen Foraminiferen inmitten der Formation stark zurückgehen und schließlich ganz zum Erliegen kommen.
Mit Beginn des Campanium 4 hatten sich die Ablagerungsbedingungen erneut verflacht. Hierdurch kam es zu einem raschen Verschwinden der Schwämme, die von Austern, Rudisten und Einzelkorallen ersetzt wurden. Die hydraulische Energie nahm zu, so dass der hierdurch erzeugte Organismenabrieb allmählich den vormaligen Kalkschlick zudeckte.
Die äquivalente Formation de Lamonzie ist im Liegenden sehr ähnlich aufgebaut. Das Hangende beginnt feinkörnig bioklastisch mit gelben, sandigen Kalken (Packstone bis Grainstone) und leitet dann in ausgesprochen neritische, sehr bioklastische Sedimente über – weiße bis ockerfarbene, bioklastische Kalke, die in meterstarken Bänken abgesetzt wurden und sehr reich an Austern, Cycloliten und Rudisten (Radiolitiden) sind.
Die ebenfalls äquivalente Formation de Couzé (unterer Abschnitt) ähnelt in ihren Ablagerungen (mit Schrägschichtung und Tempestiten) sehr den gelben sandigen Fazies des oberen Campanium 3.

###### Formation d'Aubeterre
Die 30 bis 50 Meter mächtige Formation d'Aubeterre (Campanium 5) besteht aus gelben bioklastischen Kalken. Sie enthält Rudisten, die benthische Großforaminifere Orbitoides media, Austernschill von Pycnodonte vesicularis und tuffartige Kalke. Sie ist wesentlich kalkhaltiger als die vorausgegangene Formation de Barbezieux und zeichnet sich durch gelbliche bis bräunliche, recht grobkörnige und sehr bioklastische Fazies aus.
Die ersten 25 Meter der Formation sind gelbe bis weiße bioklastische Kalke. Diese sind schlecht gebankt und enthalten zusehends quarzreiche Siltlagen. Mikrofaziell handelt es sich um nur wenig Glaukonit enthaltende, mehr oder weniger rekristallisierte Packstones, die reich an Orbitoiden sind und außerdem Schill von Bryozoen, Echinodermen, Melobesien und Muscheln aufweisen. An der Basis befinden sich zwei Austernschilllagen mit Pycnodonte vesicularis, eine dritte folgt 18 bis 20 Meter höher. Über diese letzte Austernschilllage legen sich 8 bis 10 Meter an gelben Tuffkalken. Die quarz- und glimmerreiche Siltfraktion kann sehr bedeutend werden und zwischen 3 und 5 % des Sediments ausmachen. Es erscheint jetzt Kaolinit, die Smectite gehen auf 70 % der Tonfraktion zurück. Die Kalke der hangenden 10 Meter sind aufgrund einer bedeutenden Rekristallisation oft sehr stark zementiert und liegen in Meterbänken als hellgelbe, harte, knollige Packstones vor. Sie sind reich an Bioklastika wie Austern, Cycloliten, Gasteropoden und Rudisten.
Die nur geringe Ablagerungstiefe der Formation d'Aubeterre hatte eine reiche benthische Makrofauna zur Folge, hierunter Brachiopoden (Rhynchonella rudis, Terebratella santoniensis), Bryozoen, Echinodermen (Cyphosoma delaunayi, Faujasia, Hemiaster nasutulus, Hemiaster prunella, Orthopsis miliaris, Rhynchopygus marmini), Einzelkorallen (Cyclolites elliptica), Gasteropoden (Cerithium, Nerinea bisulcata, Trochus marroti, Turritella), Lamellibranchien (Arca royana, Chama, Lima, Neithea, Ostrea lameraciana, Pectunculus marroti, Trigonia), Ostrakoden (Cythereis, Cytherella, Kikliocythera) und Rudisten (Biradiolites royanus, Bournonia bournoni, Lapeirousia jouanneti, Praeradiolites alatus, Praeradiolites hoeninghausi, Praeradiolites ingens, Praeradiolites saemanni).
Einziger bisher bekannter Ammonit ist Belemnitella mucronata.
Die Biozone C VII ist sehr reich an der benthischen Großforaminifere Orbitoides media, aber auch an Milioliden, Ophthalmiiden, Rotaliden und Textulariiden. Im Gegenzug verringert sich das Nannoplankton und pelagische Foraminiferen verschwinden vollständig. Zum ersten Mal erscheinen jetzt die Taxa Abrardia mosae, Fallotia colomi, Fallotia jacquoti und Orbitoides tissoti (selten), vor dem Aussterben stehen jedoch Daviesina minuscula, Gavelinopsis monterelensis und Siderolites praevidali.
Die Mikrofauna der Biozone C VIII vervollständigt sich durch das Erstauftreten von Orbitoides media megaloformis, Pseudorotalia schaubi und Siderolites charentensis. Im Südosten tritt auch noch Lepidorbitoides bisambergensis erstmals auf. Zu Ende gehen mehrere Taxa, hierunter Lepidorbitoides campaniensis, Mississipina binkhorsti, Orbitoides tissoti, Pararotalia tuberculifera, Pseudorbitolina marthae und Rotalia saxorum. Die Nannoflora ist praktisch dieselbe wie in der Formation de Barbezieux, verliert aber im Mittelabschnitt das Taxon Praediscosphaera stoveri. Vertreten sind ferner Eiffelithus turrisseiffeli, Lithraphidites carniolensis, Lithraphidites praequadratus, Tetralithus gothicus und Tetralithus gothicus trifidus.
Die äquivalente Formation de Lalinde unterscheidet sich nur unwesentlich durch ihren etwas sandigeren Charakter. Einige gelblich-rotfarbene Bänke in sandiger Fazies enthalten Schrägschichtung mit geringem Einfallswinkel und zeigen somit nur relativ schwache Strömungen während der Ablagerung an. Eine Besonderheit ist eine reichhaltige und diversifizierte Schwammfauna mit Chenendopora fungiformis, Jerea clavata, Jerea excavata, Siphonia pyriformis, Tubulospongia dendroides und anderen. Erwähnenswert ist ferner der Ammonitenfund eines Pachydiscus oldhamia und das Erstauftreten von Orbitoides gruenbachensis.
Ebenfalls äquivalent ist die Formation de Couzé in ihrem oberen Abschnitt.

###### Formation de Maurens
Die das Campanium abschließende Formation de Maurens (Campanium 6) wird nur 10 bis 15 Meter mächtig. Anstehend sind blassgelbe tuffartige Kalke mit reichhaltig Orbitoides media sowie gelbe bioklastische Kalke, die große, blonde bis braune Hornsteine aufweisen können. An der Basis findet sich der Rudist Hippurites radiosus. Diese Formation wurde vormals meistens bereits zum Maastrichtium gerechnet.
Die Formation beginnt mit mehreren Metern an gelben Kreidemergeln sehr reich an Orbitoiden. Darüber legt sich ein weißer Kalktuff, in dem Rudistenbiostrome mit Hippurites radiosus und Lapeirousia jouanneti angetroffen werden. Oberhalb der Biostrome folgen 8 bis 10 Meter weiße bis hellgelbe, mehr oder weniger tonige Kalktuffe, in die wie bereits beim Campanium 5 Rudisten eingestreut sind. Hier finden sich auch Austern, Bryozoen, Cycloliten (Cyclolites hemisphaerica) Echinodermen (Faujasia faujasi, Hemiaster prunella), Gasteropoden (Thecidea papillata) und Pectiniden.
Die charakteristische, nur wenig diversifizierte Mikrofauna der Biozone C IX wird durch das Erstauftreten von Siderolites praecalcitrapoides gekennzeichnet. Recht häufig vertreten sind Orbitoides media megaloformis und Siderolites charentensis. Die Nannoflora führt die seltenen Lithraphidites quadratus und Thoracosphaera operculata assoziiert mit Aspidolithus parcus, Eiffelithus eximius, Lithraphidites praequadratus und Quadrum gothicum.
Als seltene Ammonitenfunde sind zu erwähnen Baculites anceps und Brahmaites brahma.
Nach der Ablagerung der Formation de Maurens kam es am Ende der Kreide zu einem sehr raschen eustatischen Meeresspiegelabfall, der mit einem generellen Auftauchen der nordaquitanischen Plattform einherging. Ursache hierfür war die beginnende Krusteneinengung im Pyrenäenraum. Die Verlandung begann im Nordosten, um dann später nach Südwesten überzugreifen. Dies wird bereits in den Kalktuffen der Formation de Maurens angezeigt, welche sehr litorale Sedimente einer proximalen Plattform darstellen und aufgrund der reichen benthischen Fauna mit Orbitoiden und Hippuritiden Seichtwasserbedingungen indizieren.

#### Maastrichtium
Der dritte und letzte Zyklus während des Maastrichtiums (Formation c7) ist regressiver Natur. Nach anfänglicher Ablagerung von bioklastischen Rudistenkalken und vereinzelten Riffen aus Rudisten und Einzelkorallen kommt es zu einer deutlichen Meeresspiegelabsenkung und schließlich zur Emersion. Das Meer zieht sich sukzessive bis hinter die Linie Arcachon-Toulouse zurück. Gleichzeitig entstehen am Nordrand vereinzelte flache Faltenzüge mit variszischer Streichrichtung (Ostsüdost und Südost).
Anmerkung: Da die Formation de Maurens nicht mehr dem Maastrichtium angehört, sondern das Ende des Campaniums darstellt, sind im Département Dordogne keine Sedimente des Maastrichtiums an der Oberfläche mehr anstehend. Es wurden aber in Bohrungen hier und dort noch taschenartige Reste von Unterem Maastrichtium angetroffen, welche der vortertiären Erosion entgangen waren.

### Känozoikum

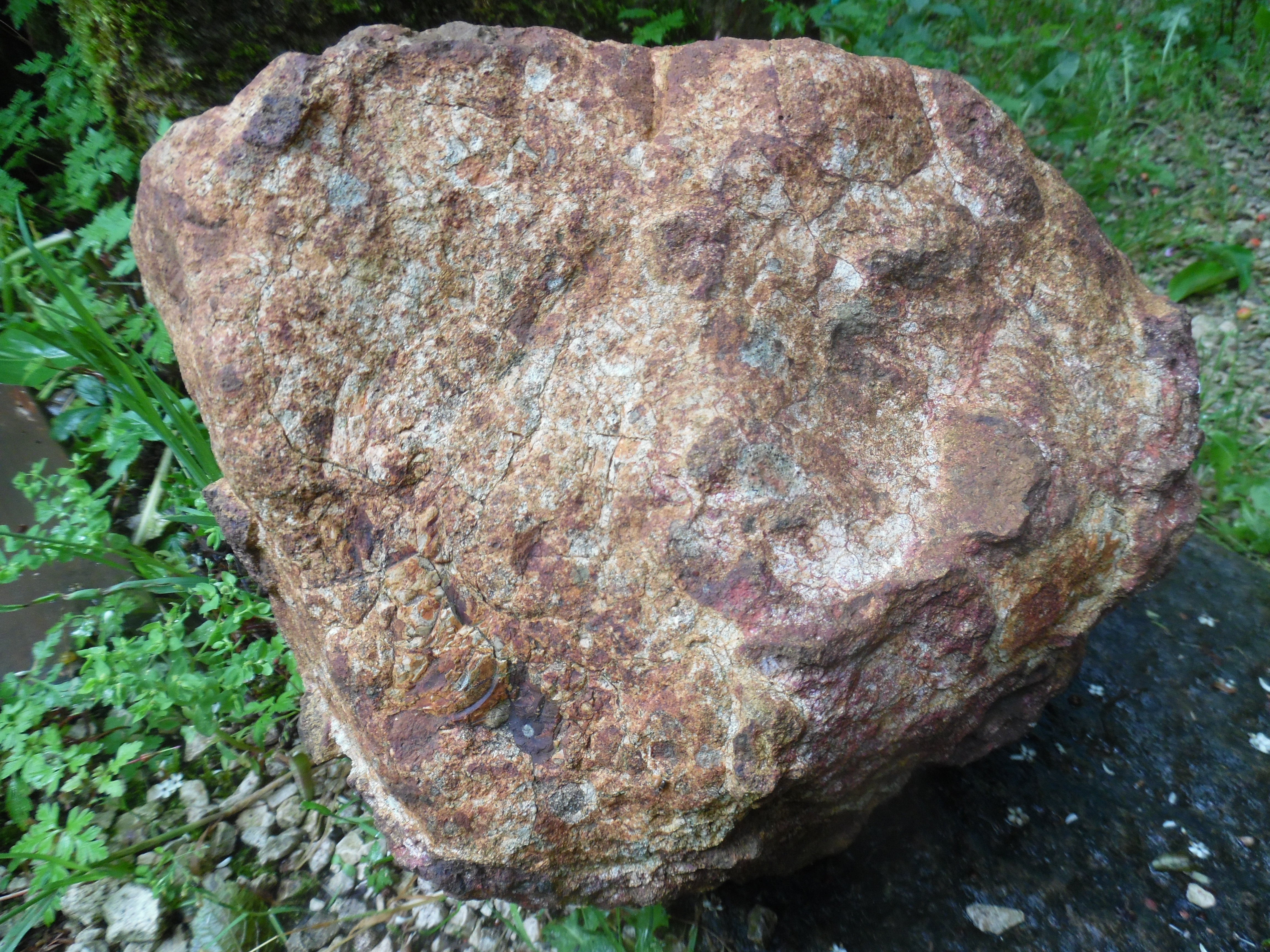
Sidérolithique-Findling bei Saint-Martial-de-Valette

Die kontinentalen Ablagerungen des Känozoikums folgen im Département Dordogne generell im Südwesten der Oberkreidesedimente. Sie unterlagern die Double zwischen Ribérac und Montpon-Ménestérol, den gesamten Landais nordwestlich von Bergerac und die nördliche Guyenne bzw. Bergeracois zwischen Monpazier und Eymet. Die hier Ost-West verlaufenden Flusstäler von Isle und Dordogne mit ihren Alluvialablagerungen trennen die Double vom Landais bzw. den Landais von der Guyenne. Die känozoischen Sedimente finden sich aber auch als verstreute Vorkommen auf dem Oberkreideplateau und zum Teil sogar direkt dem Grundgebirge auflagernd (so bei Jumilhac-le-Grand). Oft bilden sie langgezogene, fluviatile Kieszüge in Nordost-Südwest-Richtung wie beispielsweise das Konglomerat von Saint-Crépin-de-Richemont.
Die progressive Verlandung des Aquitanischen Beckens ausgehend von seinem Nordostrand ging mit einer bedeutenden subaerischen Erosion einher, die in den detritischen Schwemmfächern mehrere Verebnungsniveaus herauspräparierte. Gut sichtbar ist im Périgord, im Quercy und im Agenais die Verebnungsfläche des Unteren Miozäns (Aquitanium), die meist stark verkieselt ist.

#### Paläozän
Während des Paläozäns folgt die Küste weiterhin in etwa der Linie Arcachon-Toulouse. Nördlich dieser Linie (in der Nordaquitanischen Zone) ist die Sedimentation kontinental – rote Tonsteine, Sande und lakustrine Kalke. Der generelle Meeresrückzug aus dem nördlichen Aquitanischen Becken hatte eine intensive Restrukturierung und Alteration der Kalkablagerungen bewirkt. Das tropisch heiße und feuchte Klima potenzierte diese Kontinentalisierung, die mit verstärkter Bodenbildung, Karstifikation und Erosion einherschritt. Die Kreideformationen wurden folglich von einem dicken Mantel an tonreichen, hornsteinführenden Alteriten eingehüllt.
In der Dordogne sind keine Sedimente des Paläozäns vorhanden – ausgenommen einer schwarzen Tonschicht an der Basis des Unteren Eozäns, die mittels ihres
Mikrofossilinhalts ins Thanetium eingeordnet werden konnte.

#### Eozän
Ab dem Eozän lassen sich im Westen des Départements folgende Formationen für das kontinentale Känozoikum unterscheiden (vom Hangenden zum Liegenden):
- Kiesschüttungen (e-IV) – Eozän bis Quartär
- Formations d’Oriolles et de Passirac (pO-P) – Pliozän
- Formation de Boisbreteau (g2B), oberer Abschnitt – Oberes Oligozän
- Formation de Boisbreteau (g1B), mittlerer Abschnitt – Unteres bis Mittleres Oligozän
- Formation de Boisbreteau (e7B), unterer Abschnitt – Oberes Eozän
- Formation de Beau-Repos (e5BR) – Mittleres Eozän
- Formation de Guizengeard (e4G) – Unteres Eozän
- Formations du Ramard et de Bernet (e4R-B) – Unteres Eozän

Im Südosten (Blatt Thenon) gilt folgende Einteilung:
- Formation de la Maurandie (pMd) – Pliozän
- Formation de la Garde (g1LG) – Unteres Oligozän
- Formation de Rouffignac (e6-7Rf) – ausgehendes Mittleres Eozän bis Oberes Eozän
- Formation de Limeyrat (e5-6Lm) – Mittleres Eozän
- Formation de Mortemart (e3-4Mm) – Paläozän bis Unteres Eozän

Der Südwesten (Blatt Eymet) und der Süden (Blatt Belvès) besitzen bereits eine vollkommen anders geartete tertiäre Schichtfolge, da sie ab dem ausgehenden Mitteleozän eine palustrische Sedimentation mit Molassen und Süßwasserkalken aufweisen:
- Calcaires blancs de l'Agenais (m1a) – Unteres Miozän (Aquitanium)
- Molasses de l'Agenais, oberer Abschnitt (g2-3) – Oberes Oligozän
- Calcaires de Monbazillac (g2C, auch g1Mb) – Oberes Oligozän
- Molasses de l'Agenais, unterer Abschnitt (g2) – Oberes Oligozän
- Calcaires de Castillon (g1) bzw. Formation de la Bessède (g1Bs) – Unteres Oligozän
- Molasses du Fronsadais, Abschluss (g1M) – Unteres Oligozän
- Molasses du Fronsadais, oberer Abschnitt (e7c-d) – Oberes Eozän
- Calcaires d'Issigeac (e7cC) – Oberes Eozän
- Molasses du Fronsadais, mittlerer Abschnitt (e7cM) – Oberes Eozän
- Molasses du Fronsadais, unterer Abschnitt (e7bM) – Oberes Eozän
- Calcaires type Ondes bzw. Calcaires de Beaumont (e7a-b) – Oberes Eozän
- Argiles à Palaeotherium (e7a) Oberes Eozän
- Molasses inférieures (Untere Molassen – e6-7) – Mittleres bis Oberes Eozän
- Formation de Saint-Georges (Sehr eisenreiche Grobsande –e5-6) – Mittleres Eozän
- Formation de Sauteloup (Feinsande und gesprenkelte weiße Tone – e3 bzw. e3-4) – Unteres Eozän

Die vormals gebräuchliche Unterscheidung in Sidérolithique (für das Untere bis Mittlere Eozän) und Sables du Périgord (für das Mittlere bis Obere Eozän) sollte nicht mehr verwendet werden, da es sich um fazielle Bezeichnungen handelt.

##### Unteres Eozän
Im Unteren Eozän (Sparnacium – e3 und Ypresium – e4) erfolgt eine erneute Transgression, das Meer stößt in die Landes, ins Médoc und bis südlich von Oléron vor, im Südosten erreicht es die Montagne Noire. Im kontinental gebliebenen Nordosten lagern sich zur gleichen Zeit eisenreiche Sande (in der Charente) und Molassen (im Libournais und im Agenais) ab. Die kontinentalen Sedimente stammen bis ins mittlere Ypresium vorwiegend aus dem Zentralmassiv.
Der trockengebliebene Nordteil des Aquitanischen Beckens war eine weit ausgedehnte sumpfige Niederung, in die zwei große Zuflusssysteme mündeten – eines aus nordöstlicher Richtung vom Nordlimousin, das andere aus Osten und Südosten von den Monts du Cantal. Ersteres war von überwiegender Bedeutung, wohingegen letzteres in die Double, den Landais und in das Bergeracois sedimentierte. Die Ablagerungen erfolgten diskordant über die Oberkreide hinweg und bauten insbesondere in der Double und im Landais allmählich eine weite alluviale Ebene auf, welche von einem Zopfstromnetz mit großen dazwischenliegenden Überschwemmungsgebieten durchzogen wurde.
Im Verlauf des Ilerdiums (marines Unteres Ypresium) sedimentieren kaolinhaltige Tone in ausgedehnten Sumpfgebieten und moorige Abschnitte ermöglichen die Bildung von Torf. Zu Beginn des Cuisiums (Oberes Ypresium) macht sich die Pyrenäenorogenese deutlich spürbar – was zu einer Verjüngung des Reliefs im Massif Central mit beiträgt. Die Folge ist eine erhöhte Sedimentschüttung mit Grobsanden im Entwässerungsnetz des Massif Central. Gegen Ende des Cuisiums kommt es aufgrund global absinkenden Meeresspiegels zur Regression, wodurch sich große Deltakörper in Richtung offenes Meer hinausschieben. Im Westen der Dordogne entwickeln sich jetzt Mangroven mit kohlenstoffreicher Tonsedimentation.
Die Mikroflora des Unteren Eozäns (Sparnacium) ist reich an Pollen (Inaperturopollenites hiatus, Milfordia minima, Nudopollis terminalis, Plicapollis pseudoexcelsus, Sparganiaceaepollenites sparganioides, Subtriporopollenites constans, Triatriopollenites engelhadtioides, Triatriopollenites maculatus, Tricolporopollenites cingulum), an Sporen (Camarozorasporites eocenicus, Cicatricosporites dorogensis, Leiotriletes adriennis, Polypodiaceoisporites potoniei u. a.), sowie an Myricaceen, an Sapotaceen usw.

###### Formations du Ramard et du Bernet
Diese Doppelformation, deren Mächtigkeit zwischen wenigen Metern und 10 Metern schwankt, besteht aus schwarzen Tonen, weißen kaolinhaltigen Tonen und grauen Sanden mit versteinerten, schwarzen Holzresten. Sie liegt gewöhnlich über Mergeln des Campaniums und wird ins Untere Eozän (Sparnacium bzw. Ilerdium) gestellt. Ihr Auftreten ist sporadisch, linsig und bildet Taschen in Karstdepressionen. Die Formations du Ramard et du Bernet wird meist in Bohrungen angetroffen, an der Oberfläche wird sie nur von wenigen Steinbrüchen aufgeschlossen.
Die Grenzschicht zu den campanischen Mergeln aus schwarzen Tonen konnte aufgrund ihrer reichhaltigen und diversen Mikroflora und dem enthaltenen Phytoplankton bereits dem Thanetium (Oberes Paläozän – e2) zugeordnet werden. Angetroffen werden unter anderem Apectodinium homomorphum, Areoligera coronata, Basopollis atumescens, Exochosphaeridium bifidum, Interpollis supplingensis, Minorpollis minimus, Spiniferites ramosus und Triatriopollenites roboratus.

###### Formation de Guizengeard
Die Formation de Guizengeard aus dem Cuisium (Untereozän) schwankt sehr stark in ihrer Mächtigkeit, von wenigen Metern bis hin zu 30 Meter. Sie besteht aus Sanden, Kiesen und hellgrauen, kaolinhaltigen Tonen mit rötlicher Marmorierung. Die Formation ist punktuell anstehend und kann faziell sehr unterschiedlich ausgebildet sein mit einer überwiegend sandigen (bis zu 25 Meter), sandig-tonigen oder tonigen Fazies. Auch greift sie gelegentlich bis auf die schwarzen Tone des Thanetiums herab. In Bohrungen erscheinen an der Basis oft weiße, glimmrige, kaolinhaltige Feinsande. Sie sind strukturlos und örtlich an organischer Materie und Pyrit angereichert. Darüber legen sich creme- bis rosafarbene Tone, die an der Luft erbleichen und rötliche, weinrote bis ockerfarbene Marmorierungen bzw. eisenreiche Streifungen und Konkretionen aufweisen. Die mehrere Meter dicken Tone werden als Rohstoff zur Ziegelherstellung verwendet. Sie enthalten eine Feinsiltfraktion und Quarzkörner im Millimeterbereich. Ihre Tonfraktion besteht zu 70 bis 90 % aus Kaolinit, etwas Illit und Illit-Smektitlagen.

##### Mittleres Eozän
Im Mittleren Eozän (Lutetium – e5 und Bartonium – e6) setzt der Anstieg des Meeresspiegels erneut ein. Die detritischen Sedimente mit Herkunft aus dem Zentralmassiv (Tone, Sande, Schotter) beschränken sich mittlerweile nur noch auf eine schmale Randzone am Nordostrand. Im Périgord und im Quercy breitet sich zu diesem Zeitpunkt der Sidérolithique aus – eisen-/aluminiumreiche Sedimente, die aus lateritähnlichen Ablagerungen hervorgegangen sind. Das Klima war während des Mittleren Eozäns heiß und feucht. Die beginnende Heraushebung der Pyrenäen war auch im Zentralmassiv spürbar, dessen zuvor stark eingeebnetes Relief sich verjüngte. Das vom Zentralmassiv ausgehende Zopfstromnetzwerk folgte generell einer südwestlichen Richtung und lieferte bei violenten Hochwassern enorme Mengen an grobkörnigen Sedimenten. Es mündete im Libournais, das damals unter starker Subsidenz stand.
Zu Beginn des Lutetiums hatte sich der iberische Block (Iberia) sehr eng an Europa angenähert, so dass die vom Pyrenäenraum ausgehenden Kompressivkräfte sehr intensiv wurden. Sie erfassten auch die nordaquitanische Plattform im Bordelais, in der Charente und im Périgord, weswegen die Antiklinalrücken im nördlichen Aquitanischen Becken nun erneut in Nordwest-Südost-Richtung gefaltet wurden. Im Oberen Lutetium wurde sodann der Höhepunkt der Pyrenäenorogenese erreicht, die Einengung hatte jetzt auch das Baskenland ergriffen. Zur selben Zeit unterliegt Nordaquitanien einer intensiven feralitischen Verwitterung, vor allen Dingen an den aufgetauchten Randzonen im Périgord, im Quercy und im Limousin. Ursachen sind das heiße, aggressive Klima und die jähe Meeresspiegelabsenkung am Ende des Bartoniums.

###### Formation de Beau-Repos

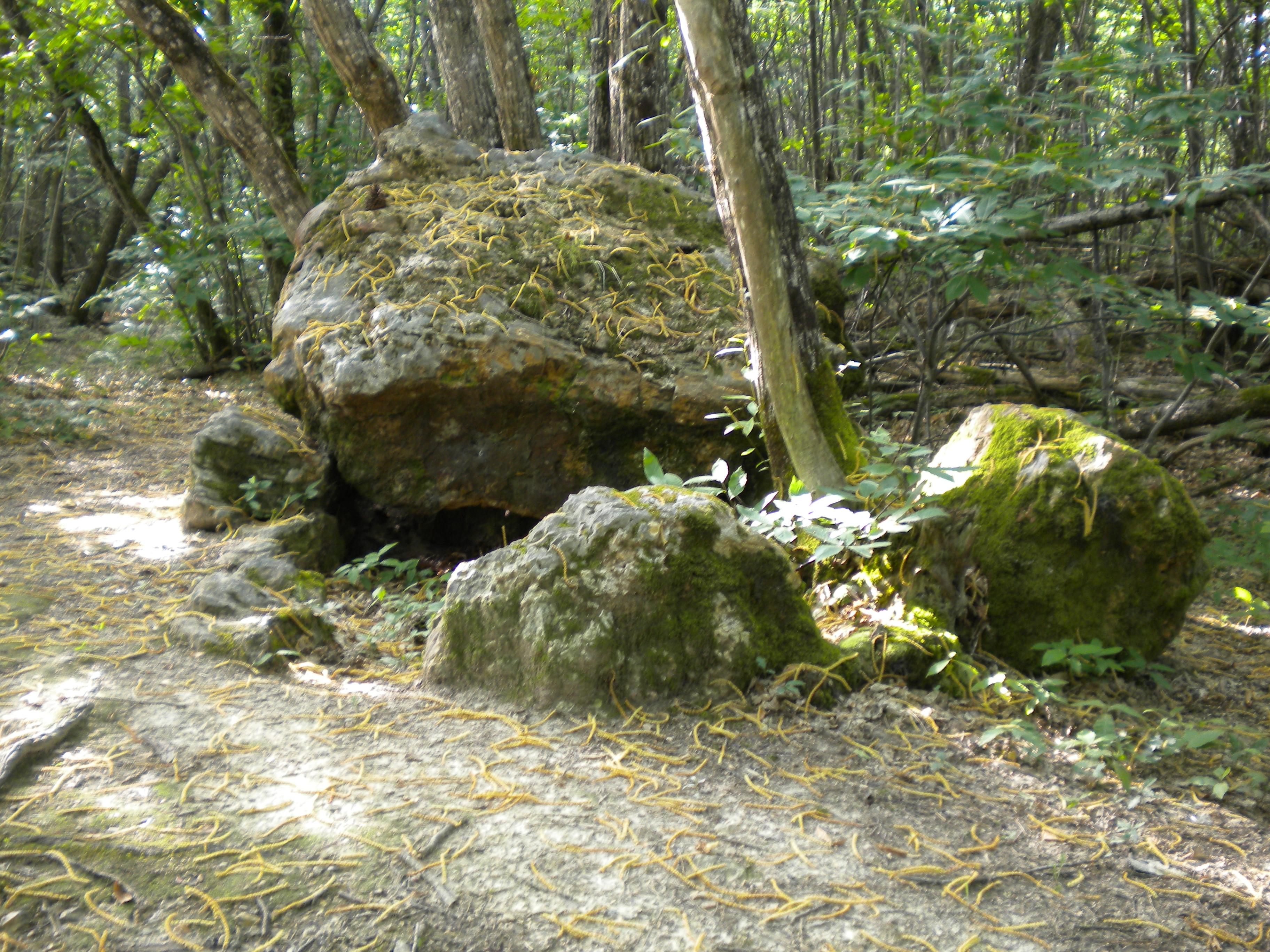
Das Dolmen von Peyre-Brune bei Saint-Aquilin ist aufgebaut aus der Formation de Beau-Repos

Die Formation de Beau-Repos des Lutetiums schwankt in ihrer Mächtigkeit zwischen mehreren Metern und 35 Meter. Sie setzt sich zusammen aus feldspatreichen Sanden, Kiesgeröllen und grünlichen sandigen Tonen mit rötlicher Marmorisierung. Anzumerken ist, dass Verwitterungsvorgänge des Pliozäns/Quartärs die Sedimente schwer angegriffen haben, welche bedingt durch Eisenoxide jetzt meist orangegelb bis rot eingefärbt sind.
Die Formation ist eindeutig diskordant gegenüber sämtlichen unterlagernden Einheiten und beginnt mit massiven siliziklastischen Ablagerungen, hervorgegangen aus dem Transport von feldspatreichen Grobsanden und Kiesen. Gewöhnlich bildet sie die erste und bedeutendste tertiäre Formation, die den Oberkreidekalken aufliegt.
In der Formation de Beau-Repos lassen sich zwei bis drei Flusssequenzen von je 10 bis 15 Meter Mächtigkeit erkennen. In ihrem Liegenden werden quarzhaltige Grobsande durch eine hellgrüne Tonmatrix verkittet. Sehr häufig sind große, zerbrochene Feldspäte mit Eisenüberzug. Die grobe Fraktion besteht aus Kiesen mit weißgrauen und rosafarbenen Quarzitgeröllen, die gewöhnlich nur mehrere Zentimeter messen, ausnahmsweise aber auch 10 bis 15 Zentimeter erreichen können. Schrägschichtung in Trogform ist sehr verbreitet, welche auf eine nach Südwest orientierte Paläoströmung hindeutet. Das Hangende der Flusssequenzen wird von grünen, sandigen, feldspatreichen Tonen gebildet. Sie zeigen großdimensionierte, rotfarbene Marmorierungen mit Wurmbauten und weißen, schlauchförmigen Sandfüllungen – hervorgegangen aus intensiven pedogenetischen Veränderungen gegen Ende der Sequenz. Die Tonfraktion wird mit 40 bis 70 % von Kaolinit dominiert, gefolgt von 12 bis 45 % Illit und 10 bis 20 % Smektiten. Dieses Verhältnis kann sich aber durch örtliche diagenetische Umwandlungen auch bis zu rund 60 % Smektiten (vor Kaolinit) verschieben.
Eine Besonderheit der Formation de Beau-Repos sind sekundäre Verkieselungen von grau-grünlicher bis grau-bräunlicher Farbgebung, die sogenannten Grisons. Sie zeigen sehr unterschiedliche petrographische Charakterzüge, da die Zementierung sowohl die Sande als auch die siltigen Tone betroffen hat und außerdem großeUnterschiede im Grad der Verhärtung aufweist. Die Verkieselungen können bis an die 14 Meter Mächtigkeit erreichen und werden örtlich als Baustein verwendet. In der Megalithkultur waren sie geschätzt als Abdeckplatten von Dolmen, wie beispielsweise das Dolmen von Peyre-Brune bei Saint-Aquilin.

##### Oberes Eozän
Während des Oberen Eozäns (Priabonium bzw. Ludium – e7) beginnt dann ein erneuter Meeresrückzug. Östlich von Bordeaux treten bereits kontinentale Molassen in Erscheinung, die südlich der Gironde in gipsführende Formationen übergehen.
Ab dem Beginn des Oberen Eozäns wird der größte Teil der Nordaquitanischen Zone von Sümpfen und Seen bedeckt, welche eine riesige, im Agenais, im Marmandais und im Entre-Deux-Mers gelegene Schwemmebene umrahmen. Erstmals erscheinen jetzt karbonatische Molassen im Aquitanischen Becken. Weiter nördlich in der Charente und im westlichen Périgord setzen sich die Flussablagerungen fort, unterbrochen von pedogenetischen Alterationen.
Erwähnenswert ist die Säugetierfauna in den Argiles à Palaeotherium. Gefunden wurden Kieferreste von Xiphodon intermedium und Zähne von Palaeotherium magnum stehlini, die beide der Zone MP 17 angehören. Stratigraphisch etwas höher (Mittleres Ludium) treten bei Sainte-Croix-de-Beaumont neben Artiodactyla Palaeotherium magnum girondicum und Palaeotherium medium auf. Im Oberen Ludium fanden sich hier außerdem Anchilophus und Palaeotherium magnum magnum. Weitere Funde aus dem Niveau der Calcaires d'Issigeac (ebenfalls Oberes Ludium) sind Acotherulum saturninum, Amphimeryx murinus, Amphiperatherium minutum, Dichobune leporina, Diplobune secundaria, Saturnina gracilis und Xiphodon gracile. Vertreten sind auch Charophyten mit dem Taxon Psilochara.

###### Formation de Boisbreteau – unterer Abschnitt
Die Formation de Boisbreteau wird in drei Abschnitte unterteilt, deren unterer im Priabonium sedimentiert wurde. Der mittlere und obere Abschnitt gehören bereits ins Oligozän. Der untere Abschnitt wird 3 bis 10 Meter mächtig und baut sich aus braunen tonreichen Sanden auf, in denen Kiesgerölle und graue siltige Tone mit gelblichen Flecken auftreten.
Im Wesentlichen sind diese Sedimente aus Umlagerungen von Alteriten hervorgegangen, welche sich am Rande des Périgords gegen Ende des Mittleren Eozäns gebildet hatten. Stratigraphisch liegen sie zwischen der Formation des argiles à Palaeotherium (Palaeotherium-Tone) aus dem Unteren Priabonium und den Molasses du Fronsadais (unterer und mittlerer Abschnitt) aus dem Oberen Priabonium.
Das Liegende des unteren Abschnitts enthält bräunliche oder rötliche, tonige Sande mit spärlichen, 3 bis 5 Zentimeter messenden Quarzitgeröllen von oft rosa Färbung. Das Hangende wird generell von siltigen, manchmal auch sandigen Tonen gebildet. Diese sind beige bis gelbfarben und werden von zahlreichen ockerfarbenen Rostflecken durchsetzt, außerdem sind auch kleinere eisenreiche Lagen vorhanden.
Der Kontakt zwischen Lutetium und Priabonium kann brutal erfolgen, wobei die zu beobachtende Diskordanz einem Hartgrund entspricht, welcher von einem Paläoboden unregelmäßig durchdrungen wird. Die aufliegende eisenreiche Panzerung der Diskordanz – sie kann sich aus 30 bis 60 Zentimeter an sehr eisenhaltigen, ziegelroten, sandigen Tonen zusammensetzen – ist typisch für Lateritumwandlungen, wie sie beispielsweise im Périgord noir an der Grenze Mittleres/Oberes Eozän sehr schön zu beobachten sind.
Die Tonfraktion wird im Mittel von 30 bis 40 % an Smektiten eingenommen, welche mit Kaolinit, Illit und Schichtkomplexen von Illit/Smektit assoziiert sind.

#### Oligozän
Zu Beginn des Oligozäns bewirkt ein letzter eustatischer Meeresspiegelanstieg von Bedeutung eine Transgression im Norden des Aquitanischen Beckens. Das Rupel-Meer transgrediert hierbei auf eine sehr proximale Plattform und hinterlässt als litorale Ablagerungen den Calcaire à astéries (Asterienkalk) im Entre-Deux-Mers, wohingegen in den tieferen Becken von Parentis und den Landes feine Tone und Mergel abgesetzt werden. Im Westen der Dordogne (Ribéracois) setzen sich die Flussablagerungen in einem zusehend kompetenteren Entwässerungsnetz fort, Konglomerate und Grobsande werden hier jetzt diskordant abgesetzt.
Das Meer zieht sich schließlich gegen Ende des Oligozäns (Chattium) aufgrund eines drastischen Meeresspiegelrückgangs sehr weit zurück. Dieser generelle Rückzug wird von tektonischen Bewegungen begleitet, die im Norden und im Zentrum des Aquitanischen Beckens antiklinale Rücken entstehen lassen.

##### Rupelium
Das Untere Oligozän (Rupelium bzw. Sannoisium – g1) erbrachte in den Calcaires de Castillon eine zu M 18 oder M 19 gehörende Säugetierfauna mit den Artiodactyla Amphimeryx murinus, Dichobune leporina und Xiphodon gracile, mit den Perissodactyla Palaeotherium curtum und Plagiolophus, mit dem Nagetier Blainvillimys rotundideus, sowie mit Krokodil- und Schildkrötenresten. Die zugegenen Charophyten Harrisichara tuberculata, Krassavinella blayaei, Nitellopsis aemula und Rhabdochara stockmansi deuten auf die stratigraphische Nähe zur Grande Coupure an der Grenze Eozän/Oligozän. Unmittelbar unterhalb der Kalke fand sich eine Makrofauna aus dünnschaligen Gasteropoden und Lamellibranchien, glattschaligen Ostrakoden und Charophyten-Gyrogoniten der Gattungen Rhabdochara und Sphaerocara – was ein lakustrines Milieu mit geringer Wassertiefe indiziert. Auch Pflanzenreste von Compositae, Laevigatosporites haardti und Pinus diploxylon wurden gefunden.

###### Formation de Boisbreteau – mittlerer Abschnitt
Der mittlere Abschnitt der Formation de Boisbreteau wird zwischen 10 und 20 Meter mächtig. Er besteht aus feldspathaltigen Sanden und geröllhaltigen Kiesen, darüber legen sich grüne siltige Tone. Generell baut sich der mittlere Abschnitt der Formation aus zwei übereinanderliegenden, einander recht ähnlichen Sequenzen auf. Beide Folgen beginnen in ihrem Liegenden mit geröllführenden Grobschüttungen. Die Gerölle sind entweder aus Quarz oder milchweißem Quarzit und werden von einer hellgrünen Ton-Feldspat-Matrix umhüllt. Es folgen recht grobe Quarzsande, die mit mehr oder weniger pulvrigen Feldspatklasten vermischt sind. Stellenweise ist trogförmige Schrägschichtung vorhanden. Progressiv erscheinen dann kompakte, Smektit-haltige grüne Tonsteine mit 2 bis 4 Meter dicken Sandlinsen. Die Tonsteine sind meist oxidiert und manifestieren im Hangenden rötliche bis weinrote Flammungen sowie vertikale, sandverfüllte Wurmbauten und die Reste eines ehemaligen Wurzelnetzwerks.
Gen Norden erfolgt eine generell Mächtigkeitsabnahme, dennoch sind auch hier die beiden Sequenzen noch gut zu erkennen, auch wenn sie weitaus grobkörniger ausgebildet sind.
Die Tonfraktion wird mit 80 bis 90 % eindeutig von Smektit dominiert, vorhanden sind neben etwas Kaolinit und Illit auch Schichtkomplexe von Illit-Smektit.

##### Chattium
Fossilfunde des Oberen Oligozäns (g2 – Stampium bzw. g3 – Chattium) stammen aus dem unteren Abschnitt der Molasses de l'Agenais. Die angetroffenen Säugetiere gehören der Zone MP 21 oder MP 22 an. Es handelt sich hierbei um kleine Artiodactyla ungenauer Zuordnung, um den Perissodactyla Plagiolophus fraasi, um die Nagetiere Blainvillimys gregarius, Pseudoptinomys major und Theridomys major sowie um Krokodil- und Schildkrötenreste. Beigesellte Charophyten sind Harrasichara tuberculata, Nitellopsis meriani und Rhabdochara major.

###### Formation de Boisbreteau – oberer Abschnitt
Der obere Abschnitt der Formation de Boisbreteau stammt aus dem Chattium und wird zwischen 10 und 18 Meter mächtig. Vorwiegend handelt es sich um feldspatreiche Sande, Kiese mit großen Geröllen und schließlich grünliche sandige Tone. Wie auch die beiden Sequenzen des Rupeliums beginnt der obere Abschnitt mit 3 bis 4 Meter mächtigen, feldspatreichen Grobsanden, die als Megarippeln und deren Tröge strukturiert sein können. Auch sie führen Kiesel aus Quarzit und milchweißem Quarz. Das 3 bis 4 Meter mächtige Hangende der Flusssequenz baut sich aus blassgrünen, sandigen oder siltigen Tonen auf, in welchen Feldspat und Glimmer angetroffen werden.
Die Tonfraktion enthält mit 60 bis 80 % nur unwesentlich weniger Smektit, auch hier treten Illit und Kaolinit hinzu sowie unregelmäßige Schichtkomplexe.

#### Miozän
Mehrere eustatische Meeresspiegelschwangungen von relativ geringer Amplitude ließen den Atlantik im Verlauf des Miozäns erneut bis nach Bordeaux vordringen. Auf einer sehr proximalen Plattform mit sehr unterschiedlichen Fazies bestanden Litoralbereiche, in denen sich eine sehr fossilreiche Fauna an Gasteropoden und Lamellibranchien ansammelte (ihre Ablagerungen werden als Faluns bezeichnet). Weiter im Osten und Südosten breitete sich die Seenlandschaft des Agenais aus, in der sich im Unteren Aquitanium die Calcaires blancs und im Oberen Aquitanium der Calcaire gris absetzten. Die Calcaires blancs sind im Blatt Eymet anstehend.
Das Obere Miozän (Tortonium und Messinium) wird sodann von einem sehr drastischen Meeresrückzug nach Westen geprägt. In den trockengefallenen Gebieten im Norden und Osten beginnt sich bereits das aus dem Zentralmassiv entwässernde, noch heute bestehende Flussnetz zu etablieren.

#### Pliozän
Im Pliozän (Zancleum) beschränkt sich das Meer letztlich nur noch auf einen schmalen Streifen in der Nähe des Arcachon-Beckens südlich von Soustons.
Neue Schwemmfächer dringen in das Zentrum des Aquitanischen Beckens vor, zu erkennen beispielsweise an den Deltaablagerungen der Landes und der Gascogne. Flussaufwärts zeichnet sich ein Paläoflussnetz aus Zopfströmen ab, das den Vorläufer der Flussläufe im Quartär darstellen sollte. Im Westen der Dordogne werden jetzt letzte Ablagerungen zurückgelassen, in welche sich dann im Unteren Quartär das jetzige Stromnetz einzuschneiden begann.

##### Formations d’Oriolles et de Passirac
Die aus dem Pliozän stammende Doppelformation Formations d’Oriolles et de Passirac wird zwischen 5 und 10 Meter mächtig. Sie baut sich aus Grobsanden, Kiesgeröllen und kleinen Kiesbänken auf, welche in eine tonige/feldspathaltige Matrix mit rotgetüpfelten Flecken eingebettet sind. Im Hangenden erscheinen große Kiesgerölle.
Diese letzten detritischen Ablagerungen des Tertiärs treten fetzenweise auf Hochstellen von Höhenzügen auf. Die Doppelformation hat sich als rotgefärbte, feldspathaltige Grobsande mit Geröllen aller Art (Quarze, Granite, Sandsteine etc.) auf den grünen Tonen der Formation de Boisbreteau ausgebreitet. Dabei hat sie mehrere Dezimeter große Blöcke aus den unterlagernden grünen Tonen an ihrer Sohle wieder aufgearbeitet und inkorporiert. Bündel an Schrägschichtungen und zahlreiche hydraulische Rücken zeigen oft sehr steiles Einfallen und werden durch recht junge pedogenetische Phänomene hervorgehoben. Die Strukturen geben Zeugnis von sehr hochenergetischen Strömungsgeschwindigkeiten innerhalb der Kanäle des damaligen Zopfstromsystems. Das Hangende wird meist von gelblichen, stellenweise stark oxidierten Schlammtonen repräsentiert.
Örtlich werden diese tertiären Sedimente von einer nur 1 bis 2 Meter mächtigen, äußerst grobklastischen Überdeckung eingehüllt – Zeugnis einer letzten, sehr energetischen Transportphase. Hierbei handelt es sich um Mittel- bis Grobkies von 10 bis 15 Zentimeter Durchmesser. Die generell sehr hellen Gerölle stecken in einer dürftigen Sandmatrix. Anwesend sind Gerölle aus rosa, grau oder weiß gefärbtem Quarz, Quarzit, Achatquarz, Granit, Gneis, Chert, Sandstein und dergleichen.

##### Kiesschüttungen
Vor dem endgültigen Eingravieren des heutigen Flussnetzes hat sich noch eine letzte Phase fluviatiler Kiesschüttungen ereignet, die in ihren genauen Ausmaßen aber nur recht ungenau bekannt sind, da meist nur wenige Meter mächtige Fetzen erhalten blieben (beispielsweise nördlich des Dronne-Tals). Ihre Kiesfraktion von recht heller Farbgebung besitzt mittlere bis kleine Durchmesser und ist in eine Sandmatrix eingebettet. Ausgangsmaterial ist Quarz, Sandstein und angegriffenes Kristallin. Das Alter der Schüttungen ist nicht genau bekannt, sehr wahrscheinlich Pliozän bis Quartär, möglicherweise aber auch älter, da im Liegenden Kiesgerölle aus dem Eozän und Oligozän enthalten sind.

#### Quartär
Im Verlauf des Quartärs bewirkten die sich abwechselnden Warm- und Kaltzeiten eine enorm starke geomorphologische Überprägung des Périgords und verliehen ihm das aktuelle Landschaftsbild. Das hydrographische Entwässerungsnetz vertiefte sich Schritt für Schritt auf sein heutiges Niveau mit dem jetzigen Verlauf und hinterließ dabei charakteristische Terrassensysteme. Überall setzten sich Karstifizierung der Karbonate, Oberflächenumwandlungen und periglazial bedingte Prozesse weiter fort. Noch sehr rezente tektonische Bewegungen fanden an den Antiklinalstrukturen statt, wie z. B. am Rücken von Chalais-Saint-Félix, die sich auf pliozäne und quartäre Sedimente auswirkten.

##### Flussterrassen
Die drei letzten pleistozänen Eiszeiten Mindel, Riss und Würm konnten auch im nördlichen Aquitanischen Becken nachgewiesen werden, hauptsächlich durch die unterschiedlichen Flussterrassen im Entwässerungsnetz. Allein im Flusstal der Dronne können 9 Terrassensysteme ausgeschieden werden, deren höchstes Niveau gut 75 Meter über dem aktuellen Pegel zu liegen kommt. Die ersten beiden Terrassen (Ft und Fu) sind sogar noch älter als die Mindelvereisung (Älteres Pleistozän und Günzeiszeit). Die nächsten beiden Terrassen (Fw1 und Fw2) sind mindelzeitlich, die folgenden drei Terrassen (Fx1, Fx2 und Fx3) risszeitlich und die letzten beiden Terrassen (Fy1 und Fy2) würmzeitlich. Die aktuellen Flussablagerungen des Holozäns werden unter Fz eingeordnet.
Die Dordogne bei Bergerac im Südwesten zeigt ebenfalls insgesamt 10 Terrassensysteme, ihr höchstes Niveau befindet sich aber auf 90 bis 100 Meter über Flusshöhe.
Diese 10 Niveaus gelten für den Westen des Départements, reduzieren sich aber in ihrer Anzahl gen Osten, so werden beispielsweise an der Isle bei Périgueux nur noch 5 Niveaus auseinandergehalten.

##### Verkarstungen
Die Verkarstungen im Département Dordogne waren während der ausgehenden Oberkreide, dem beginnenden Tertiär und im Verlauf des Quartärs von sehr intensiver Natur. Neben Karstgängen und Karstspalten in Kalken des Mittleren Coniaciums (Vézère-Tal) und des Oberen Turoniums finden sich Karsterscheinungen ebenfalls im Campanium 5. Auch Dolinen sind an der Oberfläche anzutreffen, beispielsweise in der Umgebung von La Douze, Périgueux und Villamblard. Sie bildeten sich entweder auf Tertiär, auf Oberflächenumwandlungen über Kreiden des Campaniums (Milhac-d’Auberoche) oder auf Oberflächenumwandlungen über Kreiden des Santoniums (östlich von Plazac).
Aber selbst noch unterhalb der siliziklastischen Bedeckungen des Tertiärs schritt die Verkarstung weiter fort, wie vom Karst verursachte Unterströmungssysteme und Einstürze eindeutig belegen. Dafür plädieren auch die Oberflächenmorphologie der Oberkreide unterhalb der Tertiärbedeckung und die räumliche Anordnung kaolinhaltiger Tonlinsen des Unteren Eozäns (Sparnacium).
Zum Karstnetz gehören auch Höhlen, die meist in Kreidekalken des Oberen Santoniums oder an der Grenze Oberes Santonium/Campanium entstanden sind. Das zweifellos beste Beispiel hierfür ist die Mammuthöhle von Rouffignac mit dem längsten bekannten, auf drei Niveaus verteilten Gangsystem der Dordogne in Oberem Santonium.
Anmerkung: Sämtliche Kalkformationen in der Dordogne wurden verkarstet, auch die Kalke der Jurazeit sind hiervon nicht ausgenommen. Nur unweit außerhalb des Départements sind in Juraformationen unterhalb des Bandiats Flussschwinden zu beobachten, welche dem Karst von La Rochefoucauld angehören. Die verloren gegangenen Wässer treten dann in Karstquellen in der Touvre wieder zum Vorschein.

##### Oberflächenumwandlungen (Alterite)
Tertiäre Oberflächenumwandlungen (Alterite – meist AC) betreffen vor allem die mergeligen, hornsteinführenden Kreidesedimente des Oberen Campaniums oder des Santoniums, sie sind aber eigentlich überall vorzufinden, sowohl auf dem Grundgebirge als auch auf seiner jurassischen Umrahmung. Selbst unterhalb der tertiären detritischen Bedeckung sind sie zugegen. Sie resultieren im Fall der Oberkreidesedimente aus einer in situ erfolgenden Dekarbonatisierung. Dieser Prozess setzte zu Beginn des Tertiärs im Paläozän ein und hält bis auf den heutigen Tag an, wenn auch in abgeschwächter Form.
Die Alterite der Oberkreide sind ungeschichtet und bestehen aus mehr oder weniger sandigen, hornsteinhaltigen Tonen. Ihre Farbe ist im Inneren grünlich, jedoch braunrot bis ziegelrot an der Oberfläche. Ungestört zeigen sich an der Oberfläche gelbfarbene Marbrierungen. Stellenweise sind auch schlickige bis tonige Sande vorhanden. Die generelle Rotfärbung an der Oberfläche der Tone ist auf die Entwicklung der Eisenhydroxide während des Quartärs zurückzuführen. Die Tone umwickeln zahlreiche, zum Teil zerbrochene, schwarze Hornsteinknauer und verkieselte Kalkbruchstücke. Später erfolgte Wiederaufarbeitungen führen meist zu Aufhellungen. Die mineralogische Zusammensetzung der Tone ist reich an Kaolinit (55 %) mit Smektit/Illit-Schichtkomplexen (30 bis 35 %) und etwas Illit (10 %).
Die Mächtigkeit der Oberflächenumwandlungen ist sehr variabel und ist abhängig von ihrer topographischen Position und von dem Grad der Verdichtung des Substrats. Auf Höhenrücken und Plateaus werden gewöhnlich zwischen 1 und 5 Meter angetroffen, an Hanglagen und in Dolinentrichtern sind jedoch 10 bis 15 Meter gängig. In einer Karstdepression bei Lacropte haben sich sogar 40 Meter angesammelt. Die Oberflächenumwandlungen können mit Karstphänomenen in Zusammenhang stehen, welche aus intensiven Lösungsvorgängen von Karbonatformationen resultieren – verursacht durch aggressive klimatische Begebenheiten, wie sie gegen Ende der Kreide, zu Beginn des Paläozäns und im gesamten restlichen Verlauf des Tertiärs und des Quartärs geherrscht haben.

##### Periglaziale Prozesse
An periglazialen Phänomenen lassen sich anführen:
- Unterschiedliche Auskolkungsniveaus entlang Steilwänden in Flusstälern.
- Höhlenverfüllungen. Diese sind von großer Wichtigkeit bei der Datierung archäologischer Funde.
- Hanglagen und Höhenrücken verhüllendes Kolluvium.
- Kryoklastischer Hangschutt.

Das Periglaziale Kolluvium (C) ist ein Umlagerungs- bzw. Auswaschungsprodukt umliegender anstehender Gesteinsformationen. Es findet sich meist in tieferen Hanglagen und in Trockentälern. Es kann auch Flussterrassen verhüllen, wie beispielsweise an der Dronne oder an der Isle. Seine Mächtigkeit übersteigt selten 3 Meter. Der Transportweg ist recht gering. Generell handelt es sich hierbei um ein feinkörniges Gemisch aus Tonen und Kalken bzw. Sanden, in das zahlreiche Kreidekalkbruchstücke eingelagert sind. Entwickelt sich Kolluvium jedoch aus kontinentalem Tertiär oder aus Alteriten, so werden von der sandig-schluffig-tonigen Matrix kleine Kiesel, Gerölle und Hornsteinfragmente umhüllt.
Kryoklastischer Hangschutt (SG oder GP), im Französischen als Grèzes bezeichnet, entwickelte sich während der Würm-Kaltzeit (in ihm wurden an mehreren Stellen archäologische Artefakten des Moustérien gefunden) an Hängen mit anstehendem Coniacium, Santonium und Campanium. Er zeichnet sich durch typisch eckige Kalkbruchstücke aus – die sogenannte Castine, die durch Frostsprengung entstanden ist. Zusätzlich kann auch eine variable Fraktion feinkörniger Elemente vorhanden sein – hervorgegangen aus dem Zerbrechen und Zersetzen des Anstehenden. Die Fazies Hangschutt ist somit direkt abhängig von den Gefüge- und Strukturmerkmalen des Ausgangsgesteins. Der Schutt kann sich an manchen Hangfußlagen auf bis zu 5 Meter akkumulieren und findet sich z. B. entlang der Dronne, am Manoire und an der Vézère. Der Hangschutt stellt das letzte geomorphogische Stadium in der Hangentwicklung dar und leitet zum Alluvium des Talbodens über. Er offenbart gelegentlich bedeutende Strukturen von Kryoturbation, die wahrscheinlich ebenfalls aus der letzten Kaltzeit stammen dürften.

##### Ur- und Frühgeschichte
Abschließend sei noch kurz auf die reichhaltigen prähistorischen Funde und zahlreichen Fundstätten im Département Dordogne hingewiesen (wie beispielsweise Lascaux oder Rouffignac), die bis ins Acheuléen zurückreichen.

## Struktureller Aufbau und Tektonik

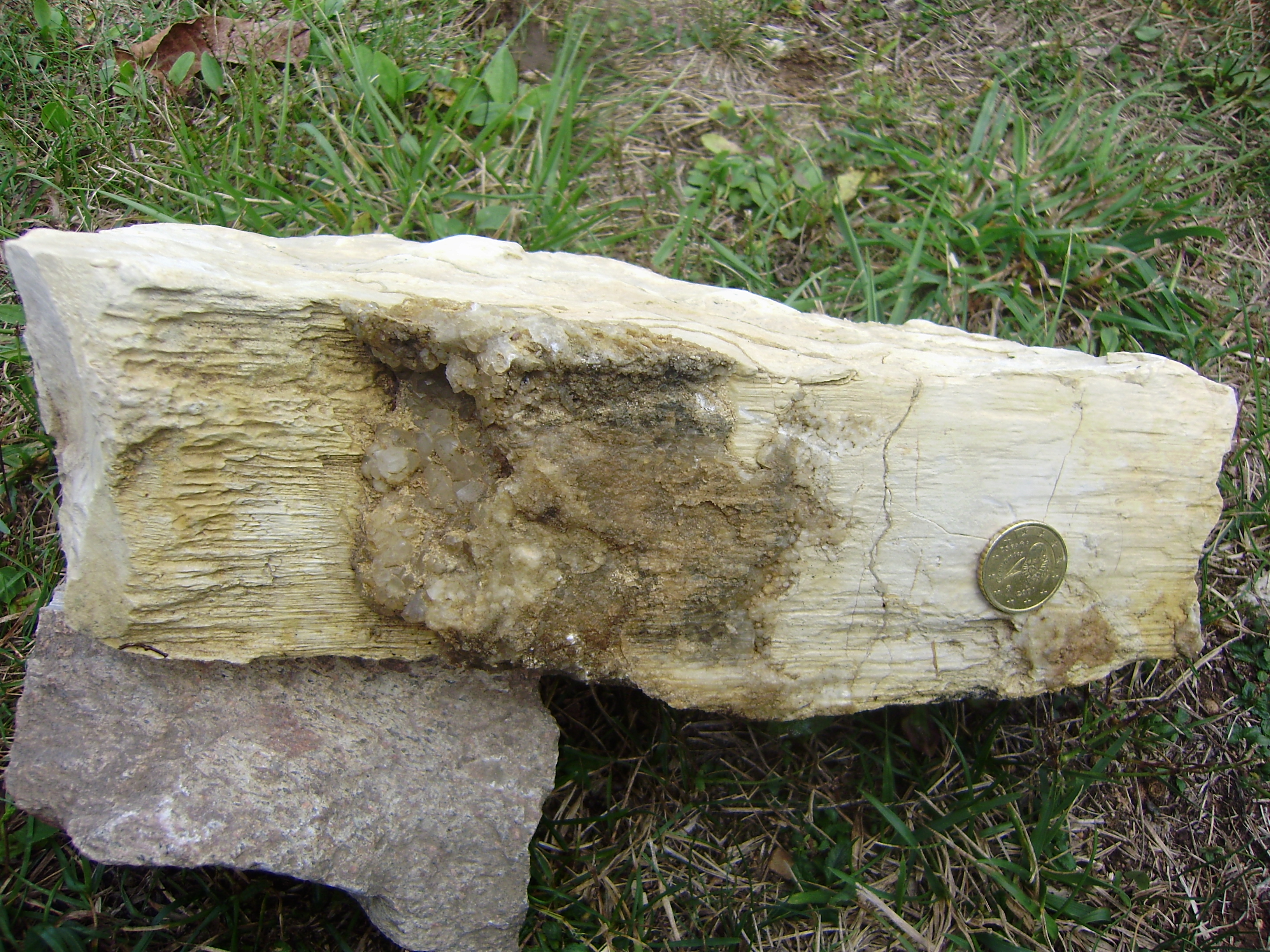
Unterportlandischer Mikrit aus der La Tour-Blanche-Antiklinale bei Chapdeuil. Seitenverschiebung in Ostsüdost-Westnordwest-Richtung mit einer Calcit-verfüllten Pull-Apart-Struktur. Das Antiklinal unterlag folglich auch distensiven Scherkräften

Die Sedimente der nordaquitanischen Plattform haben eine relativ geringe Absenkung erfahren und sind daher nur bruchtektonisch beansprucht worden. Die Bruchtektonik wird von zwei prinzipiellen Faktoren beherrscht, welche nur bedingt voneinander unabhängig sind: einerseits die Bewegungen des variszischen Grundgebirges und andererseits die Pyrenäen- und auch die Alpenorogenese.

### Spannungsfelder
Seit der Trias lassen sich mit modernen strukturgeologischen Methoden folgende Spannungsfelder auf der nordaquitanischen Plattform rekonstruieren:
- im Unteren und Mittleren Jura herrschte Dehnung in Westnordwest-Ostsüdost- (N 110) bis West-Ost-Richtung (N 090)
- im Oberjura drehte die Streckungsrichtung auf Nordnordost-Südsüdwest (N 025) bis Nord-Süd (N 000). Dieses Spannungsfeld herrschte ebenfalls während der Kreide.
- das Untere Eozän registrierte anfangs Nordost-Südwest (N 045) gerichtete Kompression gefolgt von Nordnordost-Südsüdwest (N 025) gerichteter Kompression
- das Mittlere Eozän stand unter mehreren Nord-Süd-gerichteten (N 000) Kompressionsphasen
- das Oligozän unterlag einer Dehnung in West-Ost- (N 090) bis Nordwest-Südost-Richtung (N 135)[23]
- das Miozän zeigte Einengung in West-Ost-Richtung (N 090), verursacht durch die Alpenorogenese[24]
- Pliozän bis Quartär standen erneut unter Nord–Süd-Einengung (N 000)

Jura und Kreide besitzen distensive Spannungsfelder, wohingegen das Tertiär mit Ausnahme des Oligozäns unter Kompression stand, welche ausgehend von der Nordostrichtung zusehends der Nord-Süd-Richtung folgte. Im Miozän wurde der von Osten kommende Druck des Alpenbogens spürbar, der eine Anhebung und Westkippung des Massif Central bewirkte. Während des Plio-Quaternärs führten tektonische Ausgleichsbewegungen am Nordostrand des Aquitanischen Beckens zu einer Heraushebung und Verjüngung der Pultscholle des Zentralmassivs; im Beckeninneren folgen sie meist Vorzeichnungen im Grundgebirge und es wurden dadurch einige pliozäne Verebnungsflächen verkippt.

### Strukturen
Generell ist das Aquitanische Plateau durch recht unkomplizierte tektonische Strukturen gekennzeichnet. Diese Strukturen wurden im Verlauf zweier bedeutender Phasen angelegt:
- Jurassische Phase. Die angelegten Strukturen sind meist synsedimentären Ursprungs und folgen variszischen Streichrichtungen. Während der später erfolgenden Kreidesedimentation beeinflussen sie Faziesräume und den Transgressionsmodus nachhaltig. Als Beispiel sei die toarcische Brekzienbildung im Kontaktbereich mit dem Grundgebirge genannt.
- Endcampanisch-maastrichtische Phase. Diese Phase bewirkt ein generelles Herausheben der Nordaquitanischen Zone und verstärkt die bereits jurassisch vorgezeichneten Strukturen. Es entstehen folgende antiklinale Rücken, die zum nordöstlichen Beckenrand mehr oder weniger parallel verlaufen und sich bis über 200 Kilometer verfolgen lassen:
  - Die Mareuil-Meyssac-Antiklinale. Diese Struktur ist eine asymmetrische Antiklinale bei Mareuil, jedoch zwischen Terrasson-Lavilledieu und Meyssac eine Verwerfung mit bedeutender Sprunghöhe.
  - Die Périgueux-Antiklinale. Diese Struktur verläuft von Cognac über La Tour-Blanche nach Périgueux und Saint-Cyprien. Als typische Antiklinale ausgebildet ist sie bei La Tour-Blanche (als La-Tour-Blanche-Antiklinale) und bei Saint-Cyprien (als Saint-Cyprien-Antiklinale).
  - Die Oléron-Jonzac-Ribérac-Sauveterre-la-Lémance-Antiklinale. Diese Struktur ist eine eindeutige Antiklinale bei Jonzac und bei Sauveterre, geht jedoch bei Ribérac in eine Flexur über.

Die Antiklinalstrukturen werden von Nordwest-Südost verlaufenden synklinalen Einmuldungen unterbrochen, beispielsweise bei Sarlat-la-Canèda.
Neben den angeführten drei Hauptstrukturen bestehen noch weitere tektonische Elemente geringerer Bedeutung, wie etwa kleinere Antiklinalen oder Flexuren. Beispiele sind die Montmoreau-Antiklinale bei Allemans, die Bussac-Antiklinale bei Bussac oder die Vergt-Antiklinale bei Vergt. Monoklinale Flexuren finden sich zwischen Verteillac und Grand-Brassac, zwischen Tocane-Saint-Apre und Mensignac, südlich von Siorac-de-Ribérac und im Tal des Cerf. Auch Bruchstrukturen und Verwerfungen sind vorhanden, welche z. B. in der Le Change-Störung bei Le Change und Thenon recht bedeutend werden können.
Weitere tektonische Phasen spielten sich innerhalb der Oberkreide an der Grenze Turonium/Coniacium und sodann im Eozän ab. Gegen Ende des Turoniums war es sogar zu einem zwischenzeitlichen Trockenfallen der Plattform gekommen. Die eozänen Bewegungen wurden von der Pyrenäenorogenese verursacht und machten sich kurz vor Einsetzen des Cuisiums (Oberes Ypresium) bemerkbar. Das Maximum der Nord-Süd-Kompression wurde erst im Mittleren Eozän erreicht, dessen Sedimente eindeutig diskordant der Oberkreide aufliegen.

### Tektono-metamorphe Zonen des Grundgebirges
Das unter den Sedimenten des Aquitanischen Beckens verborgene variszische Grundgebirge kann anhand geophysikalischer Sondierungen in mehrere Nordwest-Südost-streichende tektono-metamorphe Zonen unterteilt werden, wobei das Département Dordogne im Wesentlichen Anteil an folgenden beiden Zonen hat (von Nord nach Süd):
- Ligero-arvernische Zone. Sie wird südwestlich begrenzt durch die Linie Niort-Angoulême-Fumel-Montauban, die dann im Nordwesten parallel zur dextralen Südarmorikanischen Scherzone verläuft. Polymetamorphe Kernzone des variszischen Orogens.
- Südarmorikanische Zone. Ihre südwestliche Begrenzung ist die Linie La Rochelle-Saintes-Chalais. Die Zone endet bei Bergerac, wo sie von einem Nordost-streichenden, rechts verschiebenden Querbruch gegenüber der Nordaquitanischen Zone abgeschnitten wird. Nach Süden überschobene Kristallindecken devonisch/karbonischen Alters.

Ein weiterer, sehr bedeutender Querbruch verläuft von Bordeaux ausgehend, unmittelbar an Ribérac vorbei. Er streicht ebenfalls Nordost und zeigt die gleiche seitenverschiebende Polarität.

## Bodenschätze und natürliche Rohstoffe

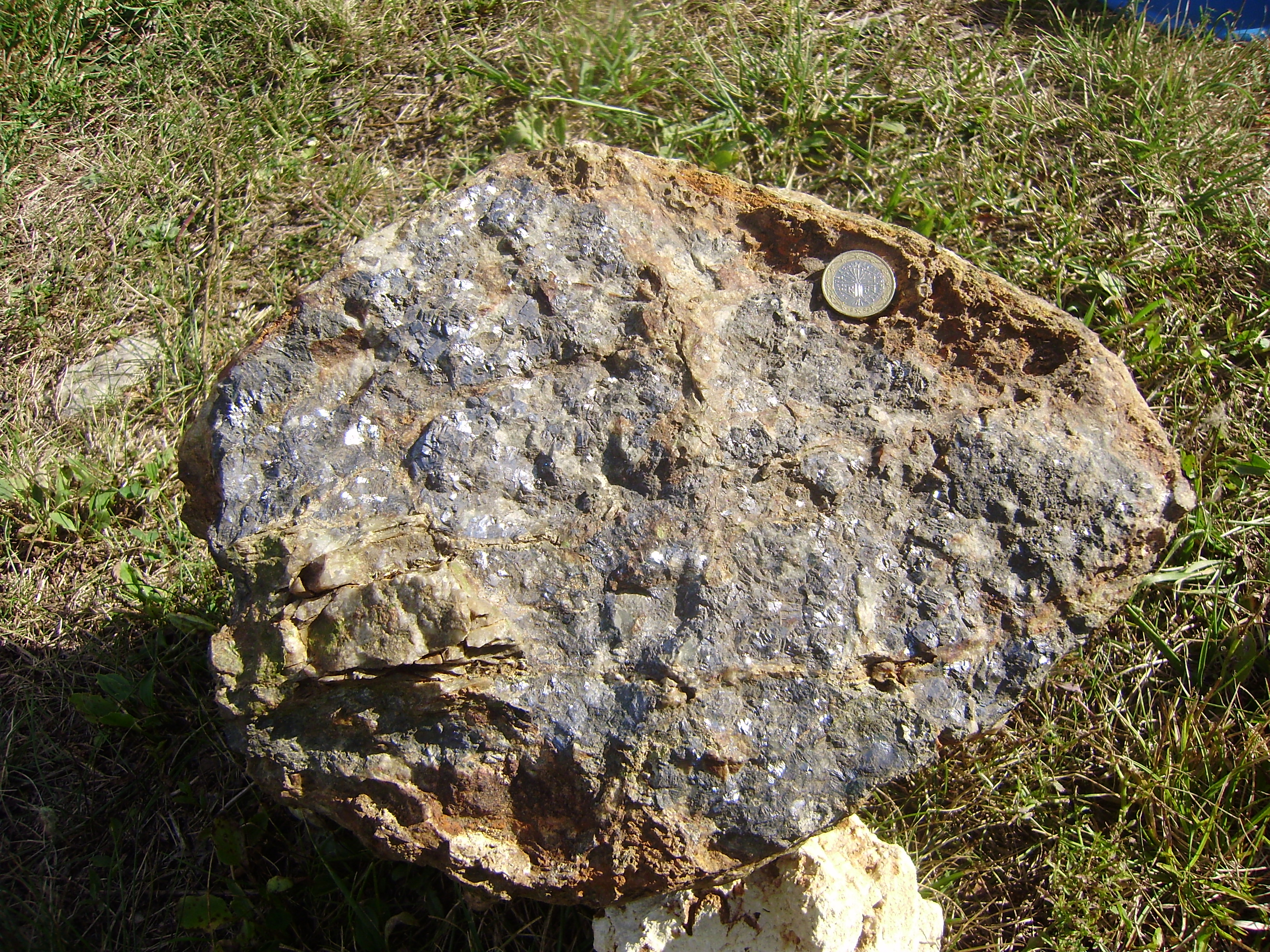
Massiver Bleiglanz von Nontron

- Tone und Tonsteine. Rohstoff für unzählige Ziegeleien (Dachziegel, Klinker, Terrakotta etc.). Lagerstätten finden sich vorwiegend im Toarcium, im Eozän (Lutetium) und im Oligozän.
- Kaolin. Rohstoff für Porzellanmanufakturen. Linsenartige eozäne Residuallagerstätten, oft im Oberkreidekarst (z. B. bei Les Eyzies).
- Lignit. Im Cenoman des Sarladais.
- Eisen. Im eozänen Sidérolithique. Vorkommen im Périgord und im Quercy. Wirtschaftlich jetzt nicht mehr rentabel.
- Buntmetalle. Hauptsächlich Blei-Zink-Vererzungen, die früher im Nontronnais abgebaut wurden (Bergwerk Le Puy).
- Holz. Ausgedehnte Waldgebiete im Département Dordogne liefern den Rohstoff für eine diversifizierte holzverarbeitende Industrie (Erzeugung von Brennholz für Heizkraftwerke und für den Privatverbrauch, Holzkohle, Aktivkohle, Paletten, Bauholz, Möbelindustrie).
- Obstanbau. Beispielsweise Apfelplantagen im Bas-Limousin östlich von Thiviers.
- Wein. Berühmte Weinanbaugebiete befinden sich bei Bergerac und bei Monbazillac.

## Photogalerie

### Grundgebirge

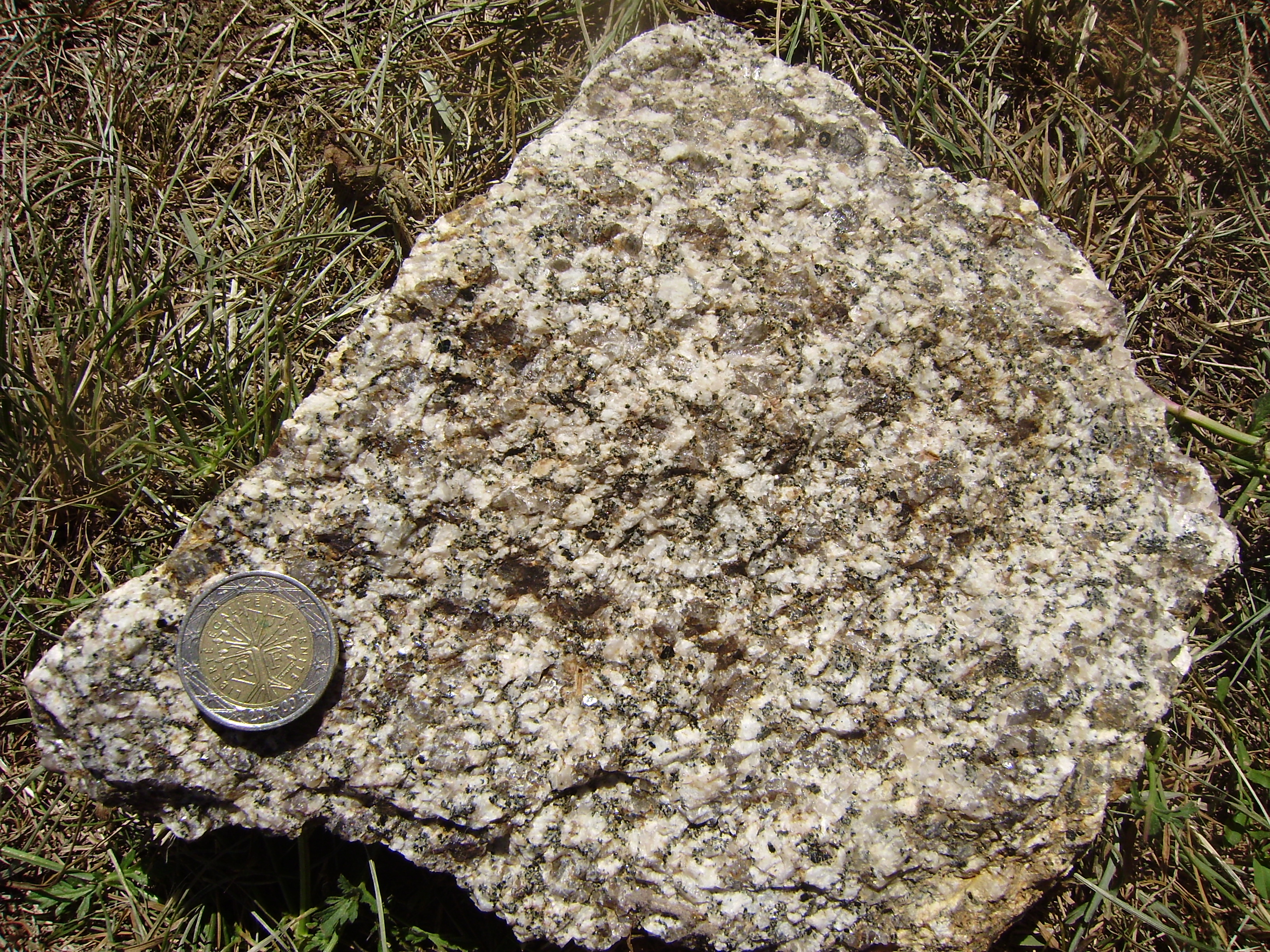
Gewöhnliche grobkörnige Fazies des Piégut-Pluviers-Granodiorits
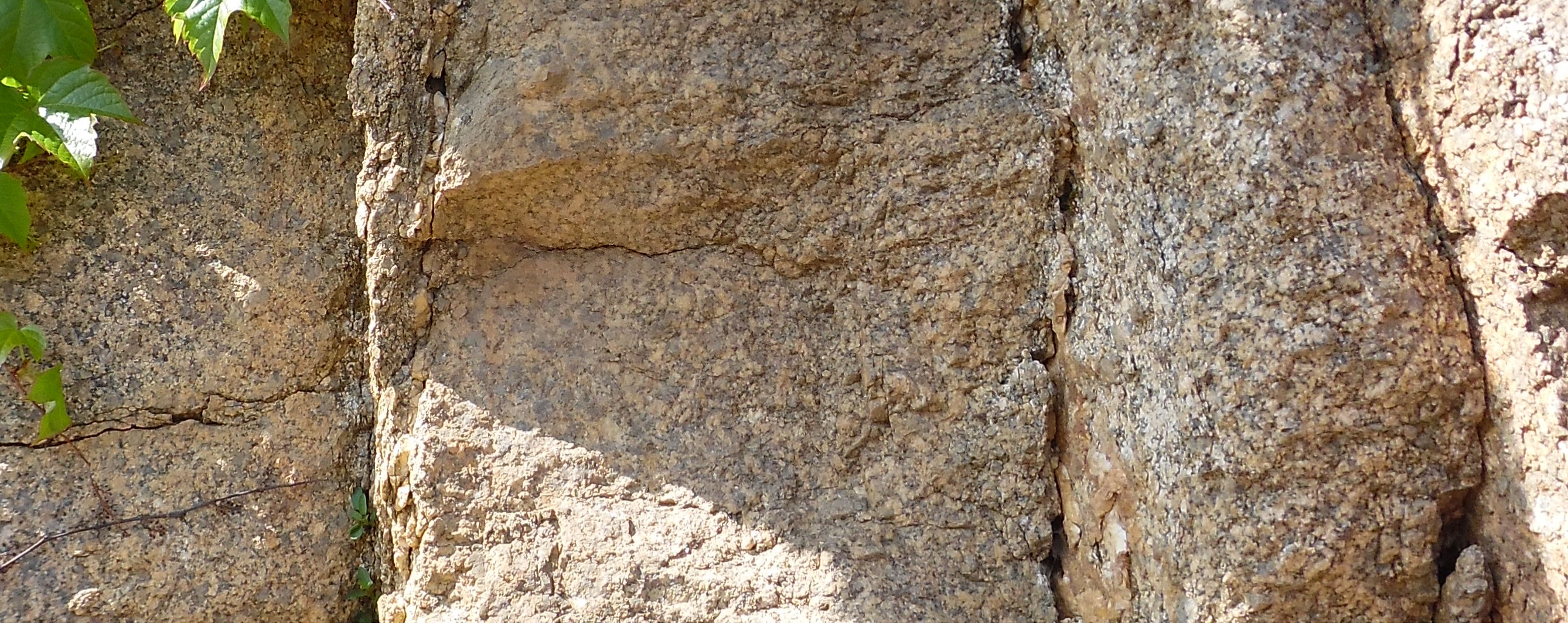
Grobkörnige Fazies in Nontron durchsetzt mit Barytadern
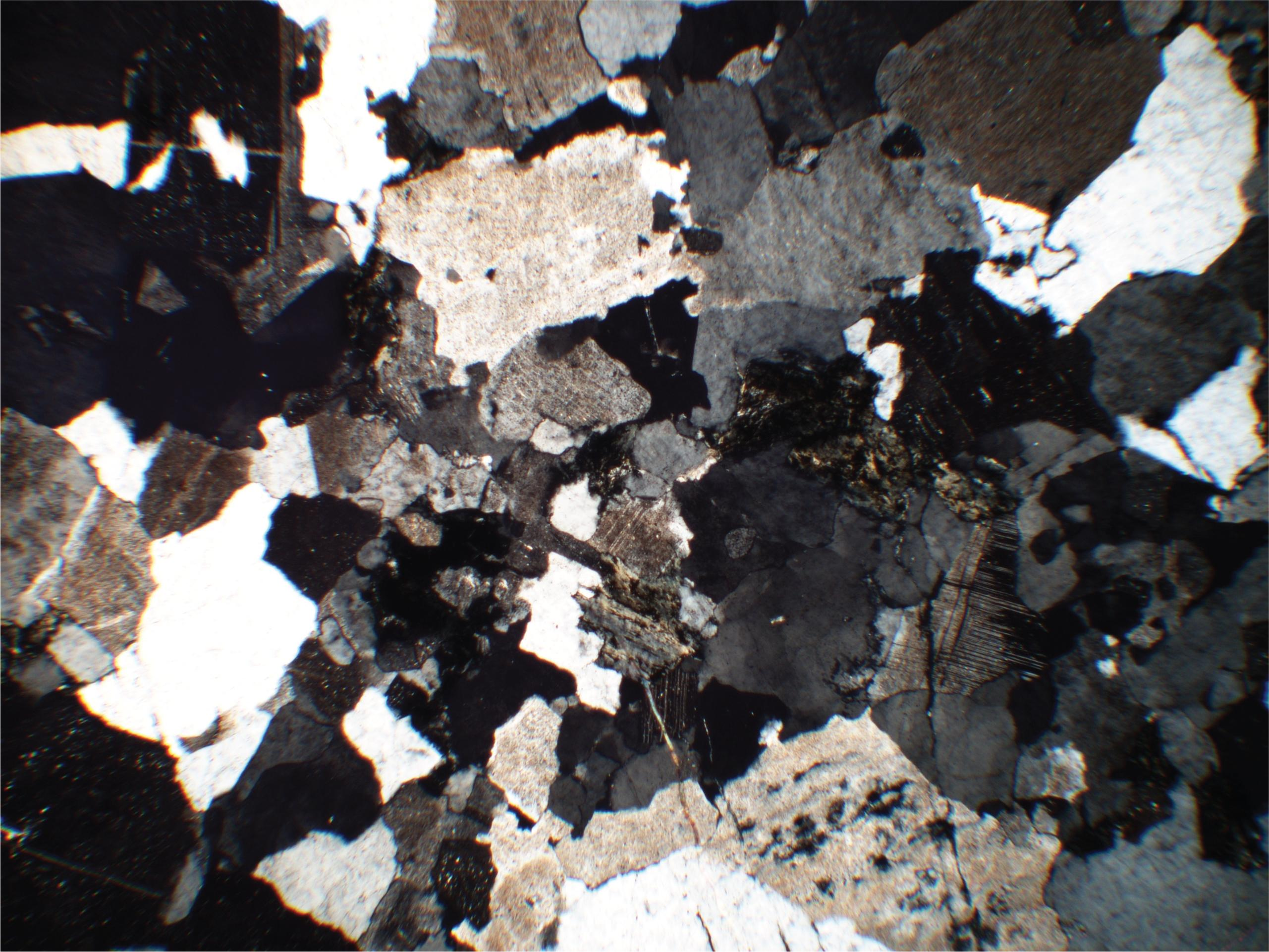
Dünnschliff eines rosafarbenen Aplitgangs in der Rotfazies. Der Plagioklas ist hämatitisiert, der Biotit chloritisiert.
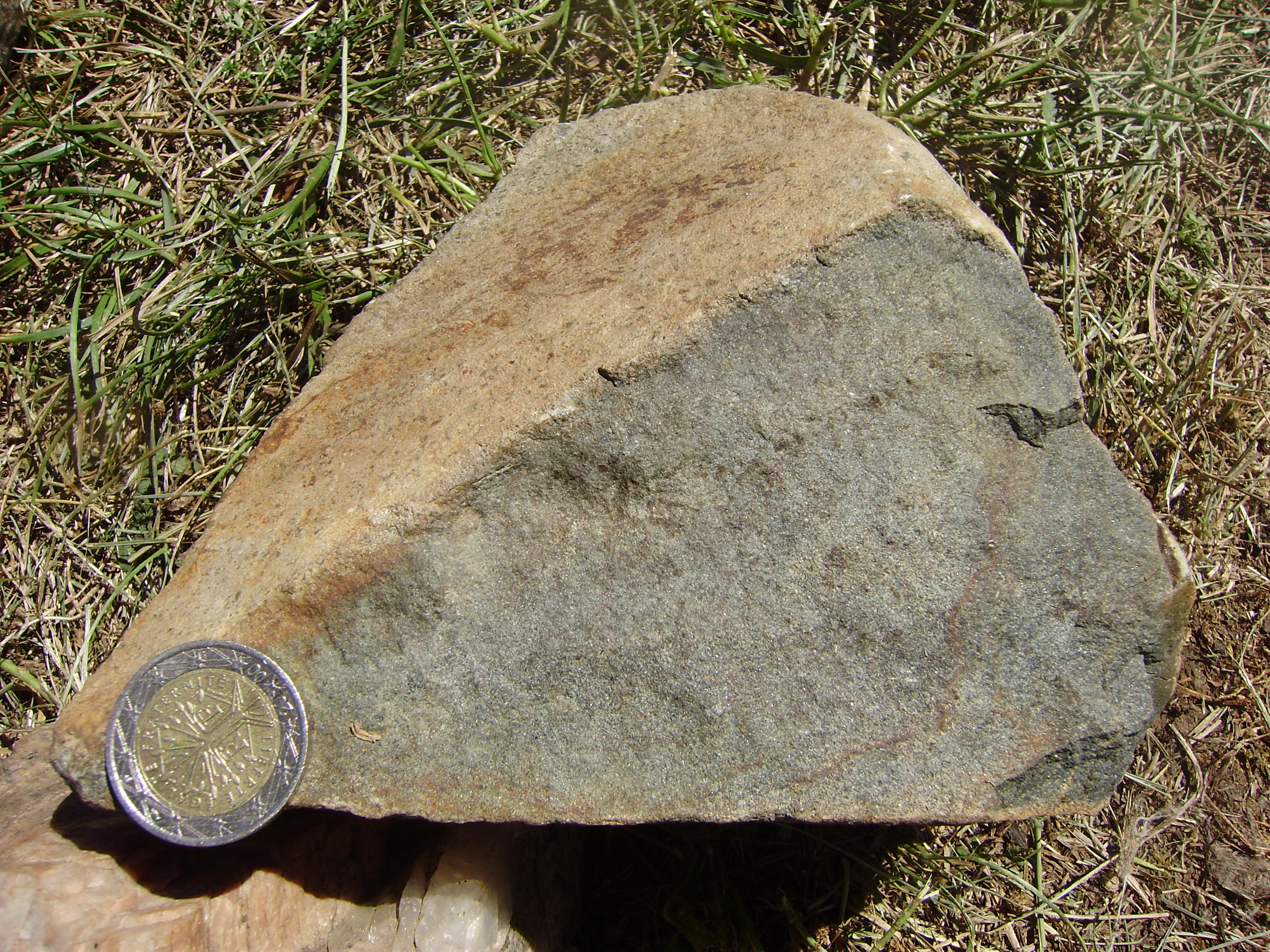
Lamprophyr aus dem Piégut-Pluviers-Granodiorit
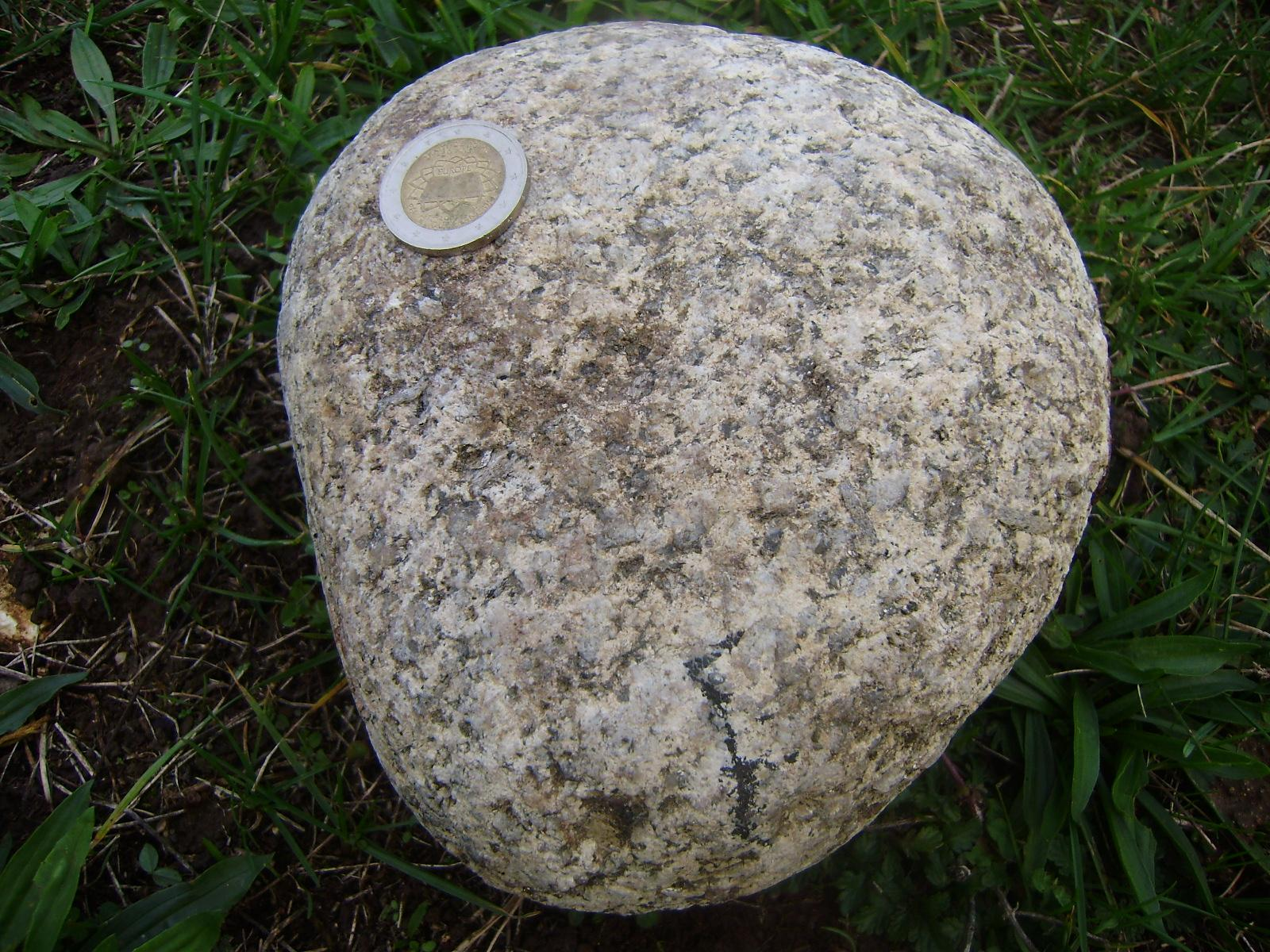
Grobkörnige Fazies, Flussgeröll des Saint-Saud-Leukogranits aus der Dronne
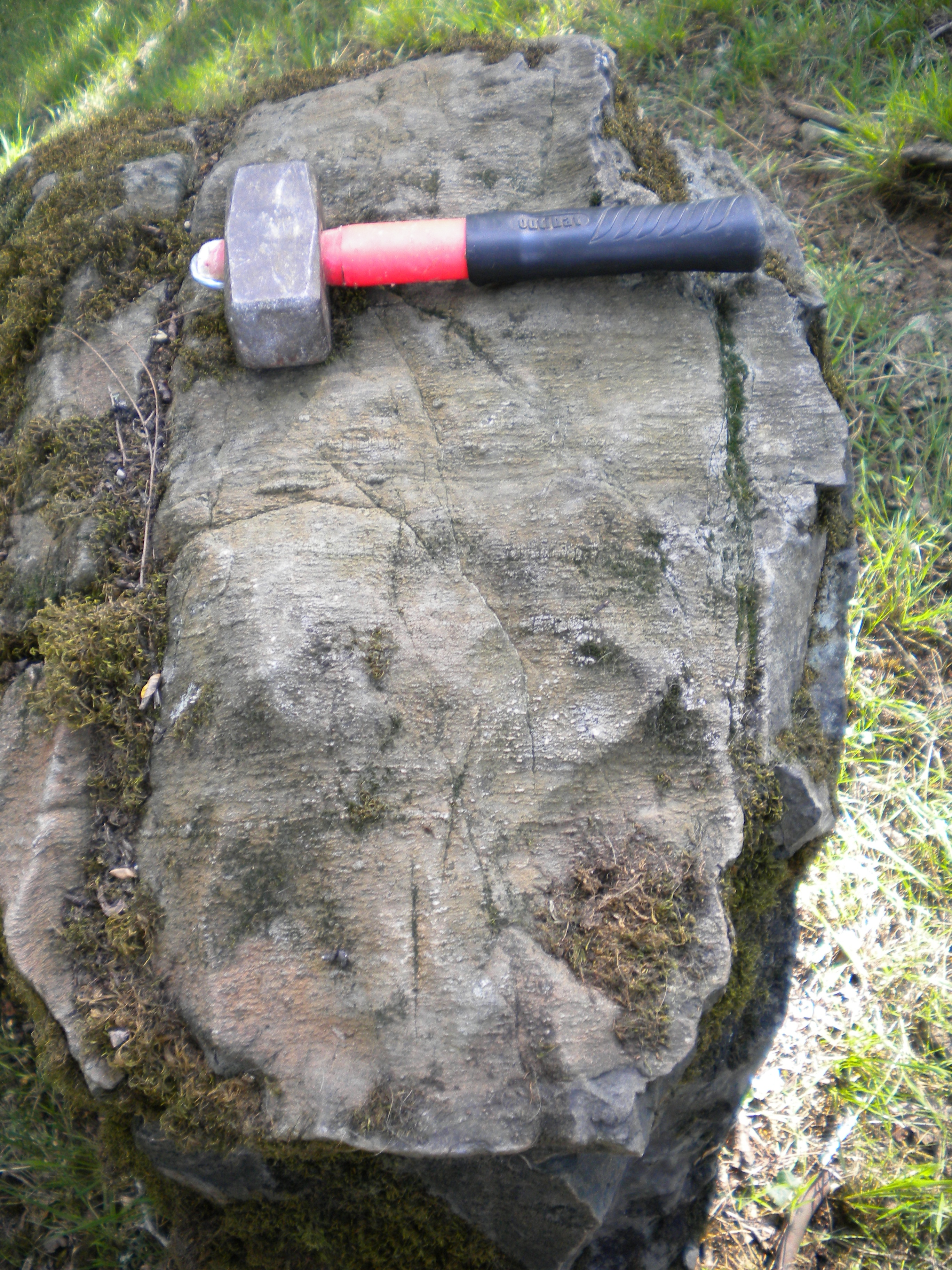
Metaharzburgit von La Rebière bei Saint-Jean-de-Côle
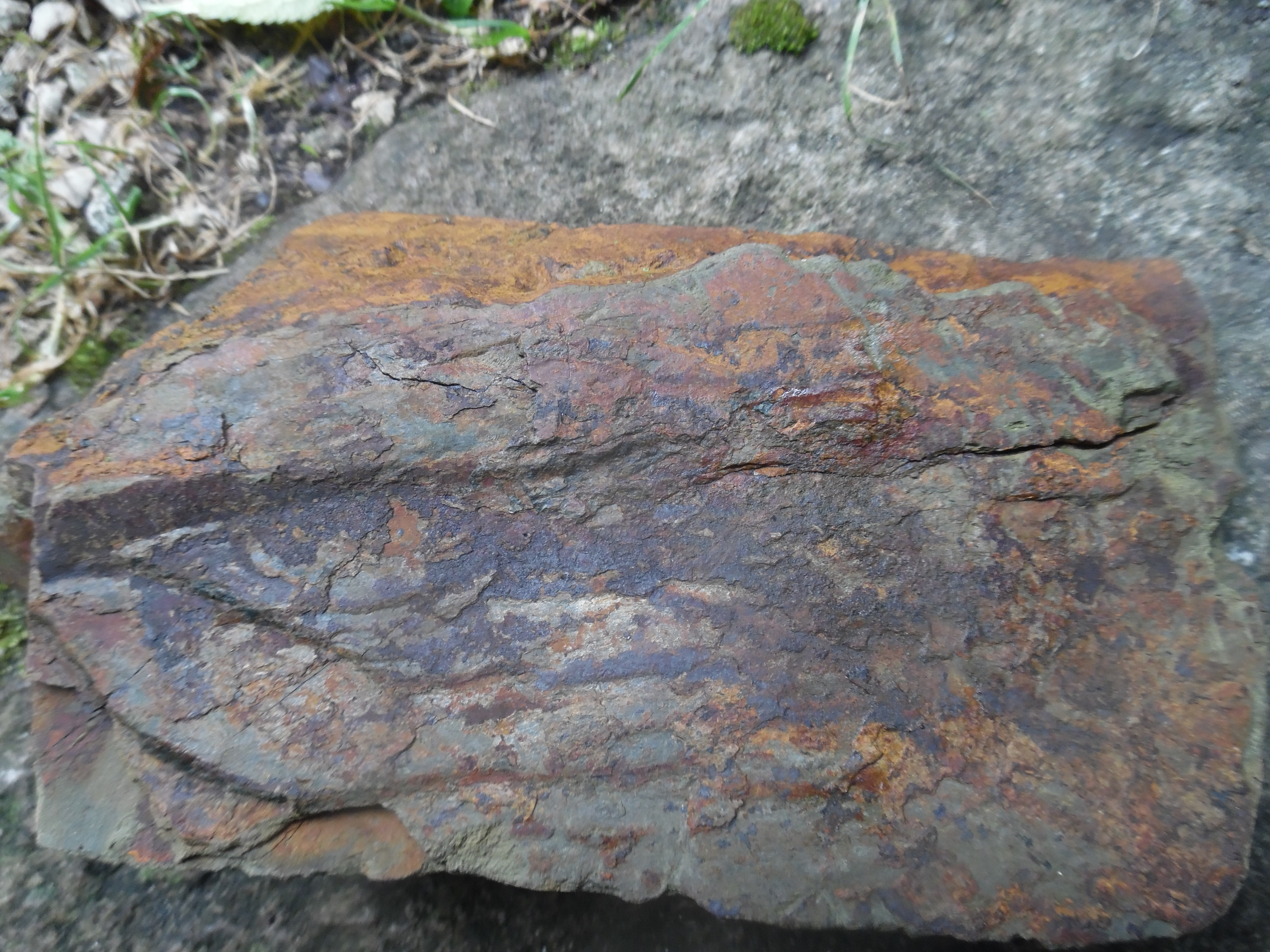
Handstück des Thiviers-Sandsteins vom Isle bei Nantheuil
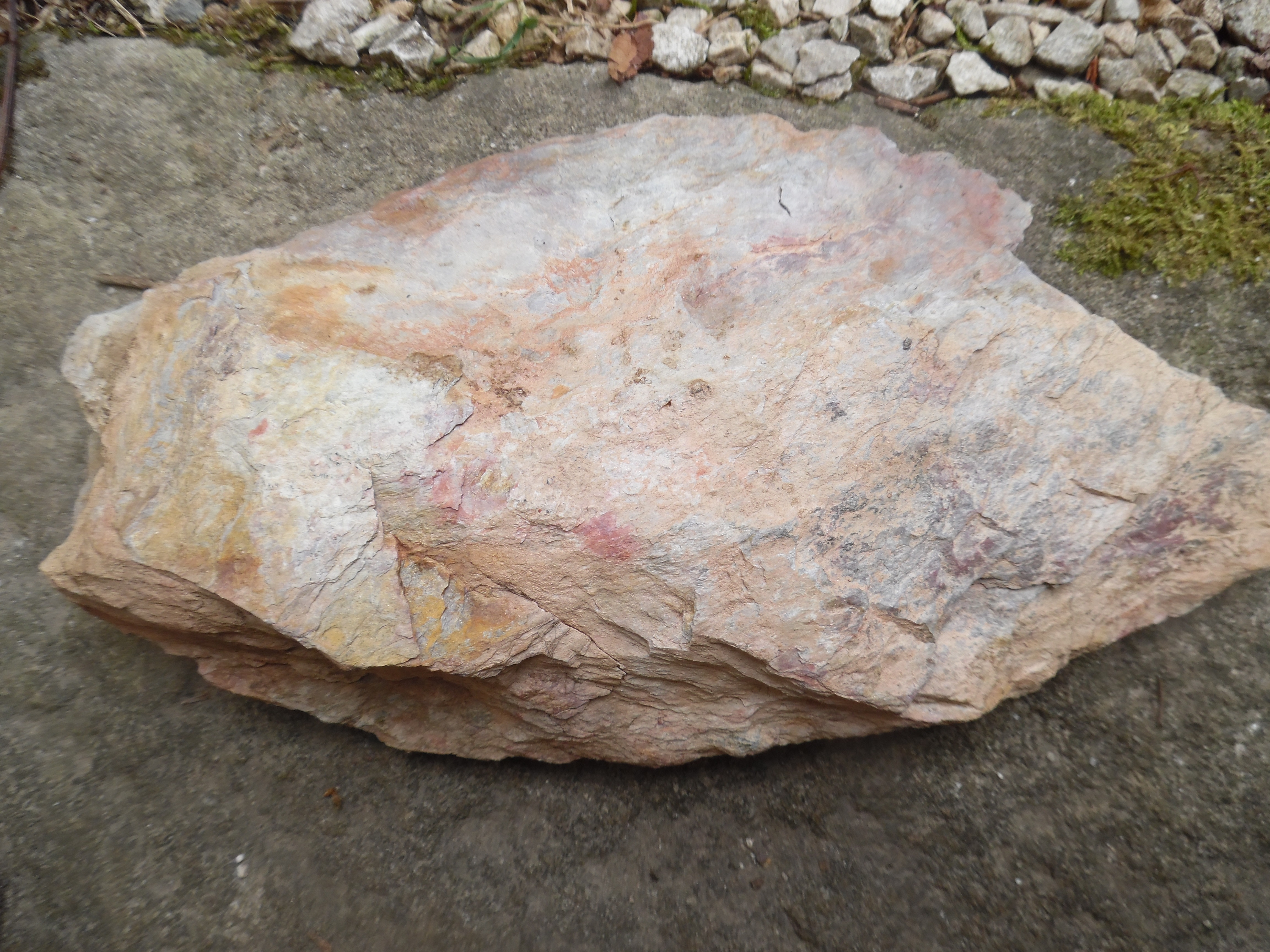
Violettfarbener Génis-Serizitschiefer nördlich von Cherveix-Cubas
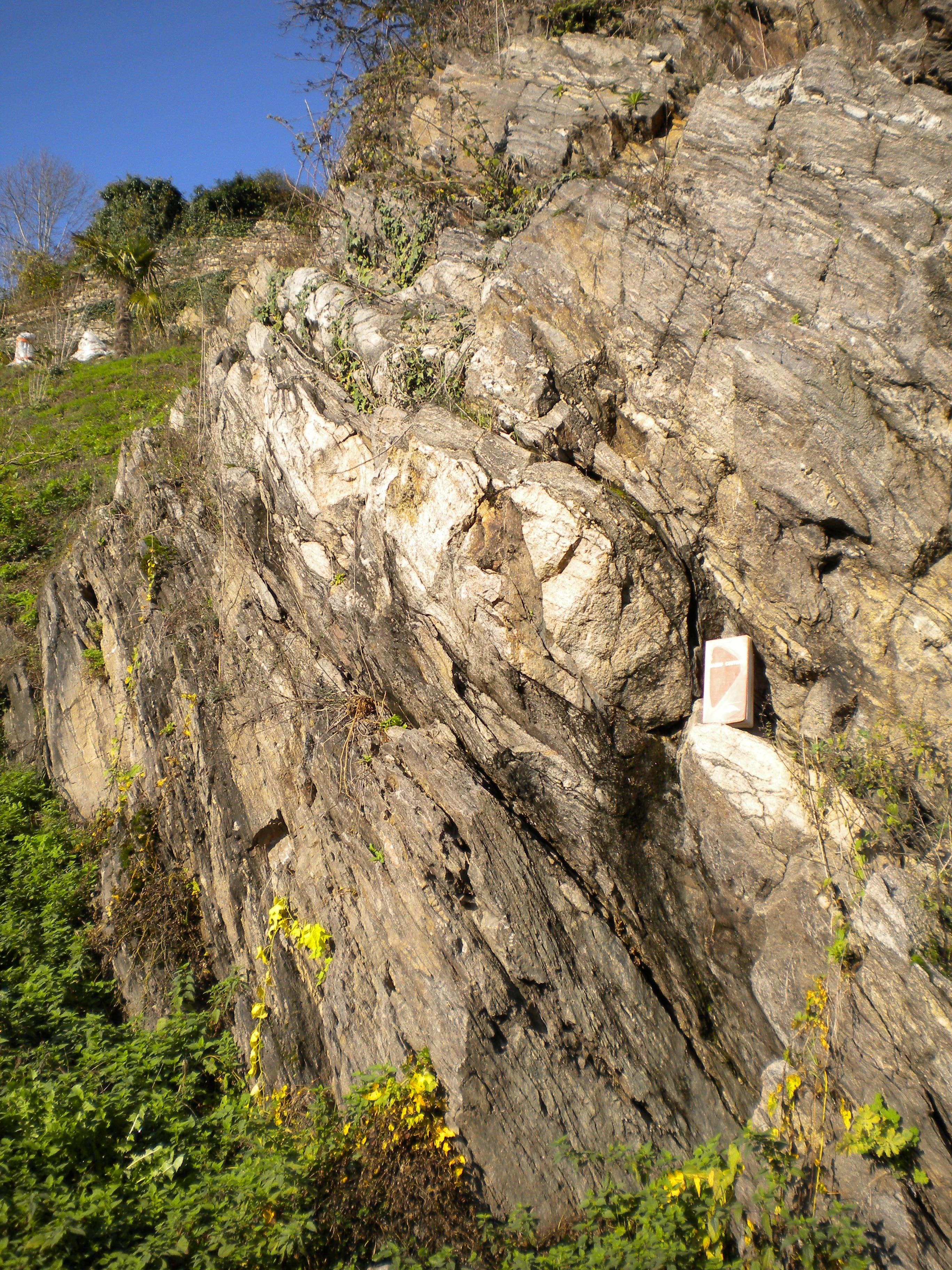
Der Nontron-Paragneis unterhalb der Grundfesten des alten Schlosses von Nontron. Der boudinierte Paragneis fällt hier mit 48° nach Nordnordost ein.
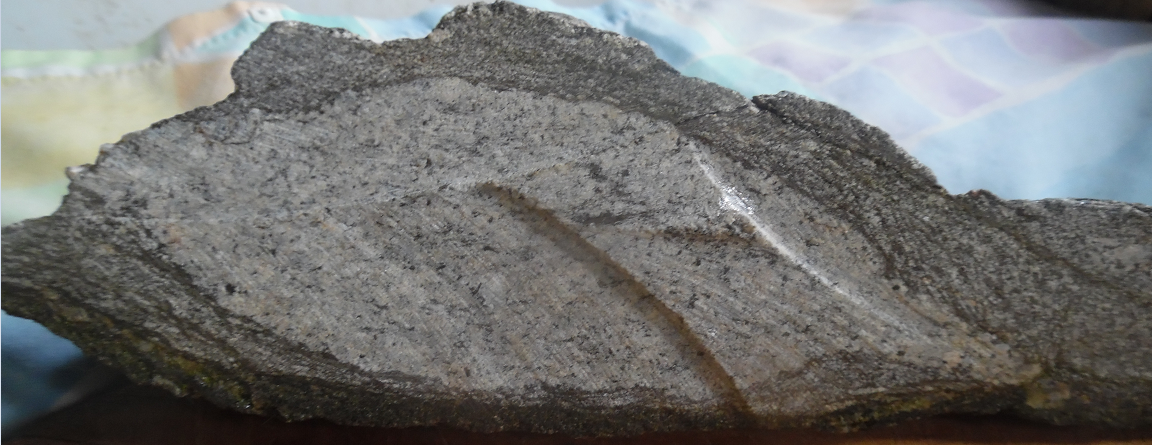
C/S Scherlinse aus dem Nontron-Paragneis. Relativer Bewegungssinn Hangendes nach links.

### Sedimente

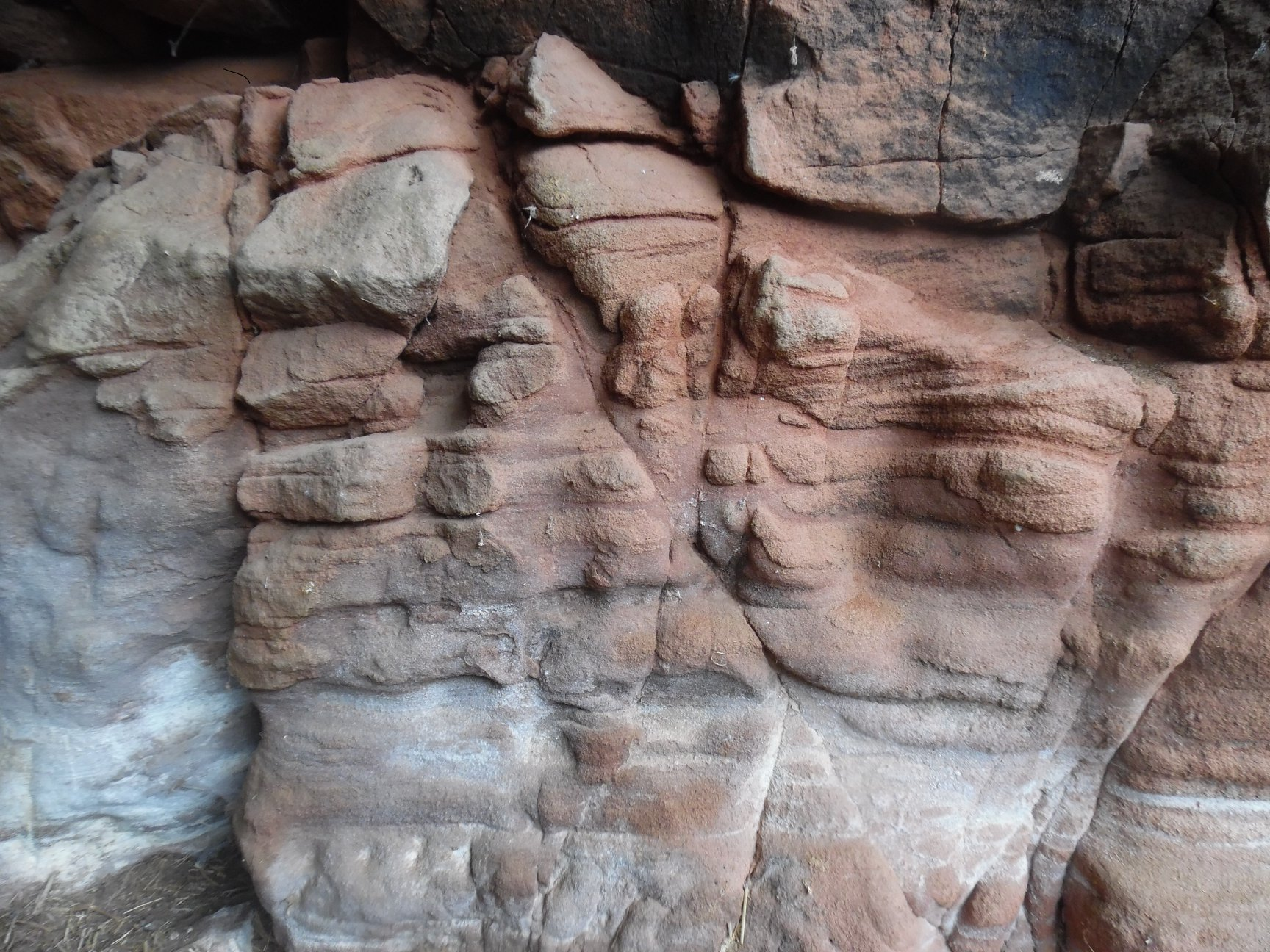
Permischer Grès de Louignac von Les Arcis bei Boisseuilh
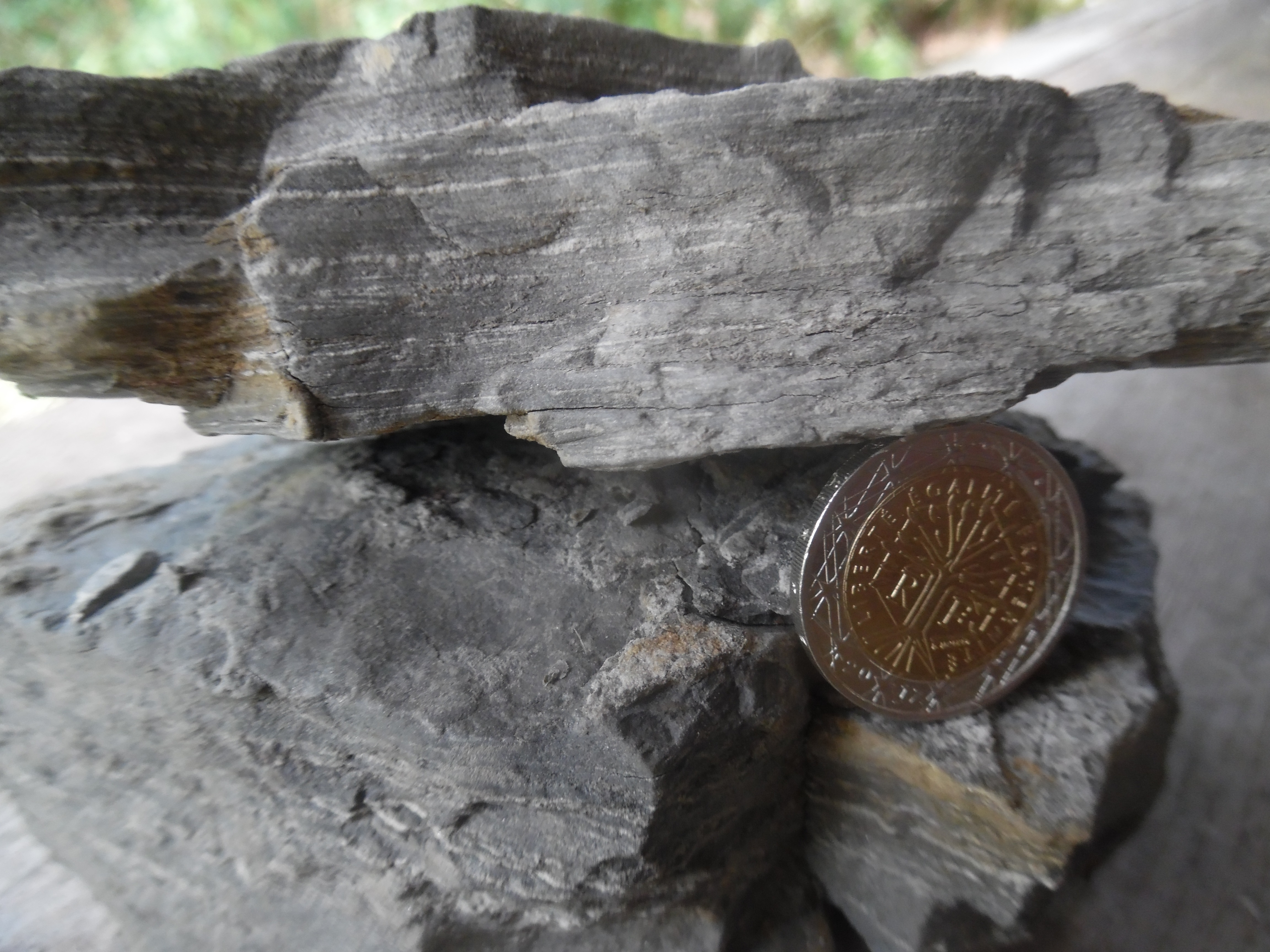
Toarcischer Tonstein von Nontron
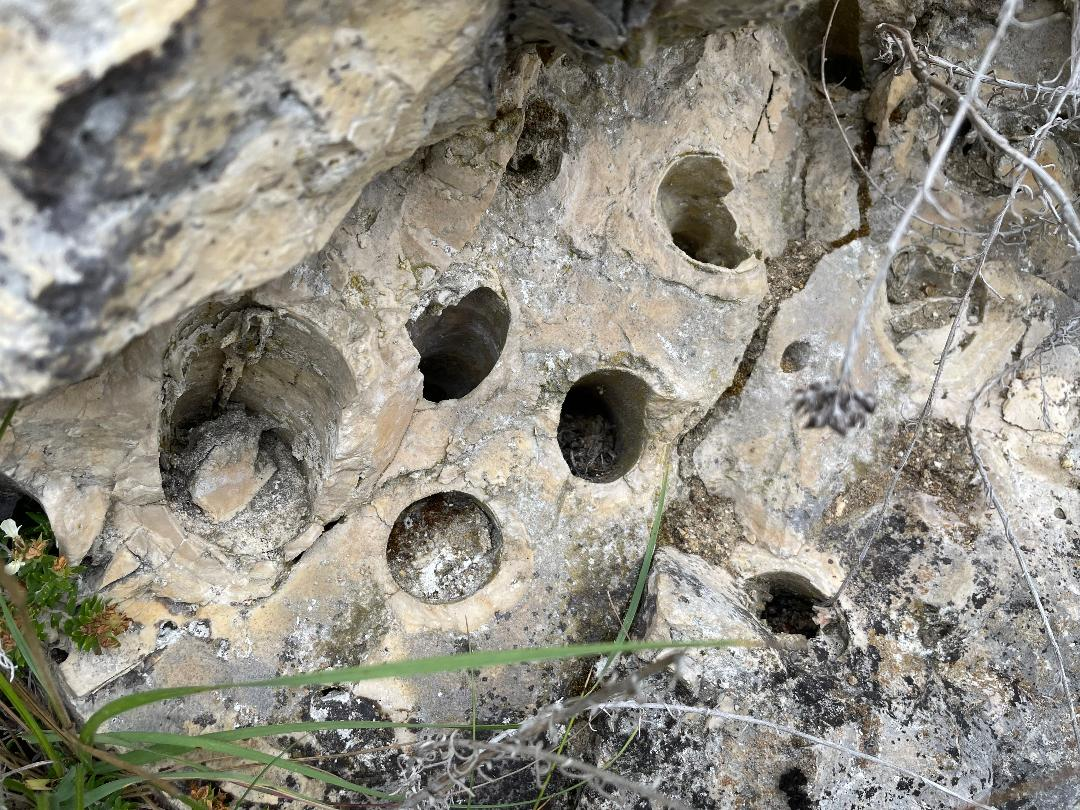
Rudistenkolonie im Angoumien des Aucors-Steinbruchs
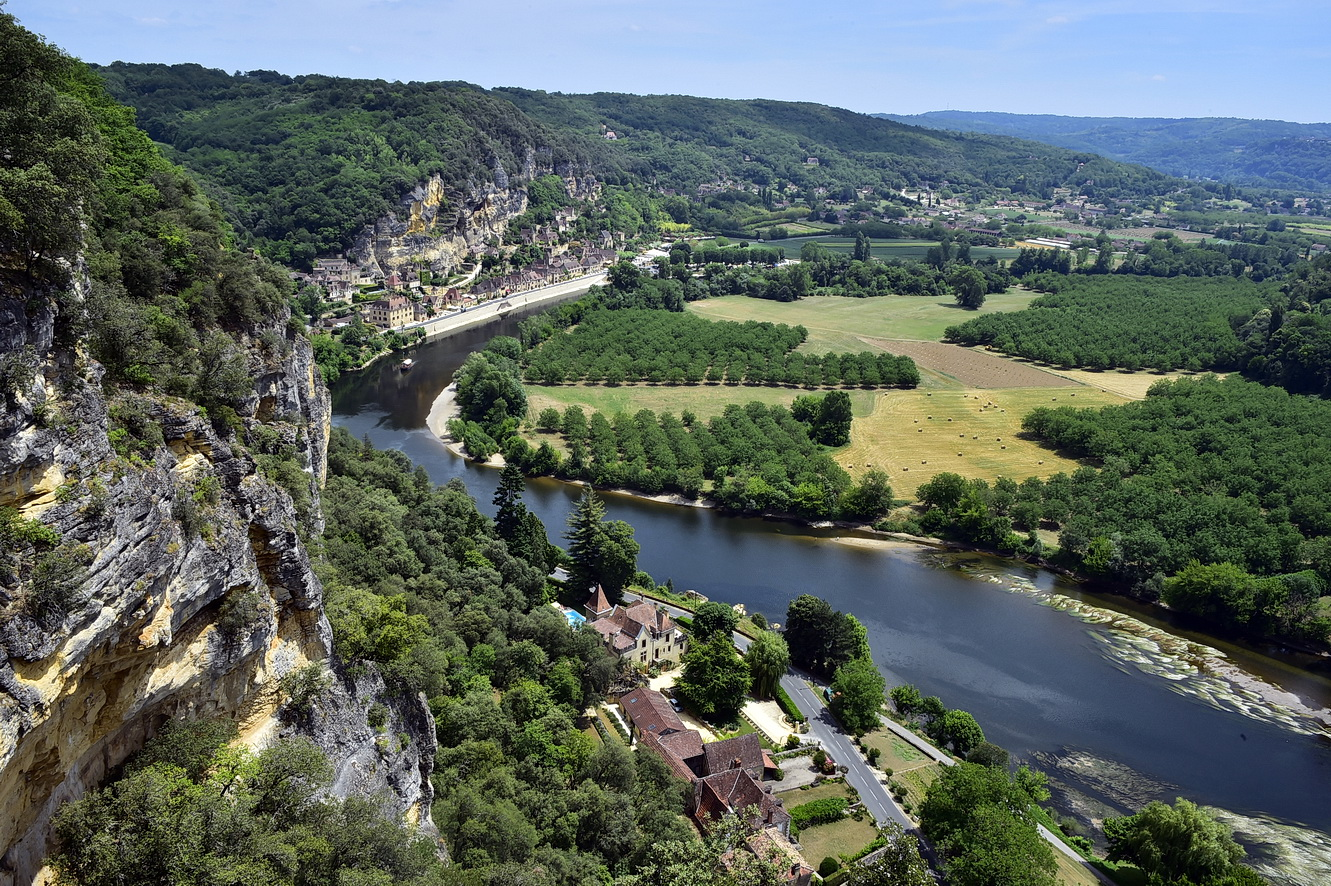
Blick entlang der Steilwände aus Oberem Coniacium ins Dordognetal bei La Roque-Gageac
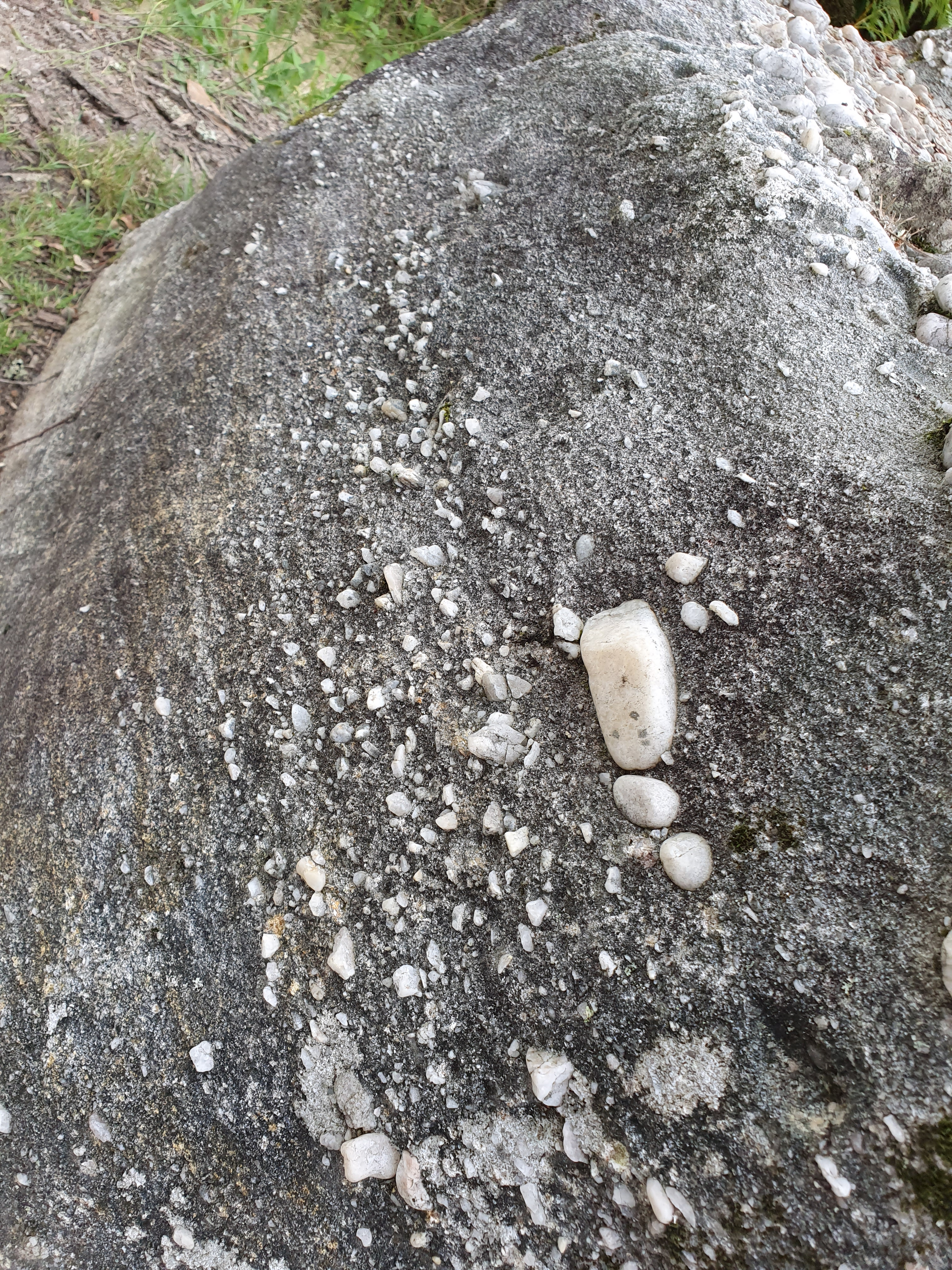
Eozänes bis Oberoligozänes Konglomerat von Saint-Crépin-de-Richemont